# История Польши
История Польши — история государства западных славян, находящегося в Восточной Европе, возникшего в конце X — начале XI вв. и имеющего длительную, порой трагическую историю.
С VII века до н. э. до IV века н. э. на территории Польши протекал процесс этногенеза славян.
В X веке образовалось Польское государство под властью князя Мешко I из рода Пястов, который в 966 году принял христианство по латинскому обряду.
Болеслав Храбрый (правл. 992—1025) завершил объединение польских земель.
В период феодальной раздробленности (1138—1320) существовали самостоятельные удельные княжества, возглавляемые линиями династии Пястов. Казимир III Великий в середине XIV века овладел землями Галицко-Волынского княжества.
В 1386 году польский королевский престол перешёл в руки династии Ягеллонов.
Люблинская уния 1569 года объединила Польшу с Великим княжеством Литовским в единое государство — Речь Посполитую. Генриковы артикулы (1573) окончательно оформили устройство государства как «шляхетской республики».
В 1772—1795 годы Королевство Пруссия, Эрцгерцогство Австрия и Российская империя осуществили три раздела Речи Посполитой.
В 1807 году император Франции Наполеон Бонапарт создал на землях Пруссии зависимое от Франции Великое герцогство Варшавское, большая часть которого по решению Венского конгресса 1814—1815 годов вошла в состав России (Царство Польское).
На присоединённых землях происходили национально-освободительные восстания (1794, 1830—1831, 1846, 1863—1864).
В 1918 году была провозглашена Польская Республика, а в 1926 году её лидером де-факто в ходе переворота стал Юзеф Пилсудский.
В результате начала Второй Мировой Войны с 1939 года по 1945 год Польша находилась под оккупацией фашистской Германии.
Во второй половине XX века Польская Народная Республика являлась социалистическим государством, входившим в СЭВ и Организацию Варшавского договора.
После досрочной отставки президента В. Ярузельского (1990) в стране были начаты рыночные реформы.
В 1999 году Польша присоединилась к НАТО, в 2004 году вступила в Европейский союз.
Название «Польша» — Polonia первоначально относилось только к земле полян (Великой Польше), в конце X — начале XI века оно распространилось на всё государство Болеслава Храброго. Первая столица Польши — Гнезно, с XI по XVI век — Краков, с 1596 года — Варшава.

## Древнейшее население
На территории южной Польши были обнаружены следы обитания неандертальца. Палеолитические местонахождения в большинстве своём группируются на юге страны, в верховьях Вислы и Одры. Этот район Польши начал заселяться 100—150 тысяч лет назад. В конце ледникового периода на смену неандертальцам пришли кроманьонцы, которые с отступлением ледников расселились до побережья Балтийского моря. К III и частично II тысячелетию до н. э. относится расцвет неолита на территории Польши: возникновение примитивных форм скотоводства и земледелия было связано с распространением носителей культуры ленточной керамики, пришедших с юга.

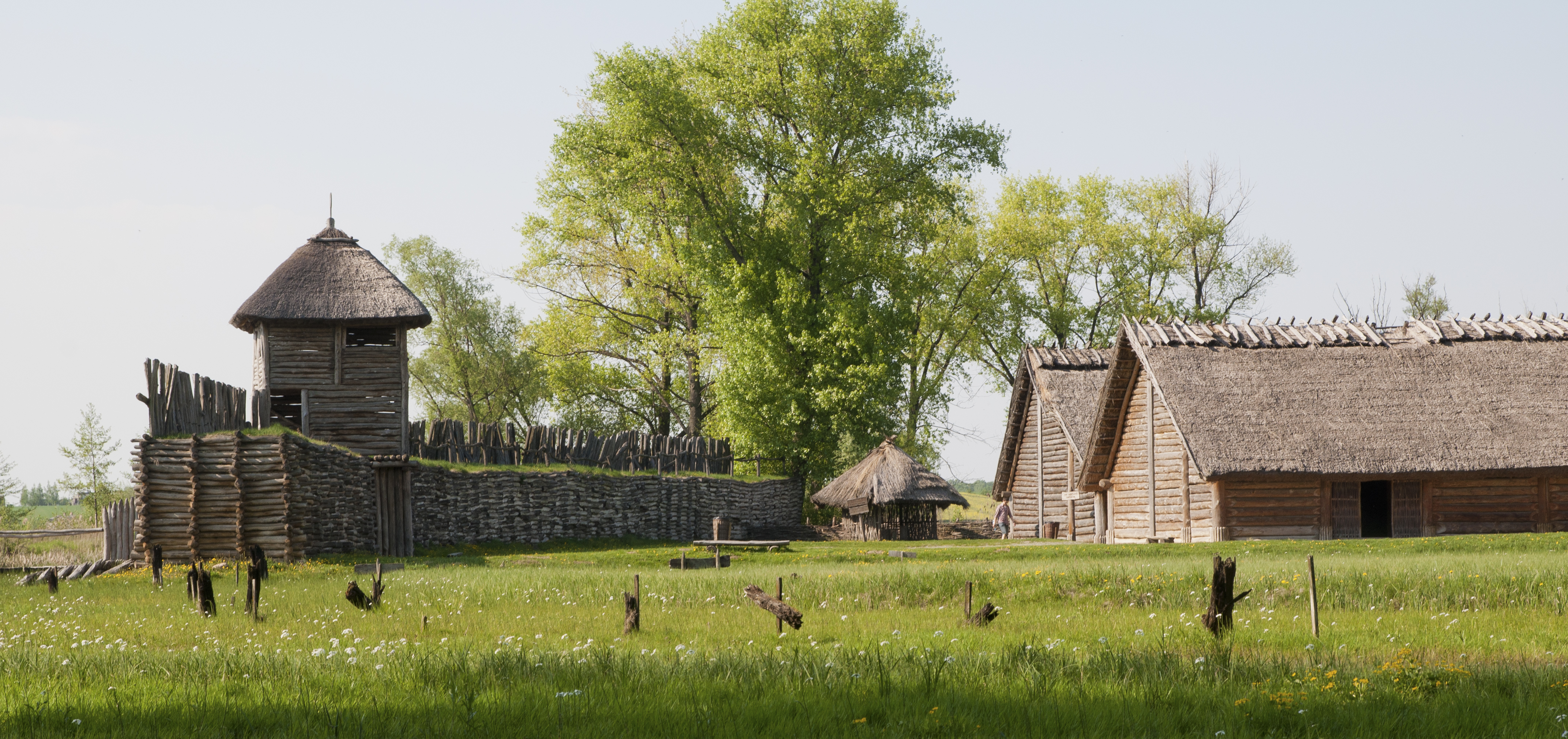
Реконструкция позднелужицкого поселения Бискупин

В эпоху неолита произошло выделение пастушеских племён — носителей культуры шнуровой керамики (памятники культуры шнуровой керамики были распространены на всей территории Польши), из которых развились «лужицкие племена». Около 1450 года до н. э. на территории Польши сформировались три большие культуры: предлужицкая (в Западном Поморье и в бассейне Одры), тшцинецкая (в бассейне Вислы) и прибалтийская (восточнее низовьев Вислы). Большинство польских учёных считает лужицкую культуру праславянской (Кухаренко, 1969). Последние сложились во второй половине II тысячелетия до н. э. и занимали обширную территорию в бассейне Вислы и Одры — от Балтийского моря на севере до предгорий Карпат на юге.
На бронзовый век, длившийся на территории Польши приблизительно с 1700 до 700 года до н. э., пришлось развитие земледелия, которое сменило пастушеский быт позднего неолита. Лужицкие племена строили прямоугольные избы с двускатной крышей, сложенные из брёвен. Вблизи лужицких поселений располагались могильники с прахом умерших, которых сжигали на костре. В результате роста хозяйства, обмена, металлургии и связанного с этим накопления ценностей происходили военные столкновения с целью обогащения за счёт грабежа. По этой причине к концу бронзового века (900—700 годы до н. э.) возникли «гроды» — первые укреплённые поселения.

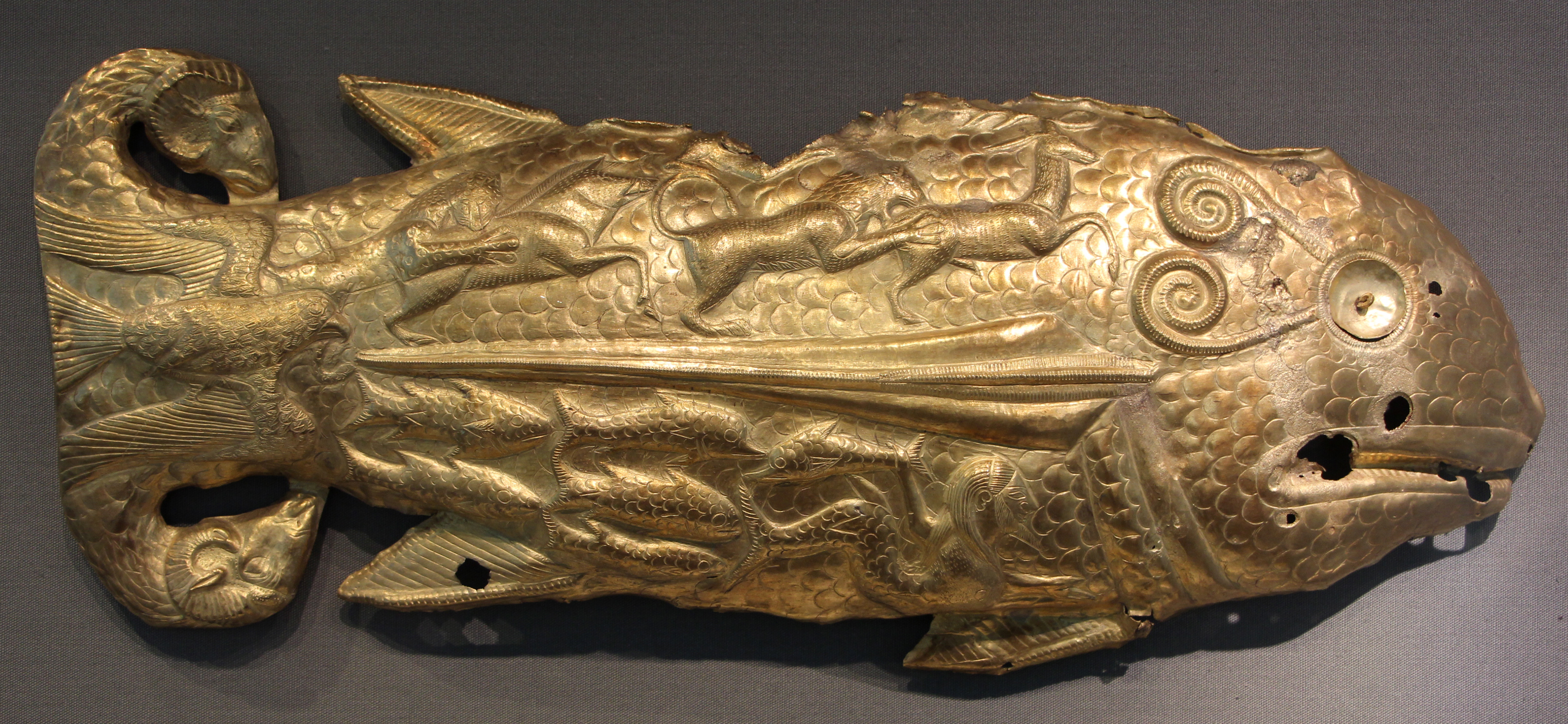
Скифская нащитная бляха из Виташковского клада

В VII веке до н. э. на территории Польши начался железный век. В погребениях раннего железного века обнаружено значительное количество оружия. С распадом первобытно-общинного строя происходило социальное и имущественное расслоение общества: в позднелужицкие могилы знати клалось оружие, кони, украшения и дорогая посуда. В раннем железном веке на западе и северо-западе территории лужицких племён поселились предки германцев. С юго-востока на их родину неоднократно проникали различные восточноевропейские племена. Сами лужицкие племена совершали походы на северо-восток — в литовские земли, на юг — к Дунаю и юго-восток — на Волынь и Подолье. Во второй половине I тысячелетия до н. э. на территорию Великой Польши, Хелминской земли, Куявии и частично Мазовии вторглись пришедшие из Поморья племена поморской культуры, которые покорили или частично вытеснили местное население на восток. В это время в верховья Вислы и в Силезию проникли малочисленные кельты, которые здесь быстро ассимилировались. Примерно на рубеже нашей эры на территории Польши из лужицко-поморского соединения возникли племена ямных погребений (пшеворской культуры) — ранние славяне, известные у античных авторов под именем лугиев в бассейне Одры или венедов в бассейне Вислы. Племена, населявшие в это время территорию Польши, вели торговлю с Римской империей: они продавали рабов, меха и янтарь, и покупали посуду и украшения. В начале нашей эры на западнославянские земли с запада вторглись германские племена: на нижней Висле появились готы и гепиды, на Варте — бургунды, а в Силезии — вандалы. В результате длительных войн к середине III века германцы были вытеснены с территории Польши.

## Средние века

### Славянские племена
По мнению многих учёных, на территории Польши происходило формирование праславян. В середине VI века готский историк Иордан указывал на местонахождение славян: «От места рождения реки Вистулы на безмерных пространствах расположилось многолюдное племя венетов».
В междуречье Эльбы и Одера наблюдалось влияние торновской гончарной керамики на лепные суково-дзедзицкую и пражско-корчакскую керамики. Это привело к возникновении лепной псевдоменкендорфской керамики, изготавливавшейся вплоть до начала IX века.
В «Баварском Географе» IX века среди племён, обитавших к северу от Дуная, упоминаются лендзяне, слензяне, висляне. По среднему течению Варты сидели поляне, от которых произошло название народности — поляки. Здесь также обитали мазовшане, куявяне (с центром в Плоцке), или гопляне; в Силезии жили дядошане, требовяне, бобряне, ополяне. В Поморье проживали племена поморян. Наиболее развитыми связями со внешним миром обладали висляне, чей главный опорный пункт — Краков вырос к середине X века в качестве центра транзитной торговли на торговых путях в Киев и Прагу. Большими городами в X — начале XI века были Щецин и Волин, занимавшиеся внешней торговлей. Относительно крупным городом в конце X века был и Гданьск. Соседские общины — «ополья» могли объединять свыше десяти поселений. Руководило опольем собрание мужчин — «вече». Центром ополья было укрепление — «грод». Из среды старейшин вышли правители племён, которые первоначально были военачальниками, а впоследствии получили право облагать население податями. Располагая сильным войском, князья полян держали покорённые племена в повиновении.

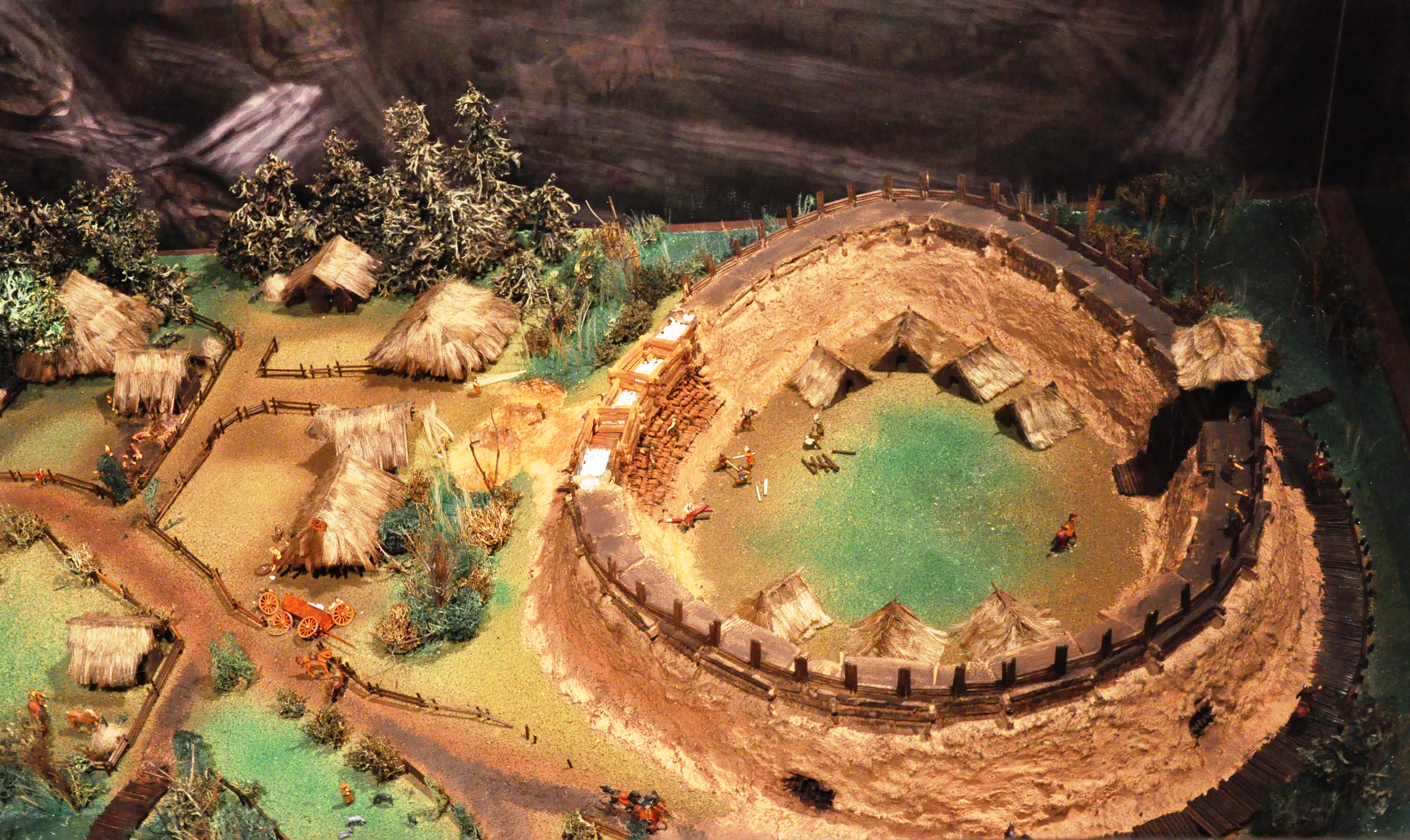
Макет городища в Бродно (Таргувек) в Археологическом музее Варшавы

В 870-х годах Великая Моравия покорила княжество в верховьях Вислы. Житие Мефодия упоминает о «князе, сидящем на Висле». После распада Великой Моравии (906) земли вислян вместе с Силезией оказались в зависимости от Чехии.

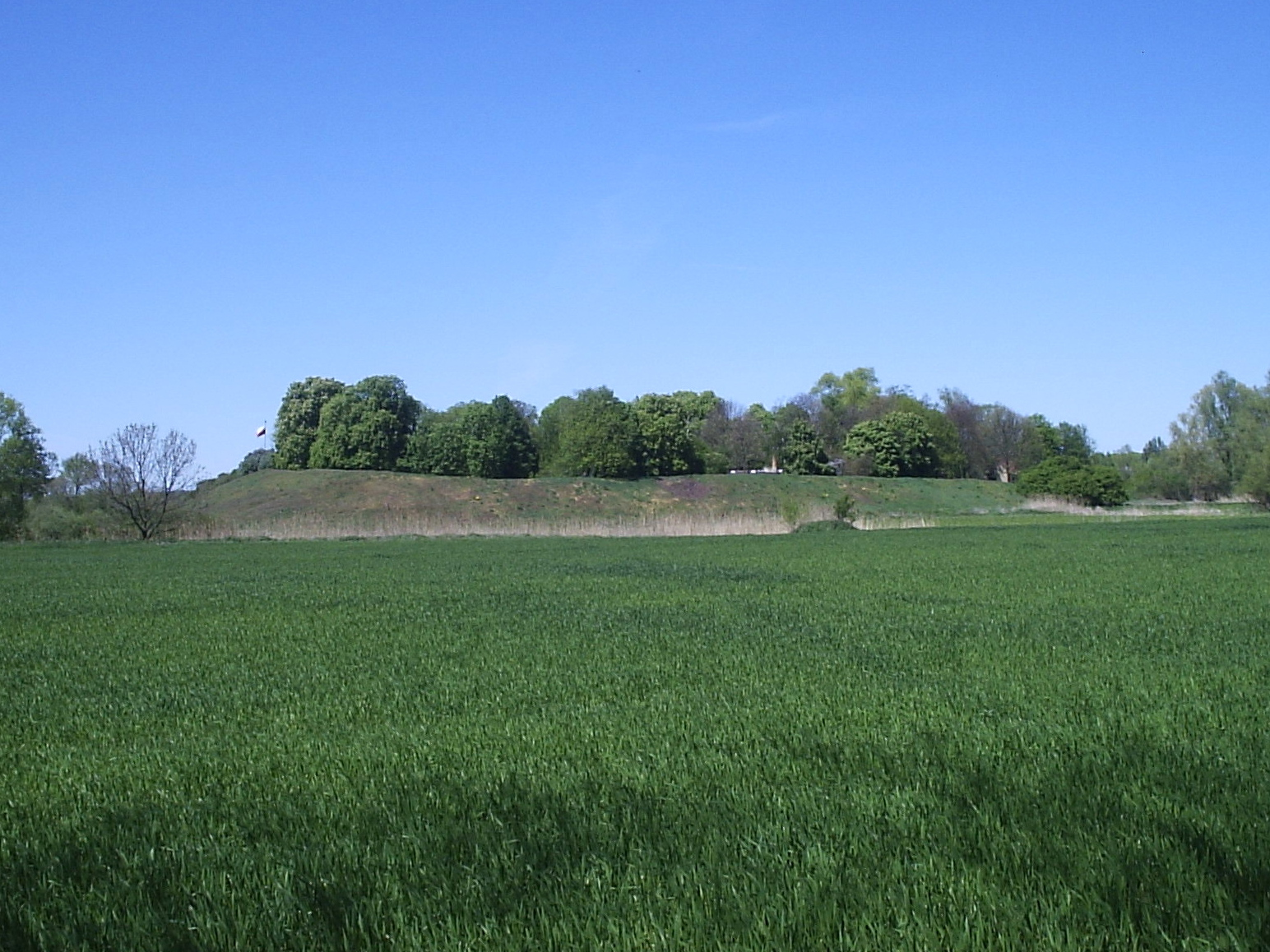
Городище у села Геч в пойме реки Москавы: X—XI века

В X веке в состав Чехии вошли силезские племена и «гроды» вислян. Самая ранняя польская хроника Галла Анонима начала XII века содержит предание, рассказывающее о том, что после изгнания князя Попеля новым князем полян стал Земовит, сын Пяста.

### Древнепольское государство

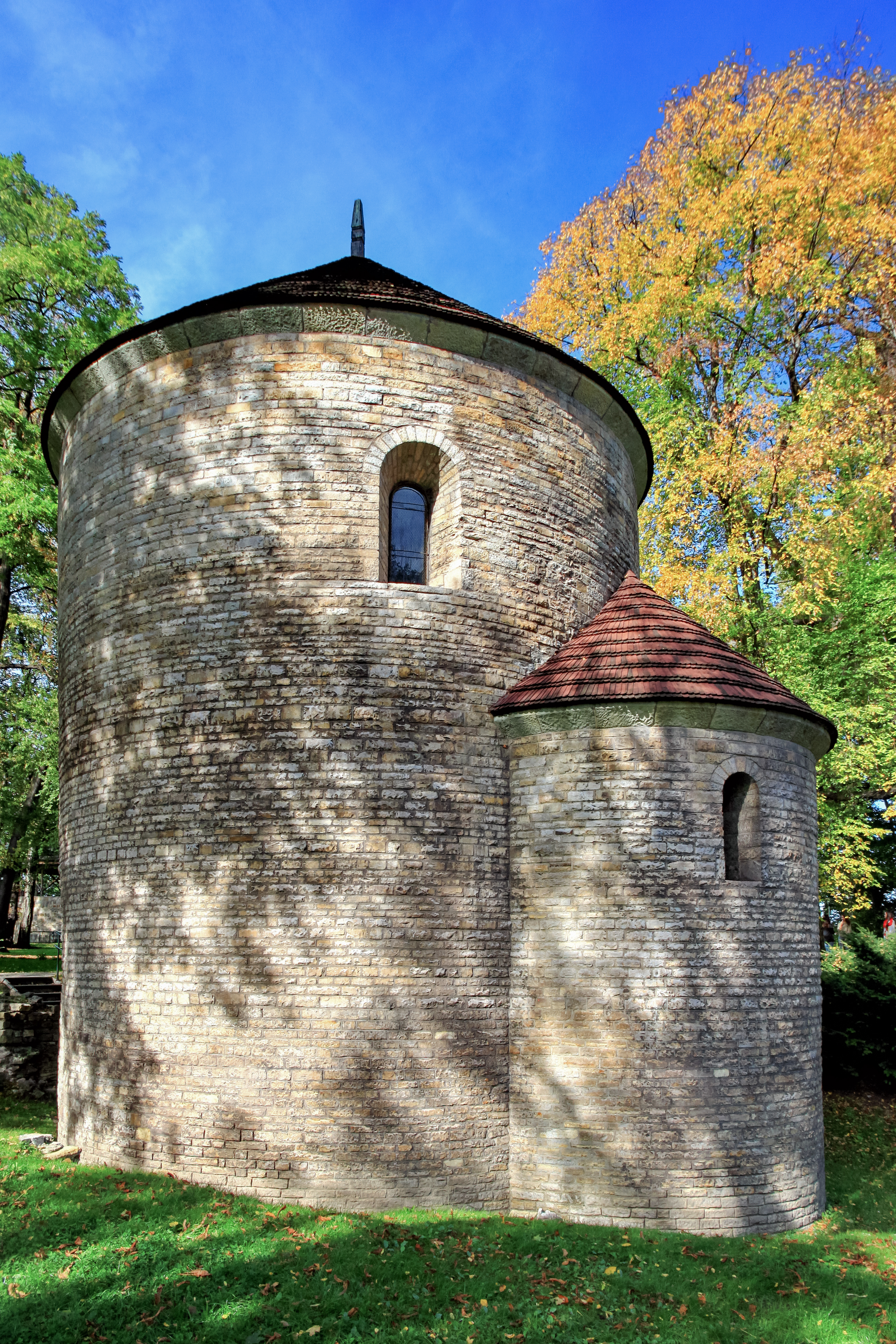
Часовня замка в Цешине, XI век

Первым исторически достоверным князем племени полян был Мешко из рода Пястов (ум. 992). Во время правления Мешко возникло обширное Польское государство. Благодаря завоеваниям Мешко вдвое увеличил территорию своих владений. Сначала он покорил Гданьское Поморье, до 972 года — Западное Поморье, затем Силезию, и около 990 года — землю вислян. По сообщению летописца Нестора, в 981 году великий князь киевский Владимир выступил против ляхов, и занял их города, в том числе Пшемысль и Червень. По сообщению путешественника Ибрагима ибн Якуба X века, Польша была самой обширной из славянских стран. Однако, если взглянуть на карту, то можно увидеть, что Русь в то время была больше Польши в 2 раза. В 965 году Мешко женился на дочери чешского правителя Болеслава I — Добравке. В 966 году через Чехию было принято христианство. Мешко, вероятно, крестился в Регенсбурге, юрисдикция которого распространялась на Чехию. Спустя два года после крещения Мешко в Польше было учреждено епископство. При Мешко появилась польская монета. Он уплачивал дань германскому императору как своему повелителю, вёл войну с Чехией (результатом чего стало присоединение Силезии к Польше). Своим актом Dagome iudex Мешко отдал польское государство под покровительство святого Петра (римских пап), за что поляки должны были уплачивать папам душевой налог — денарий святого Петра. Разорвав добрые отношения с Пржемысловичами, Мешко I положил начало вражде между Польшей и Чехией, которые в дальнейшем соперничали друг с другом.

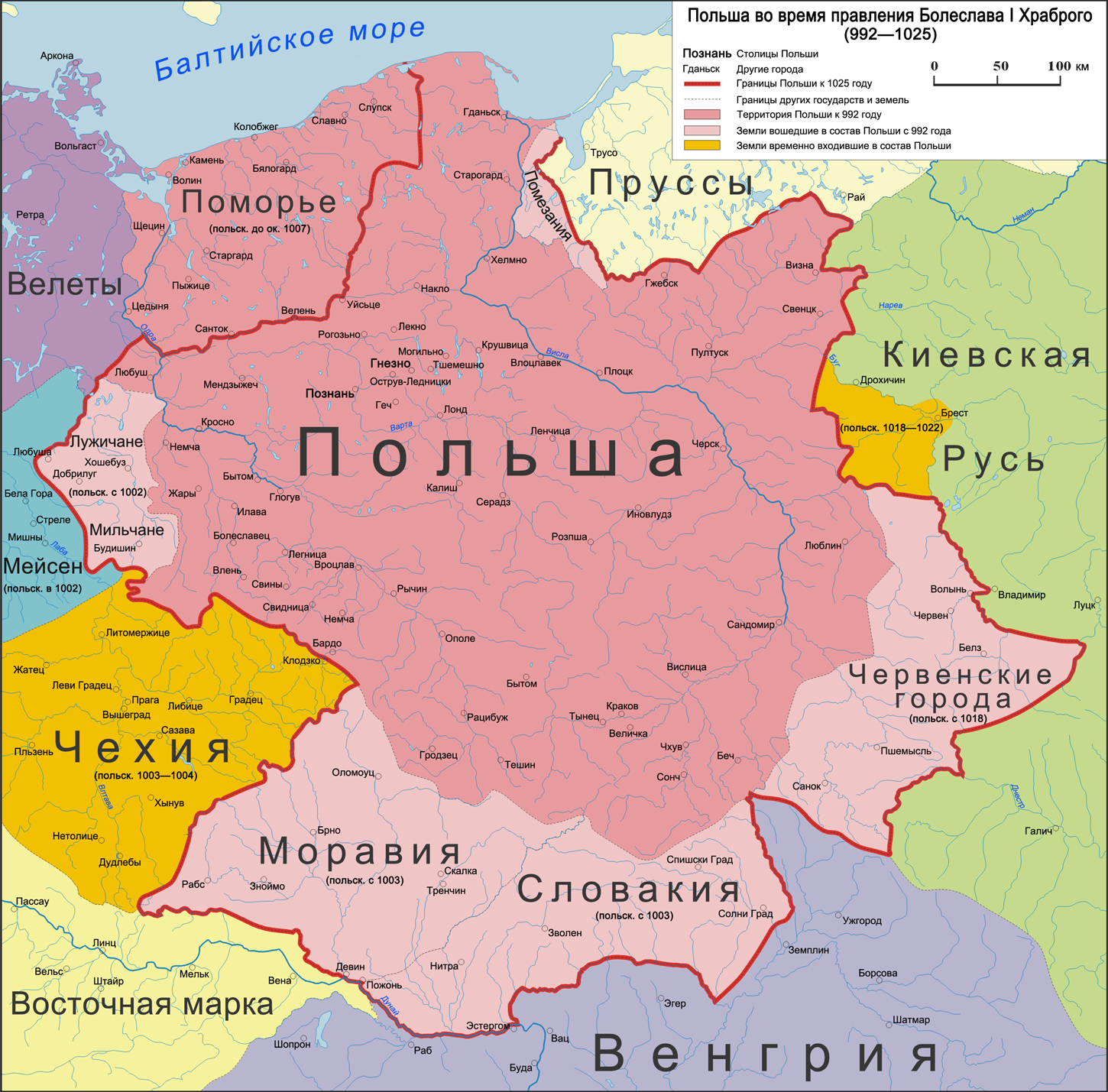
Польша при Болеславе Храбром

Сын Мешко — Болеслав I Храбрый к концу X века собрал польские племенные княжения. На Гнезненском съезде 1000 года было принято решение о создании Гнезненского архиепископства и трёх епископств: во Вроцлаве — для Силезии, Кракове — для Малой Польши и Колобжеге — для Западного Поморья. Первым архиепископом был Гаудентный (Радим), который приходился братом святому Войцеху.
Во время ослабления Германской империи Болеслав захватил Лужицу и подчинил себе на короткое время Чехию, Моравию и Словакию. Вмешавшись в происходившую в Чехии борьбу за власть, Болеслав Храбрый занял эту страну, но через полтора года был изгнан чехами. Попытка занять Чехию повлекла за собой польско-немецкую войну. По Будишинскому миру 1018 года Польша получила Лужицу. После отказа Болеслава платить дань императору Генриху II за владение Чехией, последний объявил полякам войну. В 1025 году Болеслав воспользовался смертью Генриха II и принял титул короля.

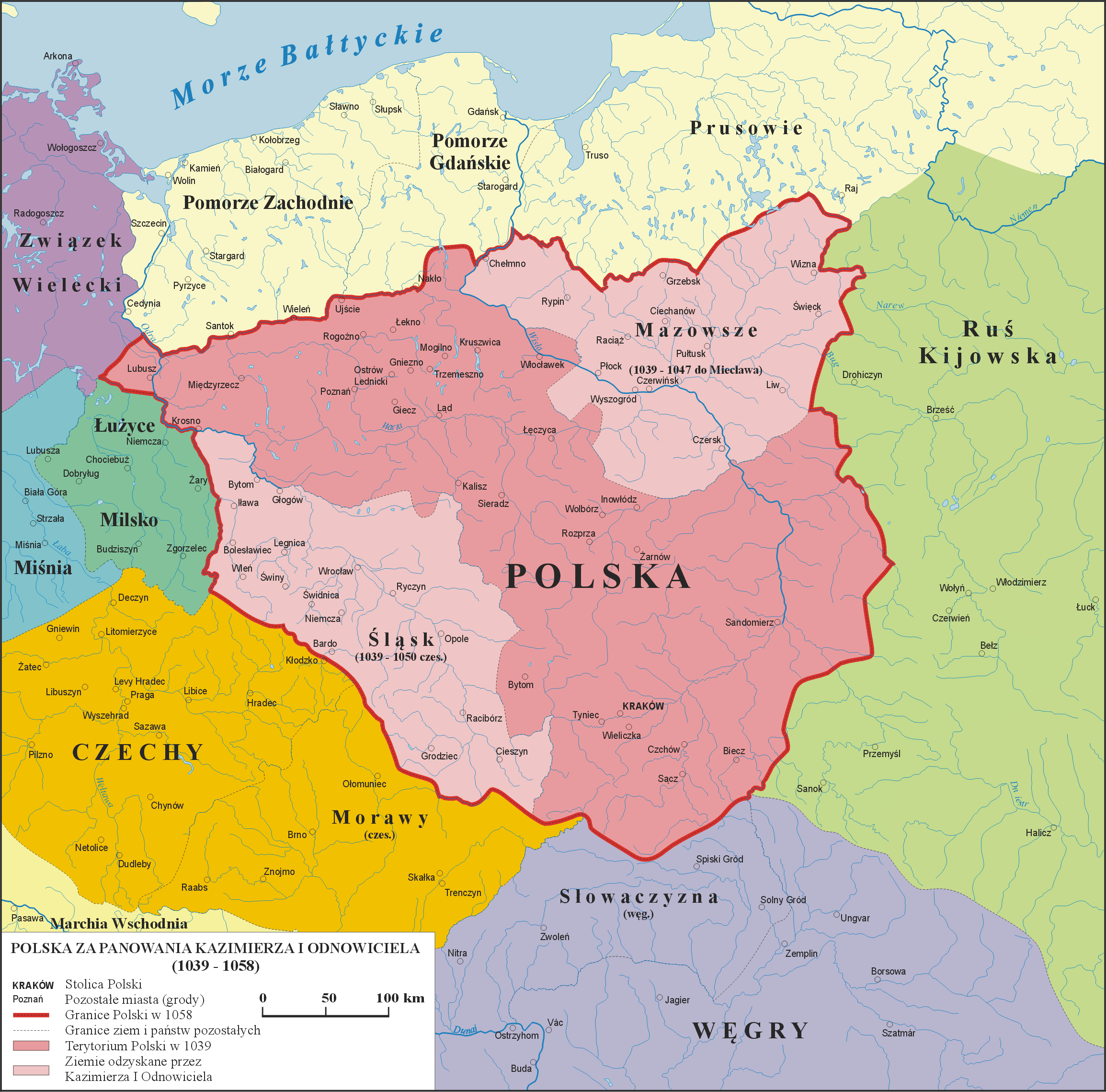
Польша к 1039 году, после вторжений соседей

В 1025 году Болеслав I Храбрый (в этом же году коронованный первым польским королём) умер. Польша погрузилась в междоусобную войну. Она началась между сыновьями Болеслава: Мешко II и двумя его братьями Безпримом и Оттоном. Воспользовавшись ситуацией в 1031 году в Польшу с одной стороны вторглись русские князья, с другой стороны германский император. Мешко II был свергнут, В результате одновременного военного нападения Империи, Руси и Чехии Древнепольскому государству было нанесено сокрушительное поражение. Старшему сыну Болеслава Храброго, Безприму, которого отец отстранил от наследства, удалось временно овладеть властью.
Мешко бежал в Чехию. Он вернулся на престол в 1032 году. Взамен ему пришлось отказаться от королевского титула и пойти на территориальные уступки всем своим соседям. Германия присоединила к себе Лужицу, Чехия — Моравию и Силезию, Русь — Червенские города. После смерти Мешко в 1034 году в Польше разрослось языческое восстание. В 1038 или 1039 году чешский князь Бржетислав I напал на Польшу, дошёл до Гнезна, и вывез из Гнезненского собора сокровища и мощи святого Войцеха, после чего присоединил силезские земли к Чехии. Древнепольское государство фактически распалось.
Получив военную поддержку от императора Генриха III, который не желал усиления Чехии, и разрастания языческих восстаний, польский князь Казимир занял Великую и Малую Польшу, и объявил Краков своей столицей. Таким образом, в середине XI века княжеский двор переехал в Краков, прежняя столица — Гнезно осталась резиденцией примаса польской церкви. Казимир вернул Польше Силезию, однако император обязал его уплачивать Чехии дань за обладание этими землями. Болеслав Смелый предпринял попытку преодолеть зависимость Польши от Священной Римской империи; он ходил в походы на Киев, где на стороне Изяслава участвовал в междоусобной борьбе (1069, 1077). С согласия римского папы Болеслав Смелый в 1076 году короновался в качестве короля.

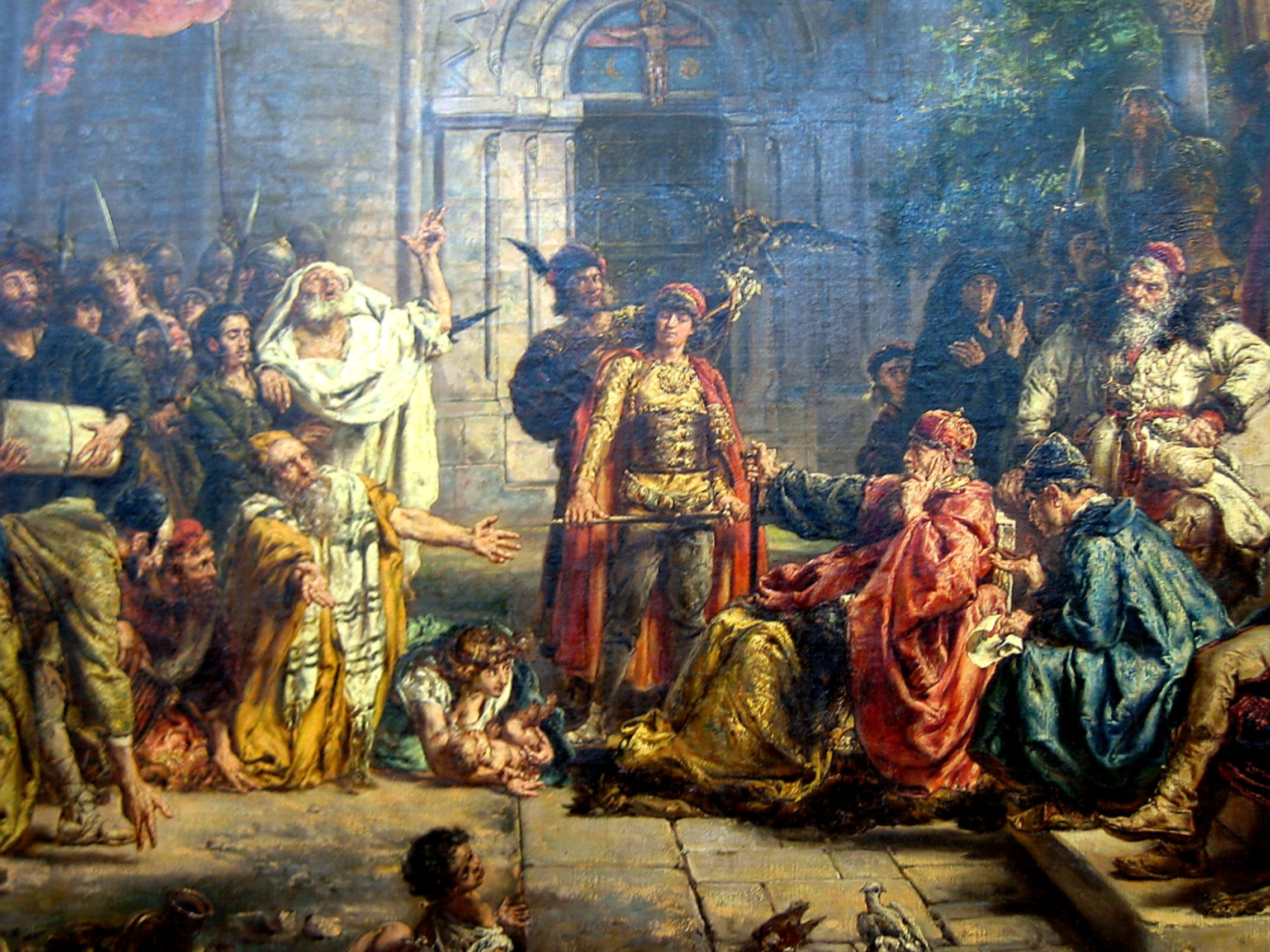
«Приём евреев в Польше в 1096 году». Худ. Ян Матейко

Болеслав Кривоустый воевал с немцами, и защитил, по выражению Галла Анонима, «древнюю свободу Польши». На требование императора об уплате дани Болеслав Кривоустый ответил: «Если ты требуешь наших денег или польских рыцарей, то мы, если не защитим нашей свободы, будем считать себя женщинами, а не мужчинами». После этого Генрих в 1109 году пошёл на Польшу войной. Поляки дали отпор, и немцы вынуждены были покинуть Польшу, «унося печаль вместо радости, трупы вместо подати». К 1116 году Болеслав занял Восточное Поморье (Гданьск), к 1121 году — Западное Поморье (Щецин), и в 1123 году овладел островом Рюген. Поморье стало вассалом, обязанным выплачивать дань Польше. Отдельным пунктом в договорах с поморским князем Вартиславом была христианизация Поморья.
В начале XI века началось строительство костёлов в романском стиле, который в XII веке был вытеснен византийским стилем. В начале XIII века развитие получил готический стиль, вместе с ним на смену камня в строительстве пришёл кирпич.
Государство Пястов делилось сначала на провинции, которые позднее были разделены на каштелянии (градские округа). Каштелян града следил за концентрацией собранной в граде дани и других выплат с окрестностей. Государство делилось на области. Так, в Великой Польше с середины XIII века имелось три таких области — Гнезненская, Познанская и Калишская. С 1231 года существовала Куявская область. Со временем области стали называться воеводствами. Высшую должность при дворе князя занимал палатин, который замещал князя в военных походах и на суде, заведовал дворцом. Его помощником по дворцу был подкормий. Казной заведовал скарбник. Княжескую канцелярию возглавлял канцлер.

### Период феодальной раздробленности
По завещанию 1138 года (дата начала феодальной раздробленности) Болеслав Кривоустый установил порядок сеньората, разделив государство между наследниками Пястов. Во второй половине XII века происходил передел наследства Болеслава Кривоустого между его сыновьями. Со временем количество уделов росло. В период феодальной раздробленности первоначально отношения между князьями основывались на принципате: старший по возрасту из рода Пястов, владевший особыми землями (Краковской, Серадзской и Ленчицкой), был сюзереном по отношению к остальным князьям. До 1227 года князь Кракова считался главным между польскими князьями. В XII веке принцип старшинства был нарушен, а в середине XIII века он полностью исчез. Краковский стол утратил великокняжеское значение, превратившись для князей в яблоко раздора. В 1180 году в Легнице состоялся последний общепольский съезд сановников, на котором были ограничены права администрации князя. В период феодальной раздробленности Польша в сознании польских современников, в том числе хрониста Винцентия Кадлубека, воспринималась как единое целое (Regnum Poloniae). Единство страны поддерживала Гнезненская митрополия, церковно объединявшая польские земли.
Наибольшую опасность извне представляла Священная Римская империя германской нации. После создания в XII веке на землях полабских славян Бранденбургского маркграфства его правители устремились на польские земли, прежде всего в Поморье, и в XIII веке овладели Любушской землёй. В XIII веке к северу от Польши возник духовно-рыцарский Тевтонский орден, который в 1237 году соединился с другим, также немецким, — орденом Меченосцев в Ливонский орден. После обращения Владислава Изгнанника за помощью в междоусобной борьбе к Фридриху I Барбароссе в 1157 году, Польша на сто лет оказалась в ленной зависимости от Германской империи. Средневековые летописи часто упрекали немцев в высокомерии и обвиняли их в разнообразных кознях. Винцентий называл немцев «саранчой», осуждал немецкую «злобу». Характеристики «вероломства» и «грабительства» чехов были взяты Винцентием у Галла Анонима. К Руси он применял такие эпитеты, как «нестабильность» и «кровожадность».
С середины XII до начала XIII века Гданьское Поморье, Мазовия и Хелминская земля подверглись грабительским набегам пруссов. В 1226 году мазовецкий князь Конрад отдал Хелминскую землю Тевтонскому ордену. В 1255 году епископство в Хелмно было подчинено рижскому архиепископу, в связи с чем и польская церковь потеряла Хелминскую землю. Менее частыми в XIII веке были грабительские походы литовцев и ятвягов. В первой половине XIII века неоднократно происходили войны между поляками и Галицко-Волынским княжеством. В марте 1241 года правое крыло войска Батыя сожгло Краков, а 9 апреля разбило в битве под Легницей великопольское и силезское ополчение (при этом в битве погиб Генрих II), после чего монголы ушли в Моравию. В 1259 и 1287 годах набеги повторились.

#### Междоусобная борьба

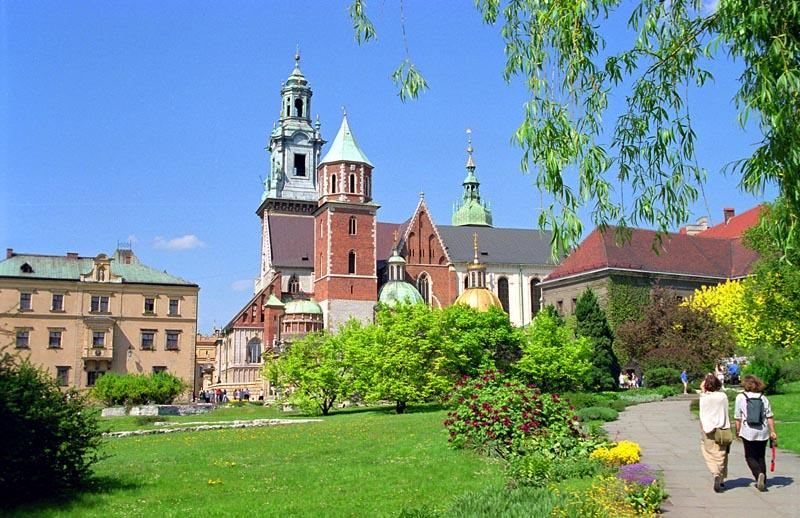
Вавельский собор — усыпальница польских правителей, начиная с Болеслава Кудрявого

Князь хозяйственно развитой Силезии Генрих I Бородатый - представитель династии Пястов (правл. 1202—1238) был основателем «монархии силезских Генрихов». Он отобрал у Конрада Мазовецкого краковский престол и присоединил юго-западную область Великой Польши. Его сын Генрих II Набожный продолжил политику отца, однако его государство пало под натиском татар.
В конце XIII века главную роль в объединении польских земель играли Великая (с центрами в Гнезно и Познани) и Малая (с центром в Кракове) Польша, которые соперничали друг с другом. Овладев Краковом в 1278 году, серадзский князь Лешек Чёрный проводил политику консолидации земель Малой Польши, однако встретил сопротивление со стороны малопольского можновладства. Попытку объединить польские земли предпринимал силезский князь Генрик Пробус, который начал переговоры с папой о своей коронации в качестве короля, которые были прерваны его смертью в 1290 году. В 1278 году князь Пшемыслав объединил в своих руках власть над великопольскими землями. После смерти Генрика Пробуса ему достался краковский удел. Князю также перешло Восточное Поморье. Однако против него выступил брат Лешка Чёрного — Владислав Локетек. В 1295 году Пшемыслав II с согласия Рима короновался польским королём.
В междоусобную борьбу вмешался чешский король Вацлав II. Чехи распространили свою власть над Силезией, взяли Краковскую землю и Сандомир. Между тем, Великая Польша находилась во владении Пшемысла II, который в 1294 году присоединил Восточное Поморье. В 1296 году Пшемысл погиб от рук убийц бранденбургского курфюрста. После низложения польскими феодалами Владислава Локетка в 1300 году Вацлав II направил в Великую Польшу и Поморье свои войска, и в том же году был коронован польской короной в гнезненском соборе. После смерти Вацлава II в 1305 году право на польский престол перешло его сыну Вацлаву III — последнему из династии Пржемысловичей, который в 1306 году с началом похода на Польшу был убит чешским рыцарем. После отвоевания Сандомирской земли Локетек 15 мая 1305 года вступил в Краков, его признало Поморье и Малая Польша. В 1308 году Гданьск был осаждён бранденбургским маркграфом, на помощь польскому князю пришли рыцари Тевтонского ордена, которые вскоре сами заняли Гданьск и всё Гданьское Поморье. После этого орден выкупил право на Поморье у Бранденбурга. В 1311 году в Кракове вспыхнул длившийся один год «бунт войта Альберта», который желал присоединение Малой Польши к Чехии. Локетек подавил мятеж и направил репрессии против немцев-горожан, ограничив самоуправление Кракова. В 1314 году Локетек взял Познань, из-за чего началась война с Бранденбургом (1315—1317). Отношения с Орденом были враждебными. Чехия под властью новой династии Люксембургов продолжала претендовать на польские земли.

#### Социально-экономическое развитие

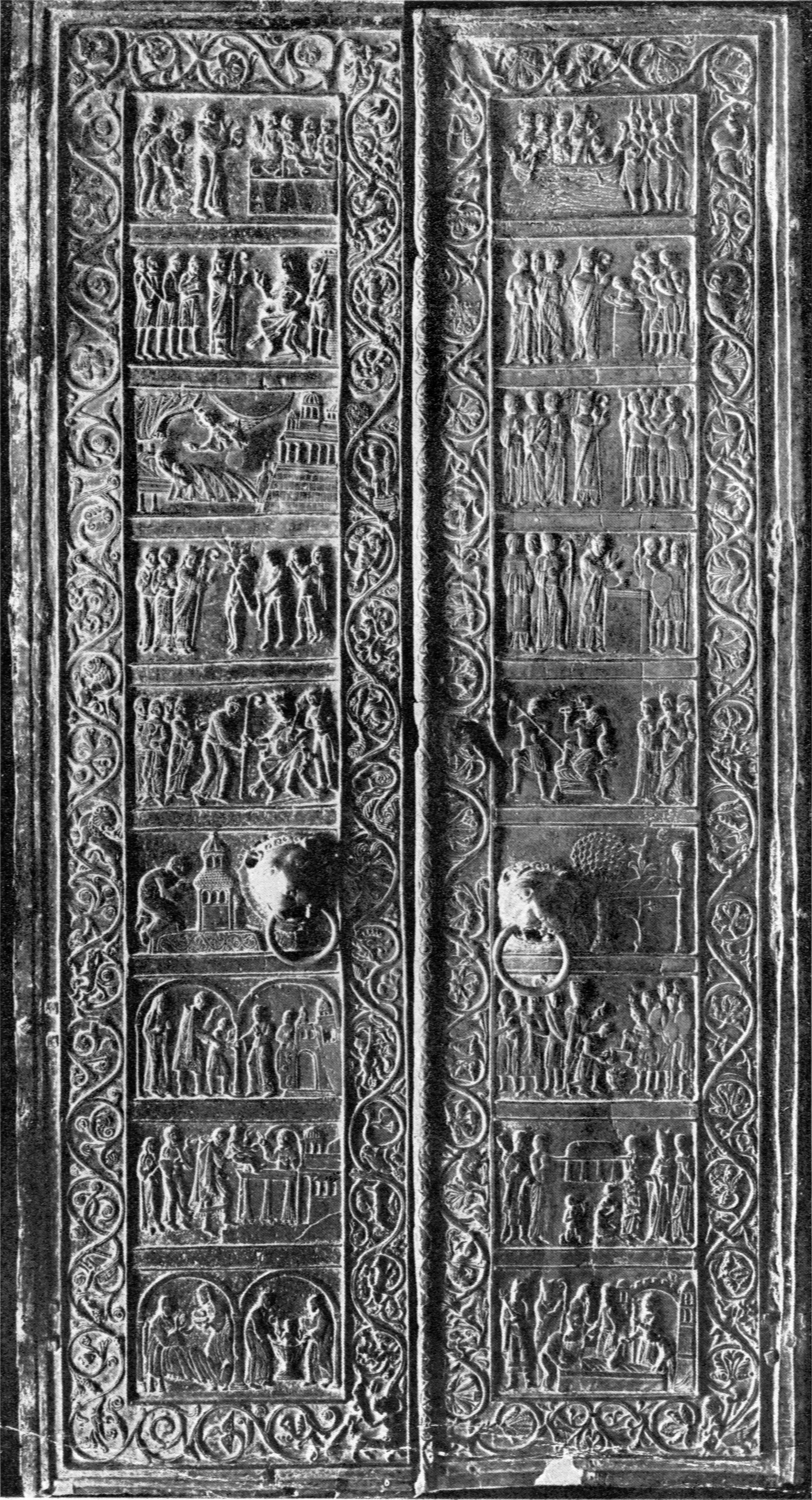
«Гнезненские двери», XII век

Значительные земельные владения принадлежали светским можновладцам: нобилям и баронам. Рыцарство и бароны назывались шляхтичами. В исторической литературе «шляхтой» называли обычно средний и низший слой знати. Рыцарство возводило себя к раннесредневековой дружине князя, его главным занятием была военная служба. В XII—XIV веках рыцари получали доход в основном за счёт военной добычи. Доступ плебеев в дворянское сословие был со временем закрыт; и с XIV века чтобы считаться дворянином, необходимо было доказать дворянское происхождение. Известны имена родов можновладства XII века: Топорчики, Авданцы, Лабендзи, Грифиты, Палуки, Одровонжи. Большинство родов знати происходило из Малой Польши. В XIII веке знать, получив «право не ответственности», вышла из-под власти каштелянов и подчинялась теперь только суду монарха. На рубеже XIII—XIV веков у некоторых польских родов появились гербовые знаки. Крупным землевладельцем была церковь. Так, Гнезненскому архиепископству в 1136 году принадлежало около 150 селений, а Вроцлавскому епископству в 1155 году — 47 деревень. Во второй половине XI века появились бенедиктинские аббатства в Тынце и Могильне. В XII веке широкое распространение получили цистерцианские монастыри. В XIII веке возникли монастыри нищенствующих орденов: в 1222 году в Кракове был основан первый доминиканский монастырь, в 1236 году во Вроцлаве и Кракове появились францисканцы. Десятина уплачивалась крестьянами в виде десятой части урожая в снопах. В XIII веке появились первые цехи, объединявшие ремесленников.
С XIII века широкого размаха достигла внешняя колонизация, в которой участвовали немцы, фламандцы, валлоны, а также полабские славяне из захваченных немцами земель. Эта колонизация затронула Силезию, западные районы Великой и Малой Польши, низовье Вислы. С колонизацией было связано принятие «немецкого права» (любекское или магдебургское), которое к началу 1330-х годов охватывало около четверти деревень Польского королевства. В XIII—XIV веках на немецком языке был составлен свод обычного польского права — Эльблонгская книга (или Польская правда). В XIII веке немецкие колонисты концентрировались в Силезии и городах, особенно крупных. К этому времени относится появление еврейских общин. Польские князья, заинтересованные в развитии торговли и получении денежных кредитов, предоставляли евреям привилегии. Из них часто выходили управляющие монетных дворов князей и сборщики таможенных пошлин.

### Объединённое Польское королевство

#### XIV век

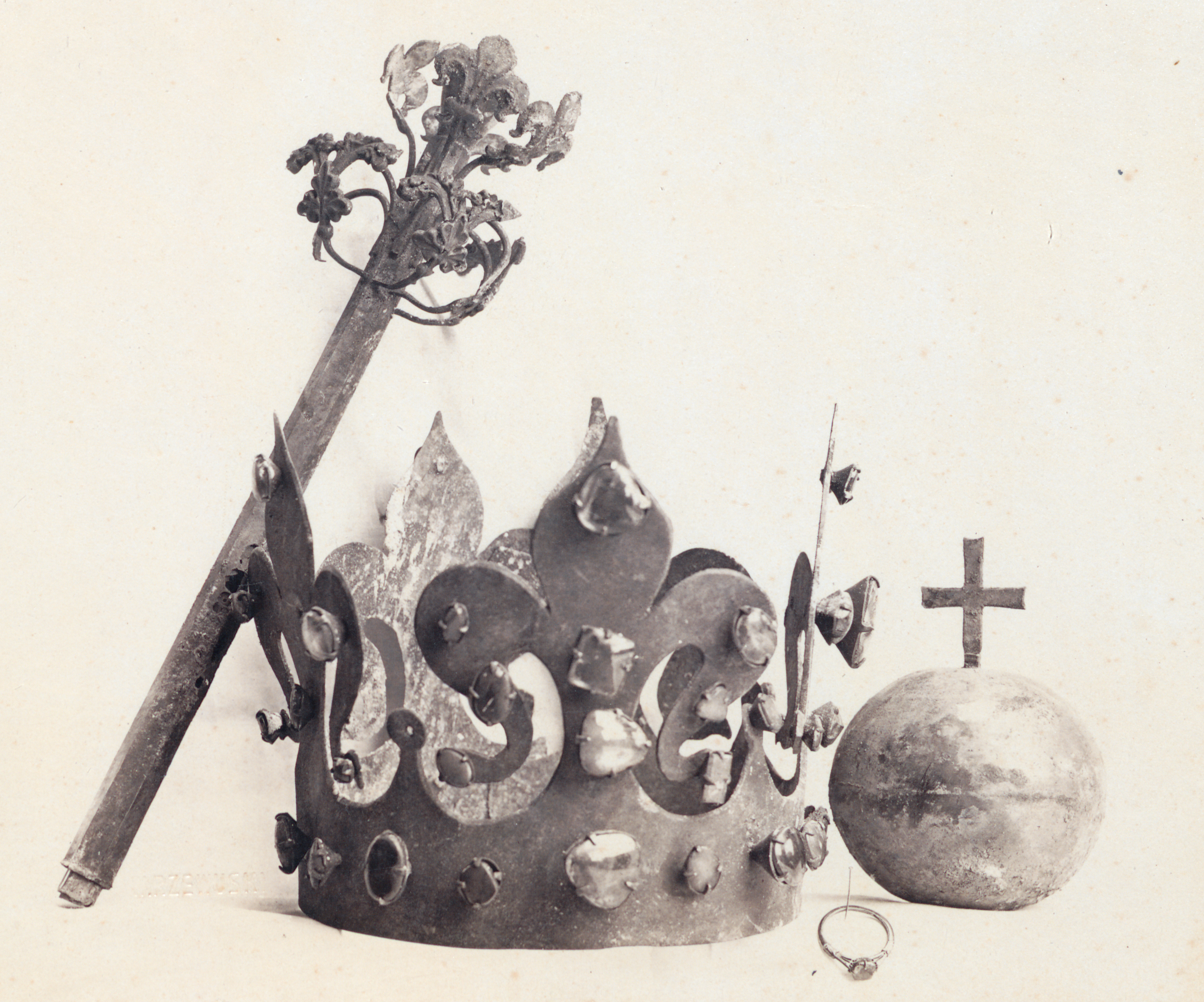
Королевская корона, скипетр и держава из могилы Казимира III

20 января 1320 года в Кракове состоялась коронация Владислава Локетека, для которой были изготовлены новые королевские инсигнии (прежние были вывезены Вацлавом III в Чехию), прослужившие до конца XVIII века. С этого времени Польша возродилась как королевство. В 1332 году крестоносцы захватили Куявию.
Во время правления сына Локетка — Казимира III Великого (правл. 1333—1370) Польша носила название «Корона Польского Королевства». После того, как в 1323 году в Червонной Руси пресеклась правившая там линия Рюриковичей, галицкий трон перешёл к мазовецкому князю Болеславу Тройденовичу, который, не имея потомства, передал своё наследство польскому королю. В 1339 году Казимир Великий подтвердил права Яна Люксембургского на находившиеся в чешской зависимости силезские земли, в которых во всю шёл процесс германизации. В 1343 году был заключён «вечный мир» с тевтонцами, которые возвратили полякам Добжинскую землю и Куявию, но сохранили за собой Восточное Поморье. В 1360-х годах к Польше отошёл ряд ранее захваченных Бранденбургом городов, это позволило восстановить непосредственный контакт с Западным Поморьем. Осенью 1349 года Казимир III внезапно напал на Галицкую Русь, овладев Галичем и Львовом. После серии походов на Червонную Русь Казимир в 1366 году занял Волынь и Подолию.

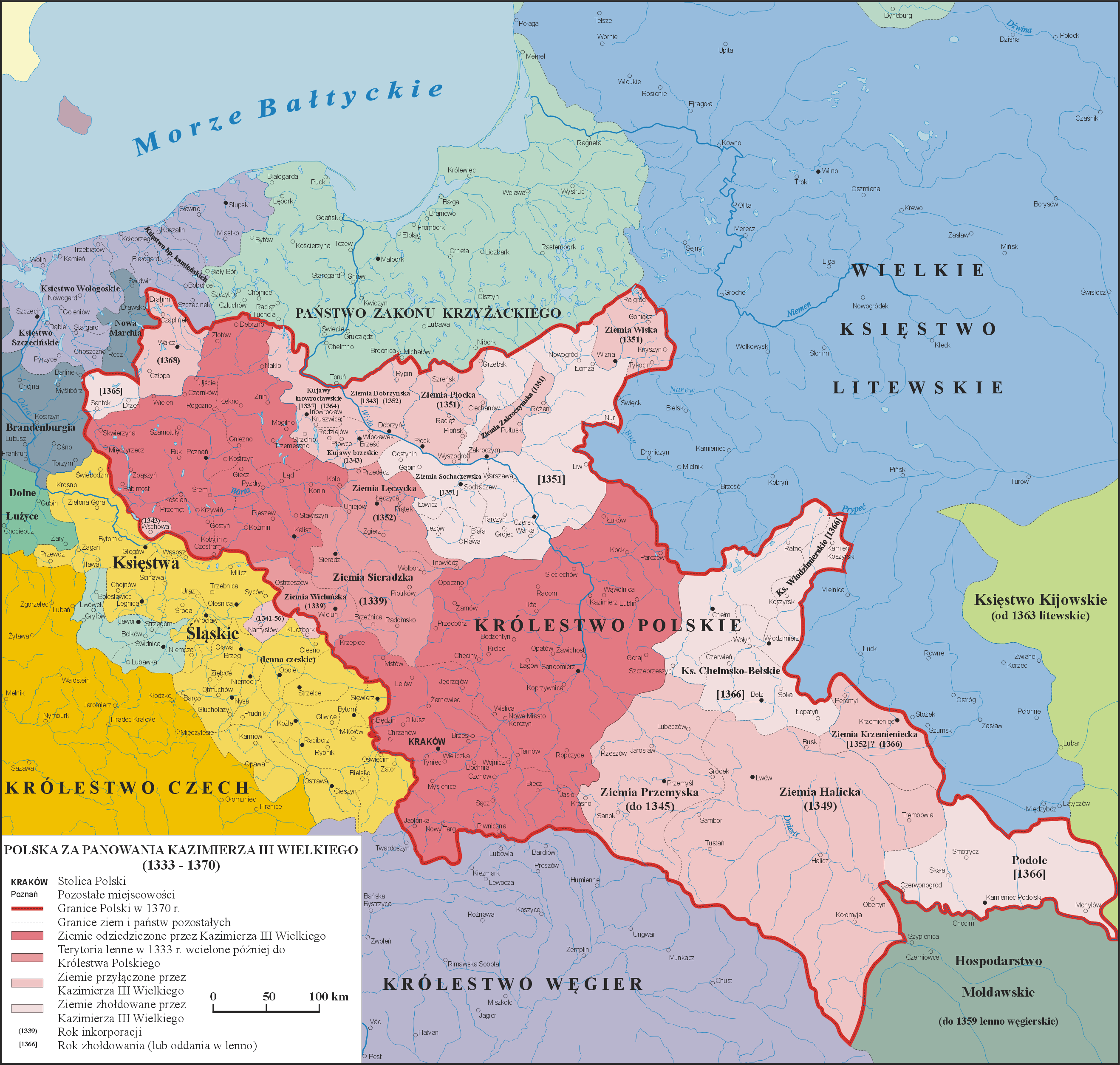
Польша при Казимире III

В 1350-х годах для Великой Польши был принят Пётрковский статут. Для Малой Польши впоследствии был введён Вислицкий статут. В середине XV века законодательство Казимира III — «Полный свод статутов» было переведено с латыни на польский язык. В 1364 году был основан университет — Краковская академия (с XVII века — Ягеллонский университет), которая первоначально ориентировалась на подготовку юристов. При Казимире появилась общая для Польши монета — польский грош. Казимир III выделял средства на строительство более пятидесяти замков, чаще всего кирпичных.
На протяжении XIV века союзником Польши была Венгрия, в которой с 1308 года правила Анжуйская династия, находившаяся во враждебных отношениях с чешскими Люксембургами. С пресечением династии Пястов в 1370 году, поляки признали право на польский престол за венгерским королём Людовиком I Великим, приходившимся племянником Казимиру III, и одной из его дочерей. Кошицким привилеем (жалованной грамотой) 1374 года Людовик освободил польскую знать от регулярных податей, кроме ланового побора. После смерти Людовика польские можновладцы в 1383 году отменили личную унию с Венгрией, признав своей королевой другую дочь Людовика — Ядвигу, которая была выдана замуж за великого князя литовского Ягайло. Польша и Литва (имея общего врага в образе Ордена) были заинтересованы в союзе друг с другом, и 14 августа 1385 года заключили Кревскую унию, по которой Великое княжество Литовское должно было войти в состав Польского государства. В Кракове Ягайло принял католицизм и обвенчался с Ядвигой, став королём Владиславом II (правл. 1386—1434). Под руководством Ягайла и его двоюродного брата Витовта Литва приняла католичество.
В Польше XIII—XIV веков имели место как минимум четыре волны ересей. В середине XIII века здесь появились флагелланты, которые ходили по городам и обличали греховность земного существования. В том же веке церковь с помощью инквизиции боролась с распространением в Польше вальденсов (в 1315 году сотни вальденсов в Силезии были сожжены на кострах). Тогда же возникли общины бегинов и бегардов, отрицавших потребность в существовании духовенства.
К середине XIV века население Кракова достигло 14 тысяч жителей, а Вроцлава — 17 тысяч. Многочисленные местечки по своему облику мало отличались от деревни. Крупнейшими горными центрами добычи соли были копии Велички и Бохни. В районе Олькуша была сосредоточена добыча свинца и серебра. Повсеместно были распространены железоделательные промыслы. Во Вроцлаве и Легнице изготавливали дорогие сукна. Происходило усиление специализации труда, так во Вроцлаве в начале XIV века существовало до 30 корпораций ремесленников. Немецкая колонизация привела к ускорению сложения цеховой системы и приобретения городами самоуправления. Благодаря своему влиянию и богатству немецкая ремесленно-купеческая верхушка взяла в свои руки управление в Кракове, Вроцлаве и Гданьске и ряде других городов, преимущественно на западе Польши.

#### XV век

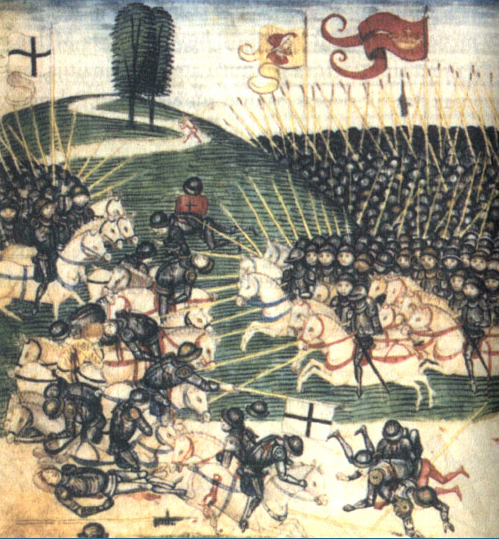
Грюнвальдская битва. Миниатюра XV века

В конце XIV века польско-литовская уния была расторгнута и восстановлена в 1401 году при условии самостоятельности Великого княжества Литовского, которым фактически правил Витовт. Городельская уния 1413 года подчёркивала равенство сторон. На съезде в Бресте в 1425 году польское дворянство обусловило сохранение власти Ягеллонов расширением привилегий. В 1440 году польский король Владислав III был избран на трон Венгрии, и фактически был признан разрыв союза с Литвой. С гибелью короля в сражении у Варны (10 ноября 1444 года) распался союз с Венгрией. В 1447 году новым королём стал великий князь литовский Казимир Ягеллончик. В 1454 году Казимир IV вынужден был издать Нешавские статуты в пользу знати. Король не мог вводить новые подати и собирать посполитое рушенье без согласия региональных собраний знати — земских сеймиков. В 1409—1411 годах произошла Великая война с крестоносцами. 15 июля 1410 года состоялось решающее сражение — Грюнвальдская битва, закончившаяся разгромом сил Ордена. Тринадцатилетняя война (1454—1466) между Польшей и Орденом, шедшая с переменным успехом, закончилась подписанием Торуньского мира, по которому к Польше отошло Восточное Поморье с городами Торунь, Эльблонг и Гданьск (свободный выход к Балтийскому морю), а также Вармийское епископство. Тевтонский орден потерял половину своих владений вместе со столицей Мариенбург, учредил новую столицу в Кёнигсберге, и признал себя вассалом Польши.
Завоевание Галицкой Руси и заселение польских городов многочисленными немцами и евреями (а также армянами и итальянцами) придало польскому государству многонациональный характер. Во второй половине XV века под польскую короны отошли мазовецкие княжества, в которых вымерли местные линии Пястов. Центром торговли со странами Востока через колонии купцов на Чёрном море в XV веке стал Львов. В 1375 году в Галиче была основана католическая митрополия, которая в 1412 году переехала во Львов. В её подчинении находились католические епископства в Киеве, Владимиро-Волынском, Перемышле, Каменце-Подольском, Холме и Серете. В 1418 году архиепископ Гнезненский получил титул примаса Польши, которому принадлежало право коронации правителей. Органами местного самоуправления в рамках земель являлись земские сеймики, восходившие к институту веча удельного периода. В XIV—XV веках в Малой и Великой Польше созывались провинциальные сеймики. По государственным вопросам особой важности собирались общепольские съезды. В 1430 и 1434 годах шляхтичи получили гарантии неприкосновенности: они могли быть заключены в тюрьму только по решению суда.

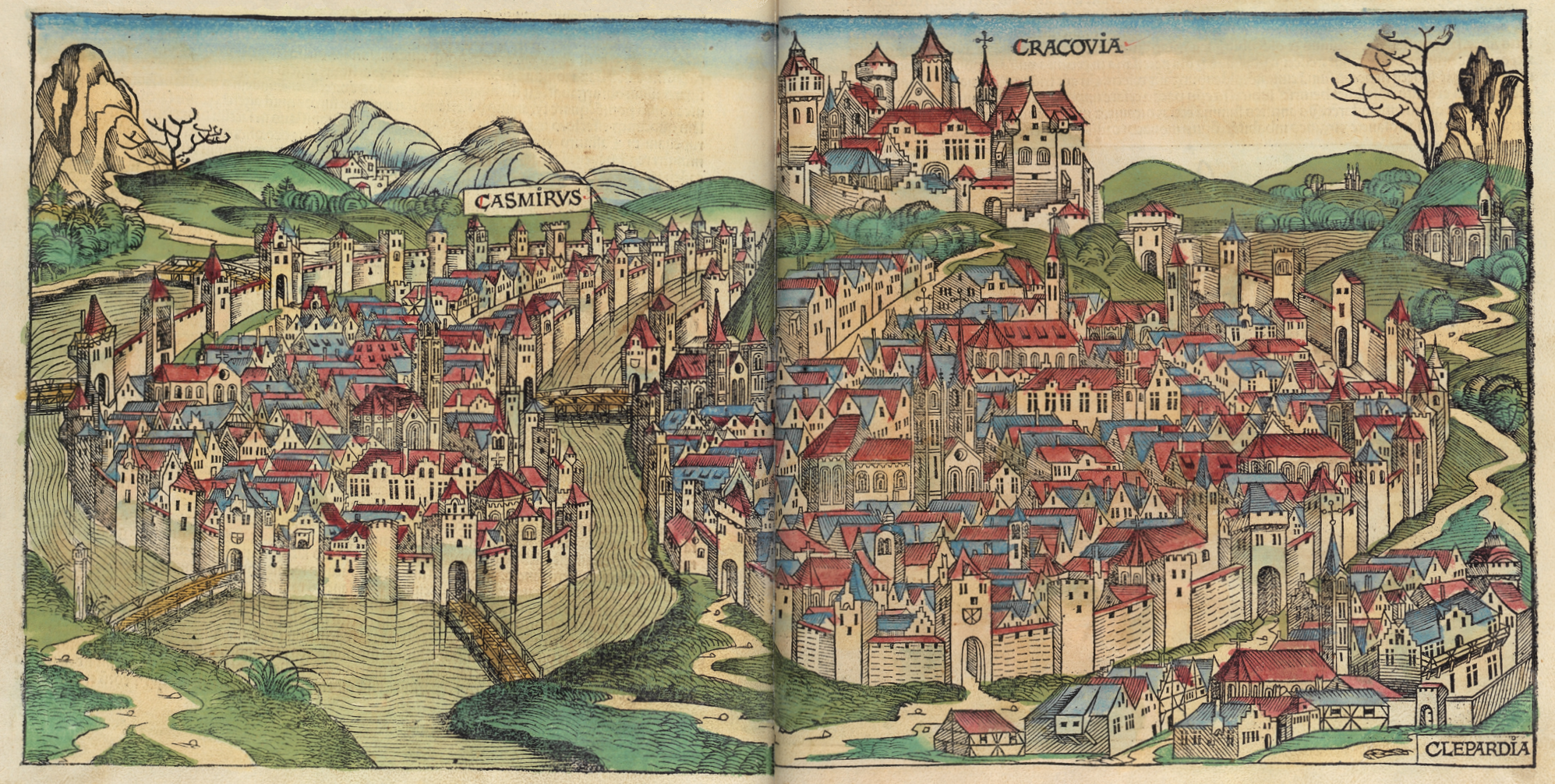
Краков (Cracovia) из Нюрнбергской хроники (1493)

Пётрковские статуты были связаны с развитием шляхетского фольварка — помещичьего хозяйства, использовавшего труд крепостных крестьян. Распространение фольварочных хозяйств с применением барщинной повинности позволяло землевладельцам «перехватить» у крестьян доходы от продажи зерна. В это время шляхта была заинтересована в продаже зерна на внешний рынок (в 1466 году Польша получила устье Вислы). Фольварки создавались в основном за счёт освоения пустошей, пастбищ и лугов, корчевания леса и приобретения ланов у солтыса. При этом крестьяне сгонялись с пашенной земли или переселялись в другие места. В XV веке арендная плата за право пользования землёй феодала (чинш) была заменена барщиной, размер которой зависел от величины крестьянской земли: так, во второй половине XVI века при аренде одного лана продолжительность барщины составляла в среднем три дня в неделю.
При Яне Ольбрахте (правл. 1492—1501) произошло изменение структуры политической власти. Появилась посольская изба, которая составила нижнюю палату польского сейма. Королевский совет стал верхней палатой сейма — сенатом. Если нижняя палата служила властным инструментом для средней шляхты, то верхняя была оплотом олигархии. Король оставался верховным судьёй, направлял внешнюю политику государства, издавал эдикты и мандаты, ему принадлежало исключительное право созыва сейма. Все короли династии Ягеллонов считались выборными. Завоевательный поход Яна Ольбрахта в Молдову в 1497 году закончился неудачей, и спровоцировал первую польско-турецкую войну.

## Новое время

### XVI век

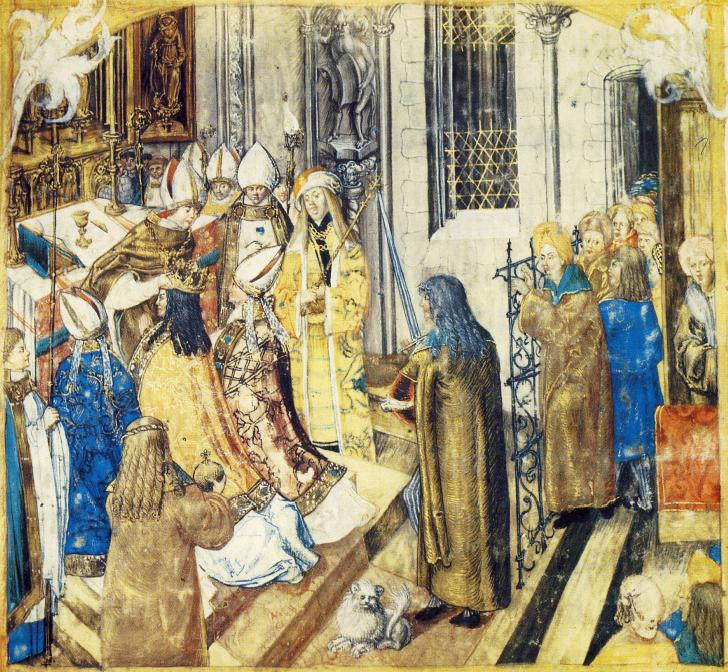
Коронация короля. Миниатюра, ок. 1510 года

На сейме 1505 года в Радоме была принята конституция Nihil novi («ничего нового»), в которой говорилось: «…С этих пор на грядущие времена ничего нового нам и нашими потомками не может быть принято, что шло бы в обиду и к притеснению Речи Посполитой, а также во вред и оскорбление кому-либо, равно как и вело к изменению общего права и публичной свободы». В 1519 году правитель Западного Поморья Болеслав X Великий, не найдя у польского короля защиты от курфюрста Бранденбурга, объявил себя ленником Германской империи. В 1526 году в состав Польского государства вошла Варшава (столица Мазовецкого княжества) с окрестной землёй.
В 1518—1520 годах было ограничено право крестьян на уход из деревни. Конституциями 1519—1520 годов был установлен минимум барщины — один день в неделю с ланового двора крестьян. В середине XVI века кметы превратились в крепостных людей. В течение XVI века значительная масса крестьян стала лично зависимой, крепостная зависимость крестьян стала повсеместной. На селе проживали кметы (пользовались одним ланом земли и больше), поланники, загродники (занятые ремеслом), бедные коморники (работавшие за еду и ночлег), а также не обязанные отрабатывать барщину «честные». В XVI веке сейм принял 24, а в XVII — 40 актов против беглых крестьян. Крупнейшими городами во второй половине XVI века были Гданьск (около 50 тысяч жителей), Краков (около 30 тысяч) и Познань (около 20 тысяч). Громадное количество зерна свозилось по Висле в морской порт Гданьска, где было сосредоточено до 90 % всего экспорта Польши. По другим рекам зерно доставлялось также в порты Эльблонга, Щецина и Кёнигсберга. Кроме хлеба (ржи и пшеницы) на экспорт в большом количестве шёл лес, лён и пенька. Купечество Гданьска на посреднической торговли зарабатывало до трети экспортной стоимости зерна. Вместе с торговлей получили развитие кредитные операции, особенно в Гданьске. В Гнезно, Познани, Торуне и других городах проводились ярмарки. Польша вывозила на экспорт сырьё и продовольствие, а ввозила промышленные товары.
В первой половине XVI века в Гданьске, Торуни и других городах на северо-востоке страны, а также среди дворянства получили распространение идеи Лютера. Ещё большую популярность в среде знати приобрёл кальвинизм. В период распространения идей Реформации в Польше не было открытой религиозной конфронтации. Протестанты И. Оссолинский, Р. Лещинский, М. Сеницкий боролись за создание самостоятельной от Рима польской церкви. В 1565 году король и сенат признали решения Тридентского собора католической церкви, которые ознаменовали переход в наступление на протестантизм. Принятый в 1573 году акт Варшавской конфедерации гарантировал в государстве религиозный мир. Во второй половине XVI века возникла небольшая община «польских братьев» (ариан), часть которой проповедовала идеи социального эгалитаризма и крайний антитринитаризм.
В 1558 году началась Ливонская война. Три года спустя Орден распался, и Ливония оказалась в совместном владении Польши и Великого княжества Литовского. В середине XVI века развернулось экзекуционное движение шляхты, участники которого исходили из того, что закон стоит выше всякой власти. Они стремились к унификации Польши и Литвы, ликвидации особого положения Королевской Пруссии, равномерного распределения государственных повинностей по всей стране. Сигизмунд Август поначалу не принимал требований «экзекуторов». В ответ на отсрочку Сигизмундом «экзекуции прав» сейм в 1559 году не стал утверждать налоги на военных расходы в Ливонии. Несколько лет спустя король вынужден был пойти на проведение «экзекуции прав».

#### Речь Посполитая обоих народов
1 июля 1569 года была заключена Люблинская уния, которая явилось совместным достижением короля и «экзекуторов». Новое государство получило название «Государство обоих народов» или Речь Посполитая (то есть «республика»). Обе стороны сохранили свою администрацию, войско, суд и казну. Польский и литовский сеймы объединились, в Литве получила распространение польская монетная система, обе части проводили единую внешнюю политику.
Со смертью Сигизмунда II Августа летом 1572 года пресеклась династия Ягеллонов, и на сейме 1573 года монархом был избран брат французского короля Генрих Валуа. До вручения Генриху декрета об избрании королём сейм взял с него ряд обязательств, в том числе уплаты государственного долга Речи Посполитой и внесения в казну государства по 40 тысяч флоринов в год. Другим обязательным условием было принятие «Артикулов», ограничивавших полномочия монарха. Пробыв в Польше пять месяцев, Генрих бежал во Францию. Новым королём в 1576 году стал трансильванский князь Стефан Баторий. В январе 1582 года с Русским государством был заключён Ям-Запольский мир, по которому Речь Посполитая получила Ливонию и Полоцкую землю. На Украине, а также в Беларуси в 1590-х годах вспыхнули народные восстания — К. Косинского и С. Наливайко. В 1596 году была заключена Брестская уния. После пожара в Вавельском замке в Кракове король Сигизмунд III в 1596 году со своим двором переехал в Варшаву, которая была официально провозглашена столицей Польши.

##### Золотой век польской культуры

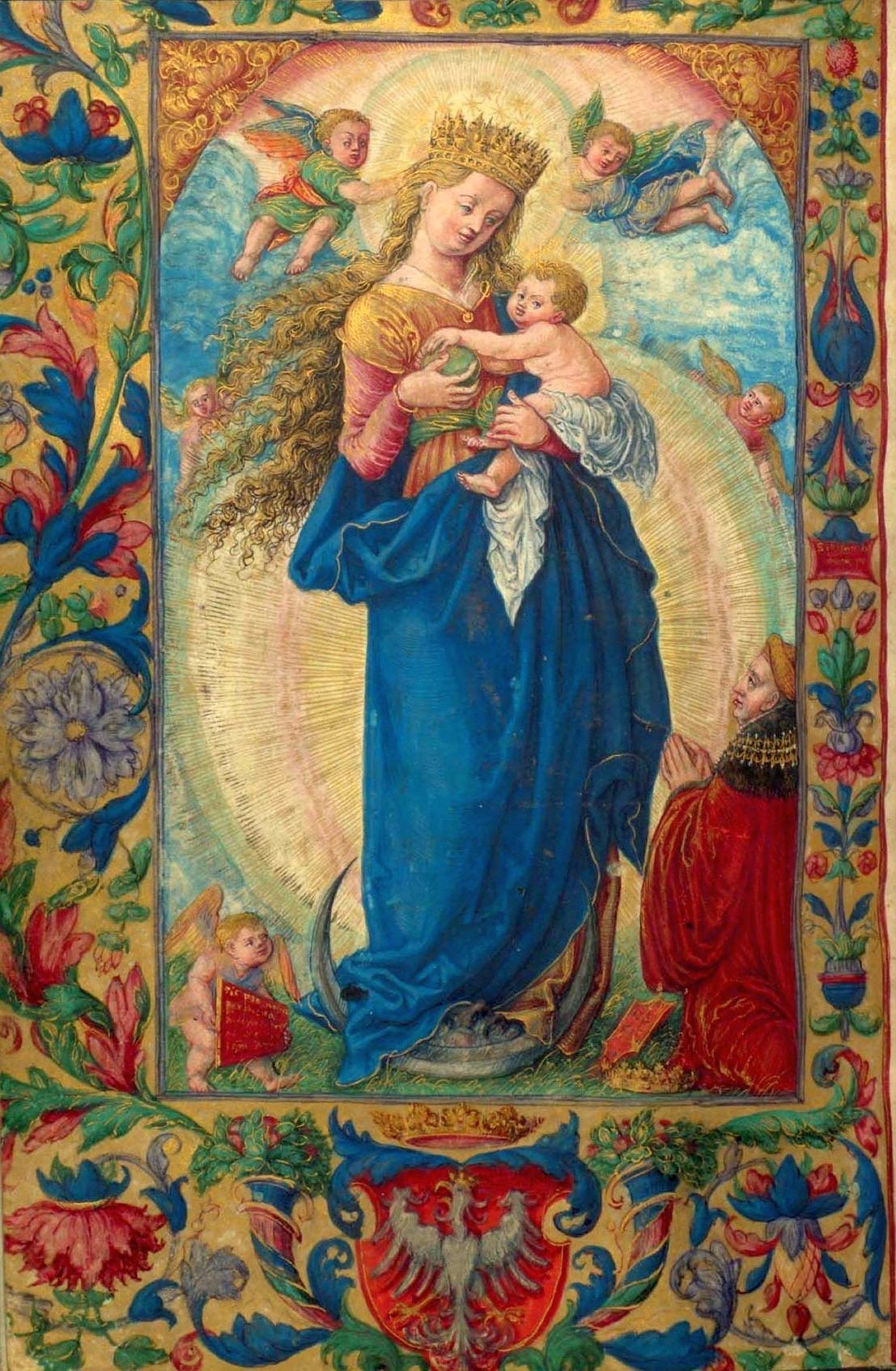
Миниатюра Мадонны (1524)

XVI век стал золотым веком польской культуры. Предтечами польского Ренессанса были поэт Гжегож из Санока (ум. 1477), историк Я. Длугош (ум. 1480), доктор права Я. Остророг (ум. 1501). К распространению культуры Возрождения были причастны Ягеллонский университет и польские студенты, обучавшиеся в Италии. Через Гданьск распространялось идейное влияние из Нидерландов. В моду вошли итальянские образцы. В XVI веке были опубликованы книги в количестве около семи тысяч названий. В 1513 году Бернат из Люблина издал в Польше первую книгу на польском языке «Духовный рай». В 1519 году вышла «Польская хроника» М. Меховского. В 1551 году на латыни был издан трактат политического писателя А. Ф. Моджевского «О реформе государства». Крупнейшим представителем учёного мира был Н. Коперник, выпустивший свой главный труд «О вращении небесных сфер» (1543), который в 1616 году был включён в «Индекс запрещённых книг». Поэту-сатирику Миколаю Рею принадлежит изречение «Поляки — не гуси и свой язык имеют», ставшее девизом поборников родного литературного языка.
Среди исторических сочинений этой эпохи: «Трактат о двух Сарматиях, Азиатской и Европейской» (1517) М. Меховского, «О начале и истории польского народа» (1565) и «Польша» (1577) М. Кромера. С 1543 года на польском языке стали редактироваться акты польского сейма. Поэзия в первой половине XVI века создавалась на латинском языке. Книгопечатание первоначально появилось в Кракове до 1480 года. На рубеже XVI—XVII веков в стране действовало около двадцати типографий. В 1582 году была осуществлена григорианская реформа календаря.

### XVII век

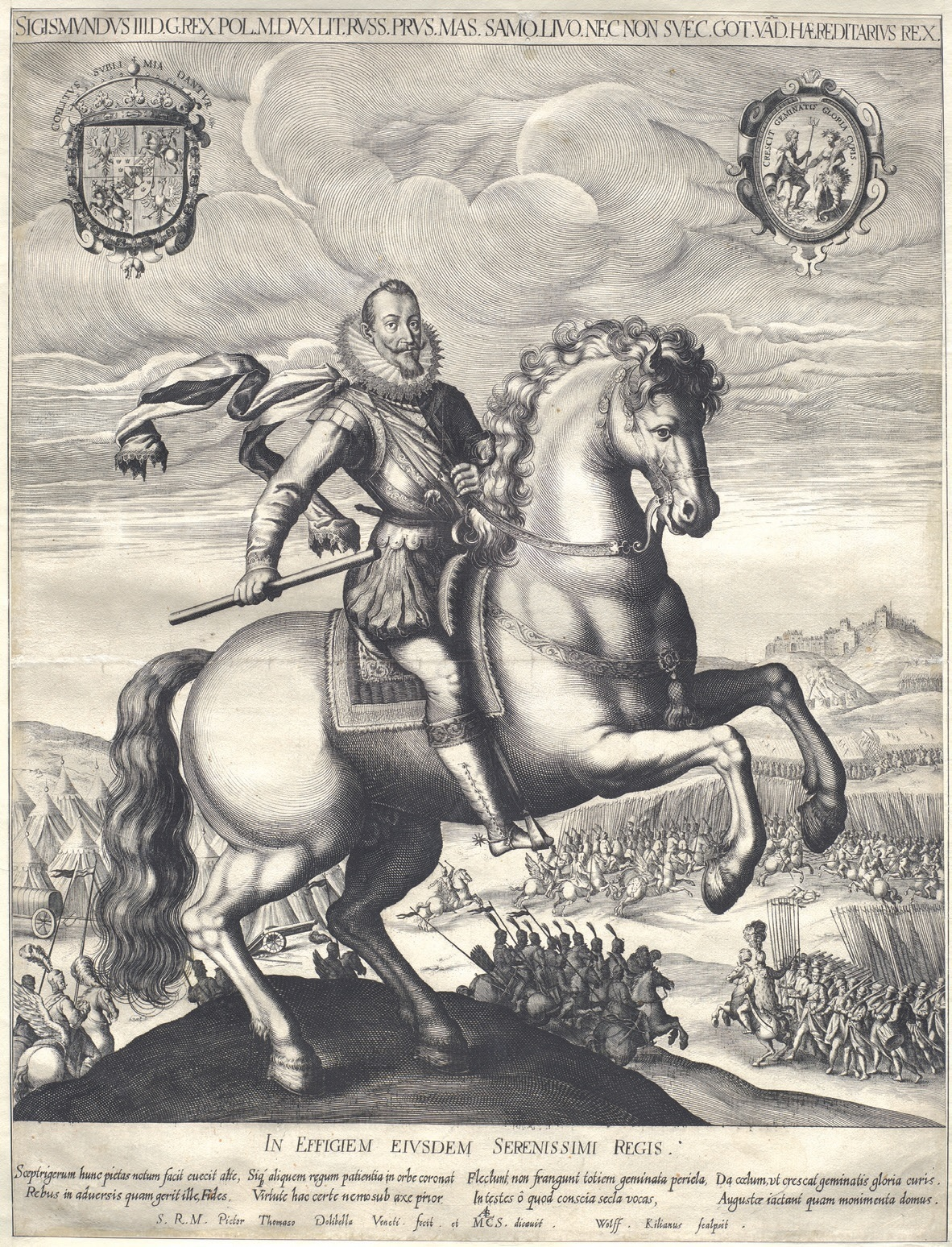
Сигизмунд III под Смоленском

Речь Посполитая отказалась от борьбы за старые польские земли — Силезию и Западное Поморье, и её интересы сместились на юго-восток — к Волыни, Галицкой Руси и Подолии, откуда шёл торговый путь на Левант. в 1600 году началась первая в серии польско-шведская война. В самом начале XVII века знать, недовольная политикой правительства, устроила антикоролевский мятеж, который закончился в 1609 году примирением сторон. В первой половине XVII века республика шляхты превратилась в олигархию: реальная власть перешла в руки магнатов, которые манипулировали институтами государства.
Сандомирский воевода Е. Мнишек и князья Вишневецкие использовали самозванца Лжедмитрия I, для борьбы за русский престол. После гибели Лжедмитрия I в Москве, поляки поддержали нового самозванца Лжедмитрия II, однако он не смог занять русский престол, а польские отряды, поддерживающие его, были разбиты князем Скопин-Шуйским. Тогда польский король Сигизмунд III открыто начал войну с Россией. 4 июля 1610 года гетман С. Жолкевский разбил в битве у Клушина русско-шведское войско, направлявшееся на помощь осаждённому поляками Смоленску. Бояре вступили с поляками в сговор и вынудили В. Шуйского отречься. После чего признали королевича Владислава (старшего сына Сигизмунда) царём и тайно ночью впустили поляков в Москву. Сигизмунд желал стать правителем России, чтобы влить её в Речь Посполитую. Однако Патриотический подъём в России сделал эти планы невозможными. В 1612 году поляки были выбиты из Москвы народным ополчением Минина и Пожарского, на российский престол был возведён Михаил Романов. В 1617 году поляки после восшествия на трон королевича Владислава вступили в новую войну с Россией и вновь осадили Москву. Однако взять город они не смогли, и кампания закончилась подписанием Деулинского перемирия (1618—1619), которое оставило за поляками Чернигов, Новгород-Северский и Смоленск.

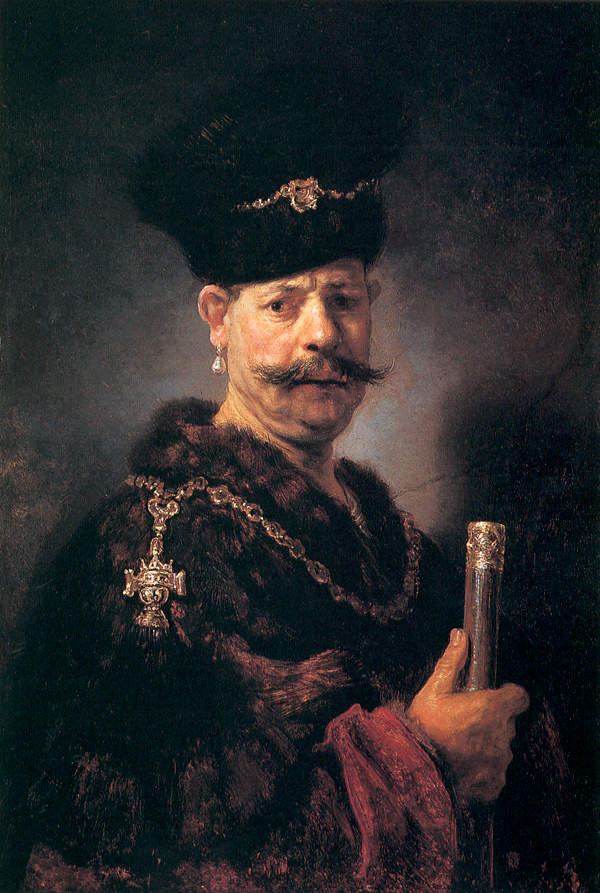
«Польский дворянин».
Худ. Рембрандт (1637)

В XVII веке Речь Посполитая проводила в основном оборонительную политику. В войнах со шведами в 1621 году Речь Посполитая потеряла Ригу, а в 1625 году — Дерпт. Захваченное шведами на время богатое Гданьское Поморье, вскоре вернулось к полякам разорённым. В 1611 году столица Речь Посполитой была окончательно перенесена из Кракова в Варшаву. Во время Тридцатилетней войны (1618—1648), в которой Речь Посполитая сохраняла нейтралитет, в упадок пришла торговля на Балтике, что негативно отозвалось на польском экспорте зерна. С ростом феодального гнёта на Украине в 1590—1630-х годах произошёл ряд восстаний, которые были подавлены. После побед Б. Хмельницкого в битвах у Жёлтых вод и Корсуни в мае 1648 года народное движение охватило всю Украину. Если в начале XVI века норма барщины с лана земли не превышала одного дня в неделю, то в XVII веке барщина для крестьян-кметов составляла четыре-пять дней в неделю. С середины XVII века продукты сельского хозяйства дешевели, и вместе с сокращением экспорта зерна падали доходы шляхты, росла переработка зерна в водку (её изготовление было исключительным правом шляхты), которую продавали крепостным крестьянам. В 1651 году произошли крестьянские волнения в Подгалье и других районах Польши, однако по своему размаху все они были не сопоставимы с теми крестьянскими войнами, которые имели место в Европе и России (восстание С. Разина).
С середины XVII века усилились окатоличивание и полонизация населения восточных областей Речи Посполитой.

#### Шведский «Потоп» и русско-польская война

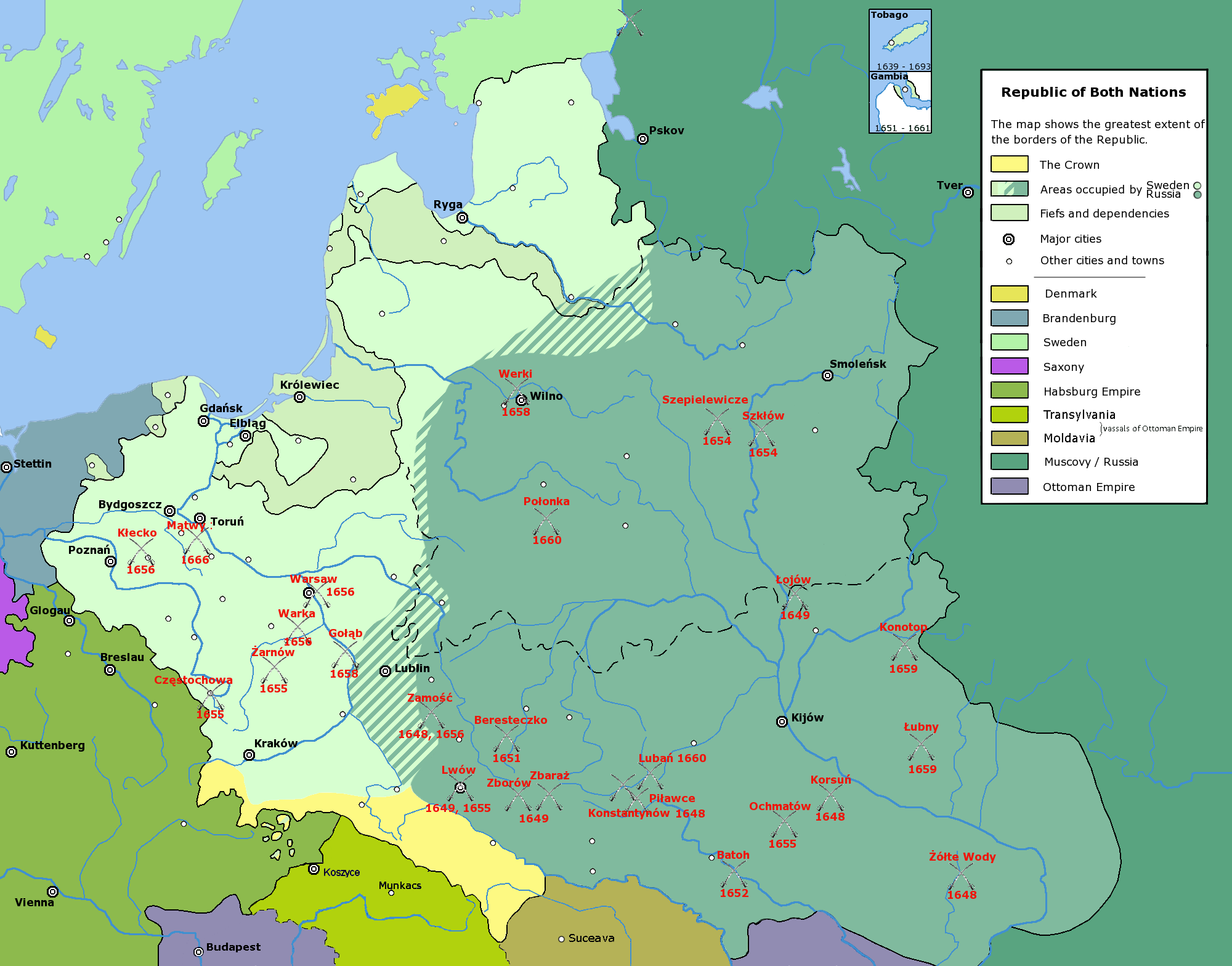
Тёмно-зелёным — земли, состоявшие под русским и казацким контролем на момент подписания Виленского перемирия (1656)
Светло-зелёным под шведским контролем
жёлтым — под контролем Кроны Королевства польского

В 1654 году началась русско—польская война, вызванная поддержкой Россией  восставших запорожских казаков Богдана Хмельницкого. В ходе кампании 1654—1655 годов русское войско, нанеся поражение польско-литовскими войскам, заняло всё Великое княжество Литовское и Украину. Русские взяли Смоленск, столицу ВКЛ Вильно, Киев и другие города, фактически все непольские земли Речи Посполитой. Катастрофическим положением Польши воспользовалась Швеция, армия которой летом 1655 года вторглась в Гданьское Поморье, Великую Польшу и Литву, а затем без единого выстрела заняла Варшаву. Это вторжение получило название «Потоп». К 1656 году Польское государство фактически прекратило своё существование.
В 1656 году поляки, под контролем которых остались лишь Краков и окрестности, подписали Виленское перемирие с Русским царством, что фактически спасло польско-литовское государство, и, вместе с Русским царством вступив в войну со Швецией, повели наступление на шведов и смогли освободить Варшаву. В 1660 году Швеция и Речь Посполитая подписали Оливский мир, который сохранил прежние границы между государствами. Отрицательным последствием войны для Польши был её отказ от верховных прав на Прусское герцогство (1657). От войны и связанных с ней эпидемий и голода население Польши сократилось на четверть или треть; около 10 % поселений в Мазовии прекратило существование.
В 1658 году Русское царство возобновило войну против Речи Посполитой, которая закончилась заключением в 1667 году Андрусовского перемирия, а в 1686 году — «вечного мира». Польша потеряла в пользу России Левобережную Украину, Смоленщину и Киев. Серия войн и интервенций соседних держав значительно ослабили Речь Посполитую, впоследствии превратив её из субъекта политики в объект борьбы между соседними усилившимися государствами (Россия, Швеция, Австрия).

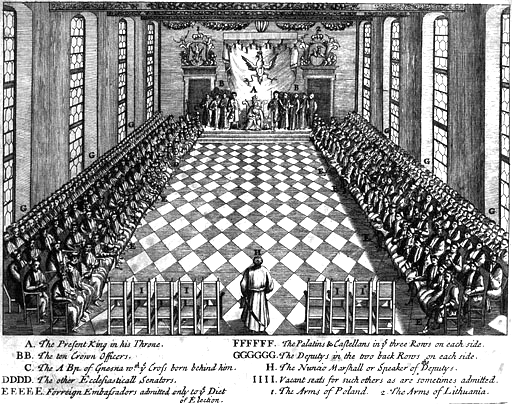
Польский сейм (1698)

По Бучачскому миру 1672 года Речь Посполитая должна была отдать туркам Брацлавское и Подольское воеводства и часть Киевского воеводства. Однако сейм его не ратифицировал. 11 ноября 1673 года Ян Собеский разгромил в битве под Хотином турецкую армию. 12 сентября 1683 года Ян Собеский во главе объединённого 70-тысячного войска европейских государств одержал победу на турками, осадивших Вену. В 1684 году Речь Посполитая, Австрия, Венеция и папство объединились в Священную лигу для борьбы с турками, через два года к лиге примкнуло Русское царство. В 1697 году русский язык в восточных воеводствах был вытеснен из административной сферы. По Карловицкому договору с турками 1699 года Польше удалось вернуть себе ранее потерянные области и Каменец-Подольский.
В 1696 году умер польский король Ян Собесский, и последующее междуцарствие отметилось противостоянием Австрии и Франции, сделавших ставку на курфюрста Саксонии Августа II и принца крови Франсуа Луи-Конти. В 1697 году послу Саксонии в Варшаве графу Флеммингу и внешним силам (во время выборов на границе России и Литвы находился армейский корпус Михаила Ромодановского.) удалось добиться того, что кандидатура его правителя смогла получить необходимую поддержку. 15 сентября состоялась коронация Августа II в Кракове, ради избрания он перешёл в католичество.
Отличительной чертой высших слоёв Речи Посполитой в XVII—XVIII веках был т.н. «Сарматизм» («ориентальность»): польские наряды и оружие изготавливались скорее на основе восточных, а не европейских образцов. На тесные связи польских шляхтичей с Востоком указывают их портреты.

### XVIII век

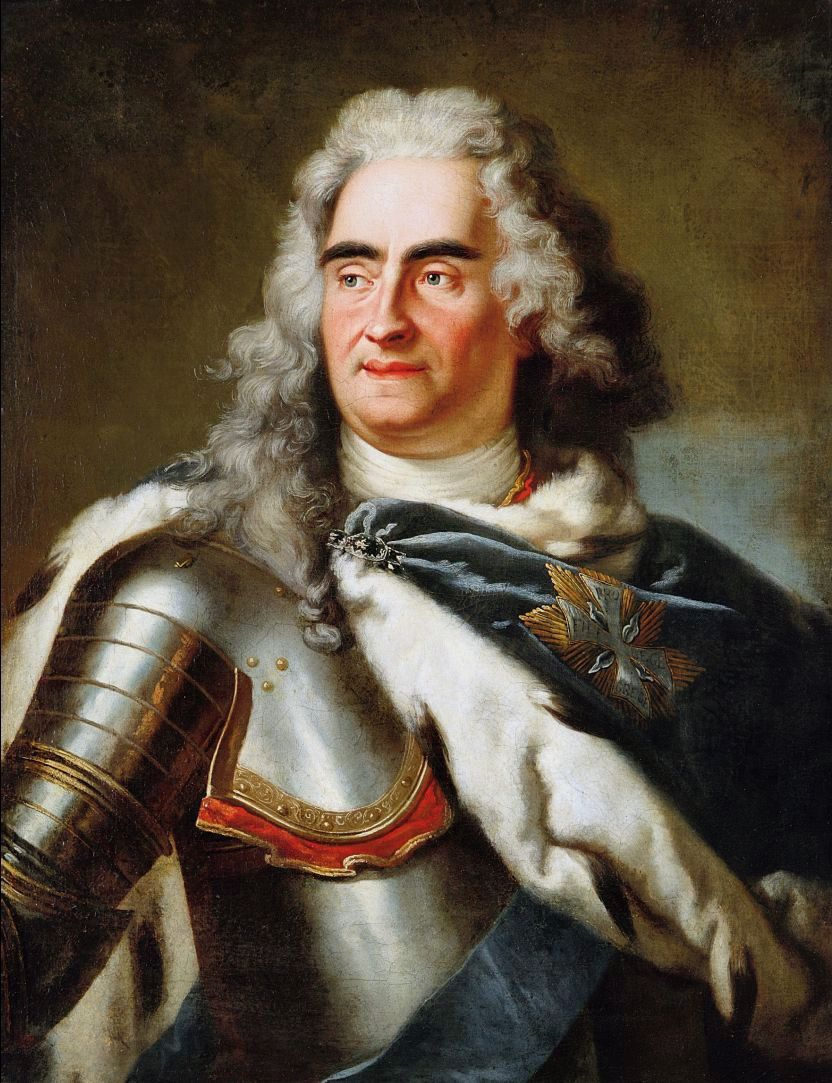
Август II

Социальной особенностью Речи Посполитой, отличавшей её от остальной Европы, было наличие многочисленного привилегированного сословия: к середине XVIII века шляхтичем был почти каждый десятый житель страны. Около половины из них были неимущими. Польские магнаты могли иметь разные политические убеждения, но постепенно тяготели к космополитизму. В XVIII веке на доходы от пивоварения и изготовления водки приходилось до 40 % всех доходов шляхты, при этом жители деревни обязаны были приобретать алкоголь. Сельское хозяйство в это время переживало падение производительности труда, небольшие города и местечки в основном прозябали. В то же время поднималась столица, росло количество банков Варшавы, которые кредитовали помещиков и предпринимателей. В 1717 году было запрещено строительство новых и ремонт ветхих православных храмов. В 1736 году был издан универсал, согласно которому для рукоположения православного священника необходимо было разрешение короля.
В начале Северной войны шведский король Карл XII вторгся на территорию Речи Посполитой и занял Варшаву. По Нарвскому договору 1704 года Речь Посполитая вступила в войну со шведами. Владения шляхтичей подверглись разграблению иностранцами, поддерживавшими различные политические группировки в Польше. С заключением Альтранштадтского мира в 1706 году Август II на короткое время уступил королевскую корону Станиславу Лещинскому. Переговоры об окончании Северной войны проходили без участия Польши. В 1732 году Пруссия, Австрия и Россия заключили трактат «трёх чёрных орлов», по которому обязывались после смерти Августа II возвести на трон Речи Посполитой кандидата, который «мог бы сохранить мир и добрые отношения с соседними государствами».

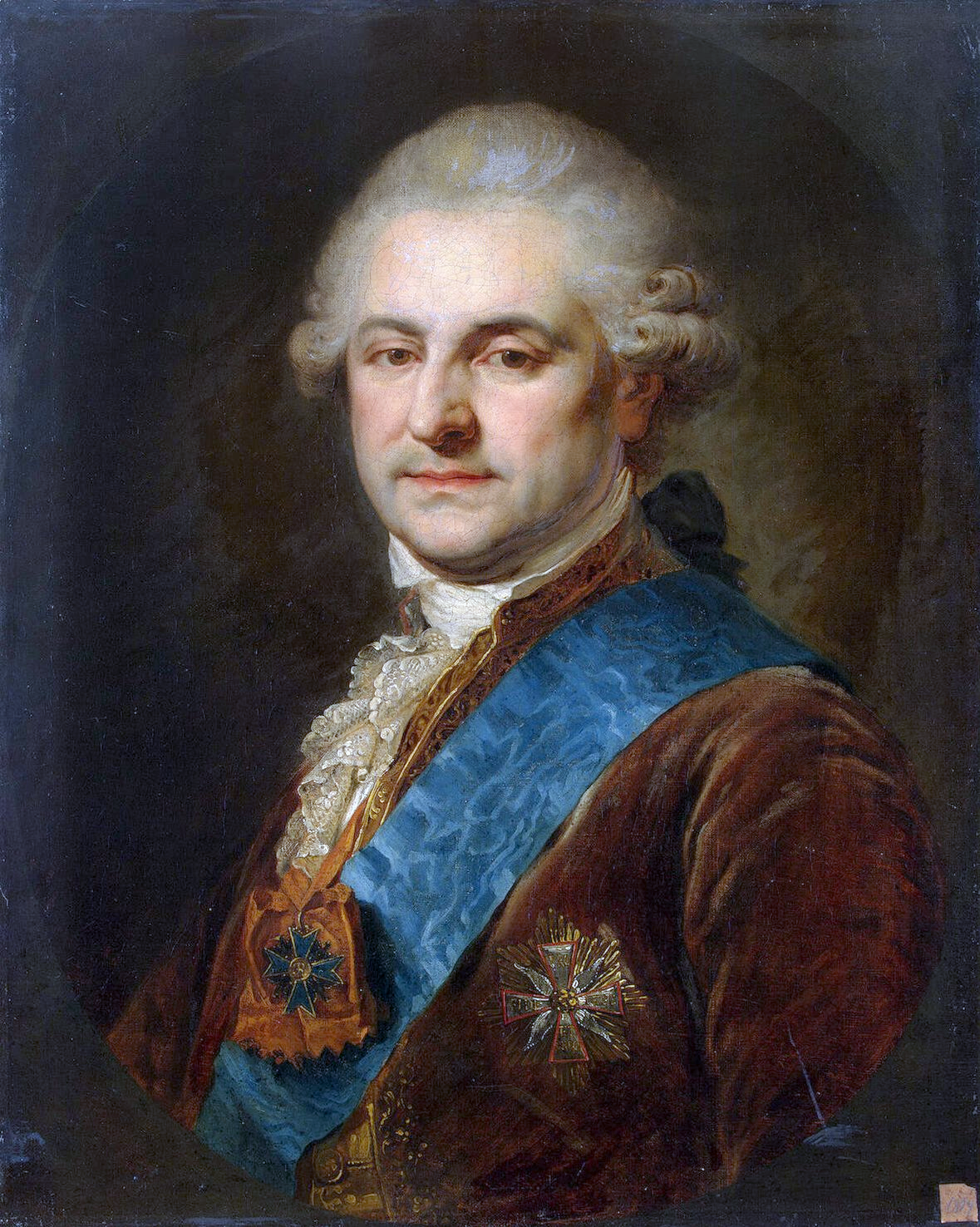
С. Понятовский. Худ. Лампи Старший, после 1788 года

После смерти Августа II разгорелась «война за польское наследство»: на выборах 1733 года шляхта избрала королём Станислава Лещинского. Однако спустя несколько недель Пруссия, Австрия и Россия добились избрания саксонского курфюрста Фридриха Августа. После смерти Августа II и недолгого правления Лещинского польский престол перешёл к Августу III Саксонскому (правл. 1734—1763). В мрачную эпоху Августа III процветало расточительство и казнокрадство, а Пруссия и Россия бесцеремонно проводили свои армии через Речь Посполитую. Формально не участвуя в войнах за Силезию и Семилетней войне, страна с открытыми границами превратилась в постоялый двор. Без собственной дипломатической службы Речь Посполитая фактически не имела внешней политики.
После смерти Августа III на польский престол в 1764 году вступил последний король Речи Посполитой, фаворит Екатерины II, Станислав Август Понятовский. После третьего раздела Речи Посполитой Станислав Август отрёкся. В 1798 году он умер в Санкт-Петербурге. В 1768 году был заключён Варшавский договор, по которому российская императрица объявлялась гарантом «кардинальных прав» польского дворянства, прежде всего православного. В ответ на этот договор, фактически установивший протекторат России над Речью Посполитой, была образована Барская конфедерация (1768—1772), которая решилась на вооружённое выступление против России. Это привело к введению на территорию государства российских войск. Тысячи участников конфедерации были сосланы в оренбургские степи. В ходе политических дискуссий второй половины XVIII века неоднократно поднимался вопрос о том, является ли крестьянство частью польской нации, или в состав нации входит только шляхта. 85—90 % занятых в сельском хозяйстве составляли крепостные крестьяне.

#### Разделы Речи Посполитой

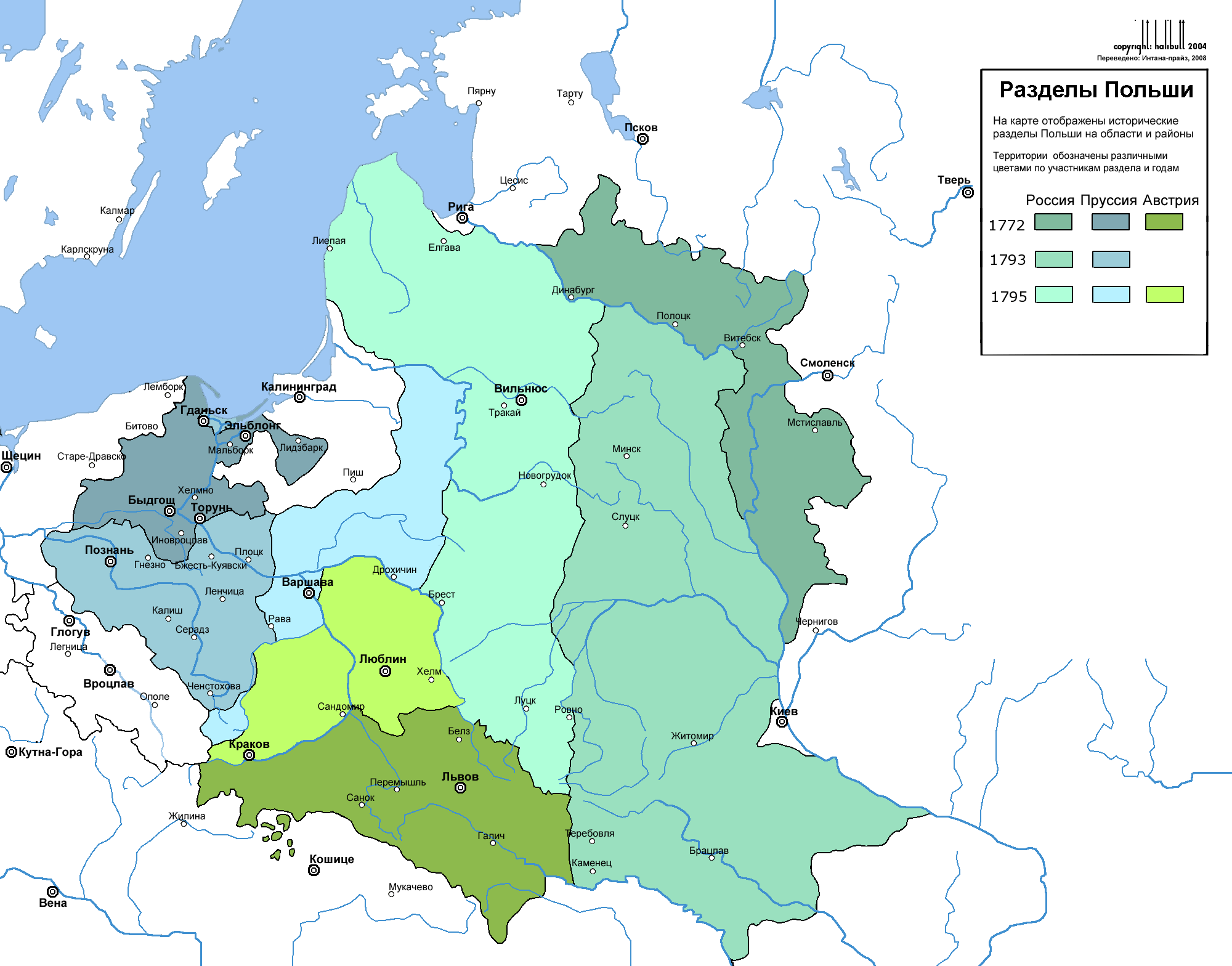
Разделы Речи Посполитой

Численность населения Речи Посполитой накануне разделов составляла около 12 млн человек, в том числе 53,2 % поляков, около 30 % белорусов, украинцев, литовцев и латышей, 10,4 % евреев и 2 % немцев. В 1768—1769 годах большая часть Правобережной Украины была охвачена восстанием, которое возглавляли Иван Гонта и Максим Зализняк. В 1770 году, во время русско-турецкой войны (1768—1774), Фридрих II предложил Екатерине II разделить Речь Посполитую между тремя соседними государствами. По первому разделу, закреплённому в Петербургской конвенции от 5 августа 1772 года Австрии отходили польские земли с численностью населения 2,65 млн человек, России — земли с населением в 1,3 млн человек и Пруссии — земли с населением в 580 тысяч человек. Совершая первый раздел, его участники ссылались на полное разложение польского государства. Сейм был вынужден ратифицировать Петербургскую конвенцию. В 1770—1780-х годах в Речи Посполитой усилились реформы, в попытках проведения которых значительную роль сыграл Четырёхлетний сейм 1788—1792 годов.
3 мая 1791 года была утверждена новая конституция, которая ликвидировала созыв конфедерационных сеймов и институт «либерум вето», усиливала власть короля. Вскоре Фридрих II предложил новый раздел Речи Посполитой. В мае 1792 года деятели старошляхетской партии учредили Тарговицкую конфедерацию, которая была нацелена на ликвидацию Конституции 3 мая. Вступление российских войск в Варшаву знаменовало победу конфедерации и отмену конституции. Россия и Пруссия осуществляли вмешательство во внутренние дела Речи Посполитой, используя в качестве предлога «диссидентский вопрос» о положении православного и лютеранского населения Речи Посполитой, и требовали равенства их прав с католиками.

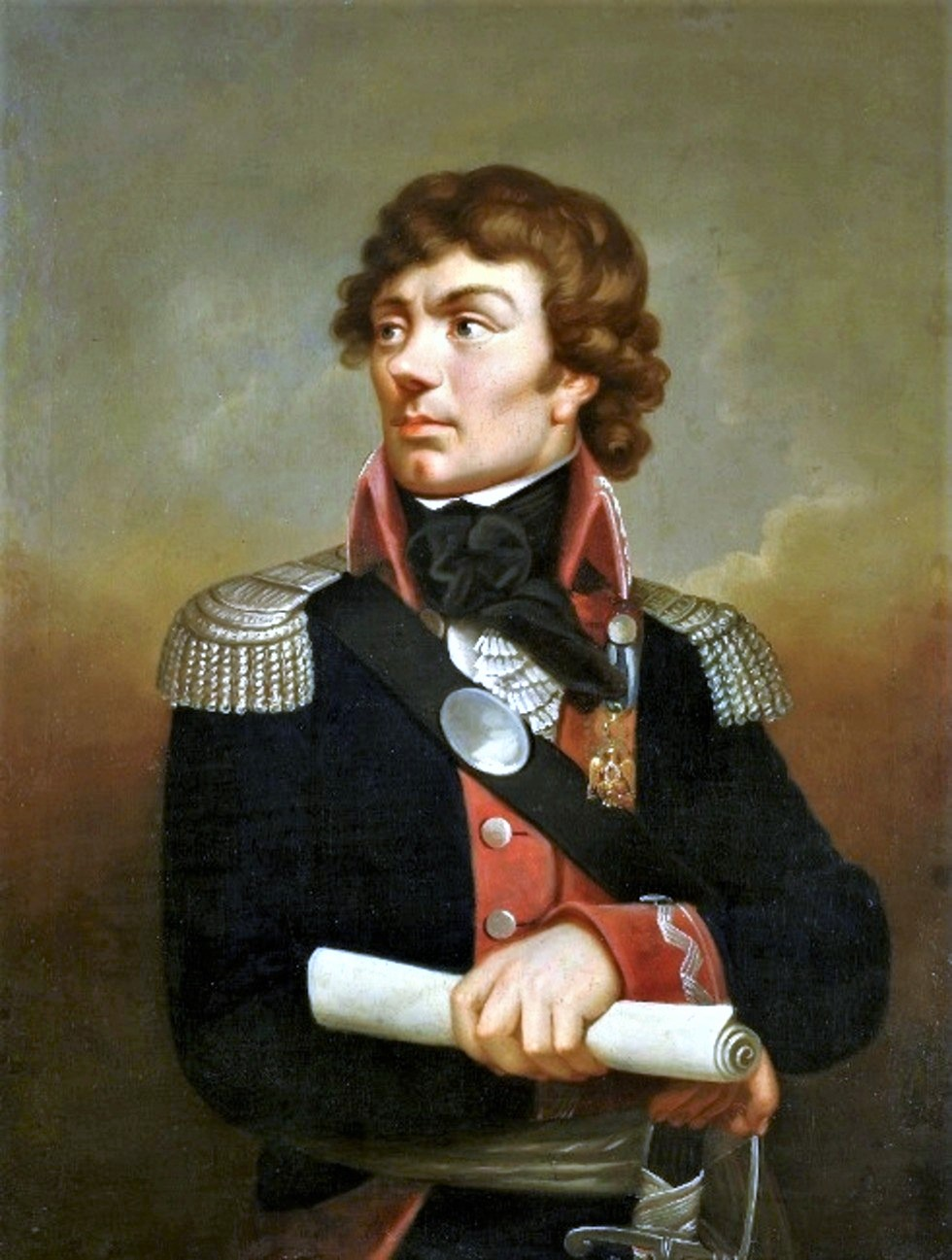
Т. Костюшко. Худ. Швайкарт, ок. 1802 года

Акт от 13 января 1793 года закрепил второй раздел Речи Посполитой между Пруссией и Россией. Пруссия получила Великую Польшу, Куявию и Гданьск, а Россия — белорусские земли и Правобережную Украину. С июня 1793 года в Гродно заседал последний сейм Речи Посполитой, который вынужден был ратифицировать второй раздел государства и 23 ноября принял новую конституцию. В Пруссии в 1793 году произошло восстание городских низов Вроцлава, в 1794 году — крестьянское восстание в Стшелецком округе. На значительной части польских земель в Пруссии и Австрии происходило восстание Костюшко (1794), явившееся ответом на второй раздел Речи Посполитой. 24 марта 1794 года Т. Костюшко провозгласил в Кракове Акт восстания. Первую победу повстанцы одержали над русскими войсками в битве под Рацлавицами. Положение восстания ухудшалось. 10 октября они были разбиты русскими войсками в битве под Мацеёвицами. В ноябре русские взяли предместье Варшавы — Прагу. В 1795 году состоялся третий раздел Речи Посполитой, по которому основная часть этнически польских территорий вместе с Варшавой отошла к Пруссии, Малая Польша досталась Австрии, к России же отошли этнически не польские земли (Западная Беларусь, западная часть Волыни, Литва и Курляндия). Восточные земли бывшей Речи Посполитой превратились в российские губернии, впоследствии вошедшие в Западный край. Их поляки стали называть «забранными» Россией.
Пруссия проводила в польских провинциях политику германизации. Власти активно поддерживали колонизацию немцами новых областей. Вскоре вся местная администрация стала немецкой. С 1797 года языком административного делопроизводства и судов стал немецкий. На поляков была распространена рекрутская повинность. В Австрии на польских землях была создана одна провинция — «Королевство Галиции и Лодомерии», которое подчинялось наместнику императора — губернатору, находившемуся во Львове. Здесь активная германизация проводилась в области местного управления, суда и культуры. В секретном правительственном документе 1790 года говорилось, что целью Австрии должно быть «постепенное превращение галицийцев в немцев». Самая активная часть польской эмиграции сконцентрировалась во Франции. Польские легионы с 1797 года принимали участие в военных компаниях Наполеона в Италии и Французской Вест-Индии.

#### Культура

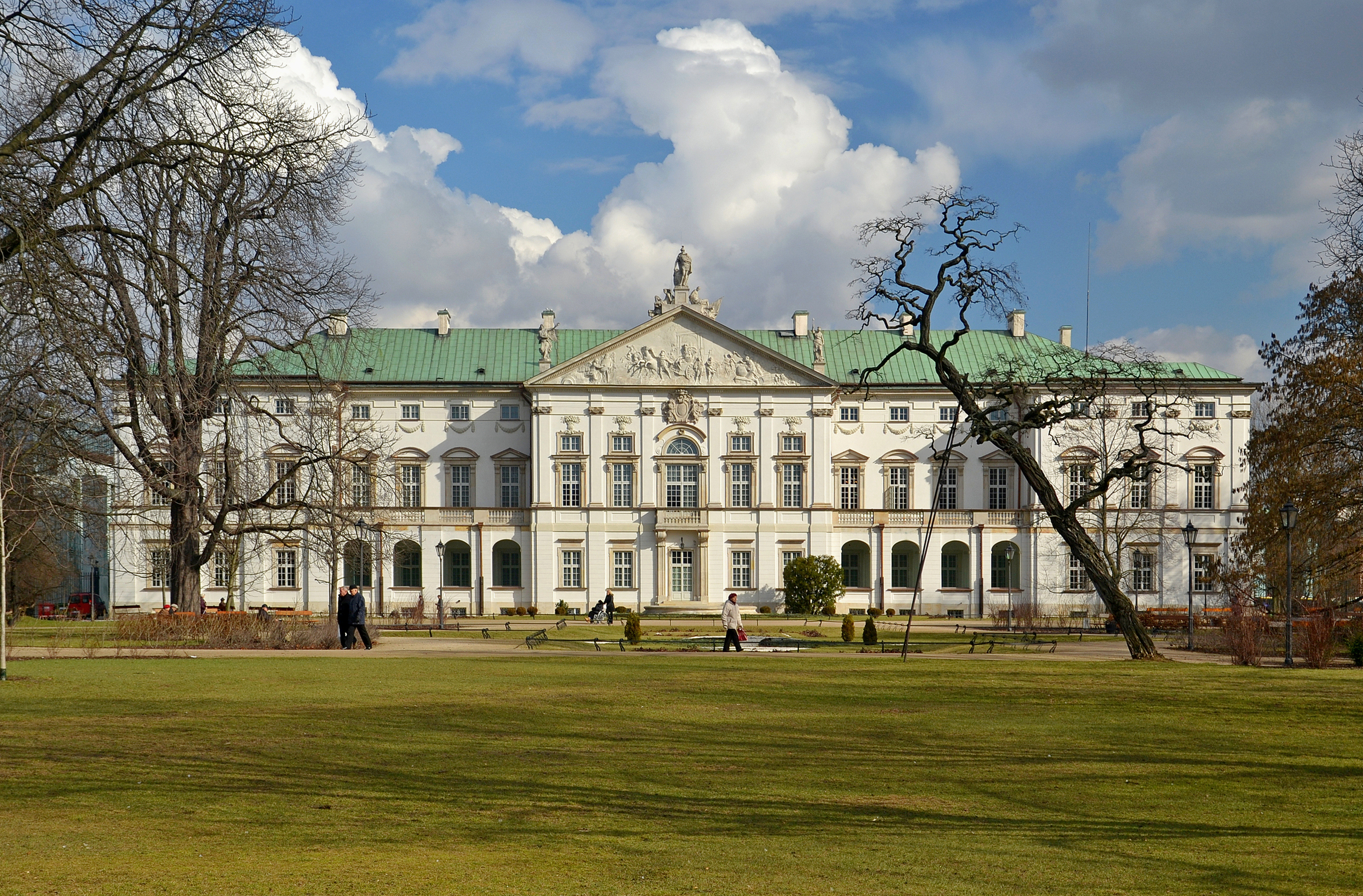
Барочный дворец Красиньских в Варшаве (реконструкция)

Во второй половине XVIII века формы барокко и рококо сочетались с классицизмом. В стиле классицизма были построены Лазенковский, Пулавский и Неборовский дворцы. Изобразительное искусство получило развитие при королевском дворе, а также в имениях крупной знати. В 1765 году при королевском дворе возник первый драматический театр. Традиционная культура шляхты в XVIII веке получила название сарматизма. Идея происхождения шляхты от сарматов относится к XV веку. Как идеология сарматизм сформировался во второй половине XVII века. Культуре сарматизма были свойственны такие черты, как помпезность и склочничество. В защиту догматов сарматизма выступал историк В. Коховский, писатель же В. Потоцкий высмеивал идеологию этого учения. Научные успехи были достигнуты в филологии, математике и астрономии. В Варшаве в 1748 году была открыта библиотека, содержавшая около 300 тысяч томов. В первой трети XVIII века возникли первые газеты и журналы на польском языке: «Почта Крулёвецка» (1718—1720) и «Курьер Польски» (с 1729 года). Искусство и литература этого периода находилась под влиянием барокко, которое наложило отпечаток на польское изобразительное искусство и архитектуру. В живописи главное место занимала религиозная тема. Во время правления Понятовского французское влияние распространялось на искусство, моду и обычаи; польское общество говорило на французском языке.

### XIX век

#### Первая половина XIX века
Польские земли (1815)
С поражением Пруссии и Австрии в войнах с Наполеоном французская армия в 1806 году заняла значительную часть польских земель. По Тильзитскому договору от 7 июля 1807 года Россия получила Белостокскую область, из прусских земель было образовано Варшавское герцогство, находившееся в вассальной зависимости от Франции. Главой этого государства, которое первоначально включало земли Пруссии, Наполеон назначил саксонского короля Фридриха Августа. После присоединения к княжеству австрийских территорий по Шёнбруннскому миру 1809 года его площадь составила 142 тысячи км² с населением около 4,3 млн человек. Декрет 1807 года освободил крестьян от крепостной зависимости, оставив землю в собственности помещиков. В январе 1813 года русские войска, преследовавшие отступающую из России армию французов, стали занимать территорию Варшавского княжества. Правительство эвакуировалось в Краков. Юзеф Понятовский со своей армией последовал за Наполеоном. В октябре 1813 года в «битве народов» под Лейпцигом Юзеф погиб, корпус поляков был почти полностью уничтожен.
В 1814—1815 годах состоялся Венский конгресс, по решениям которого большая часть Великого Герцогства Варшавского вошла в новообразованное Царство Польское, Пруссия вернула себе Быдгощский и Познанский департаменты Княжества Варшавского, которые образовали Великое княжество Познанское, а Краков и Гданьск стали вольными городами. Польские земли Пруссии и Австрии в дальнейшем играли второстепенную роль в польском вопросе. В мае 1815 года были подписаны «Основы конституции» Царства Польского, по которым Царство присоединялось к России. Законодательная власть в Царстве согласно конституции принадлежала сейму и королю — российскому императору, который олицетворял исполнительную власть в Царстве. Правительством выступал учреждённый Государственный совет. Царство было разделено на восемь воеводств. В судебном и административном делопроизводстве вводился польский язык. Высшим органом исполнительной власти стал Административный совет царства, действовавший при царском наместнике, которым был назначен польский генерал Ю. Зайончек. Должность главнокомандующего польской армией занял великий князь Константин Павлович. Практически сразу после образования Царства Польского возникла нелегальная оппозиция — тайные просветительские и революционные организации, в которых состояла в основном молодёжь и военнослужащие. Они преследовали цель восстановления независимой Польши в прежних границах. Пруссия в Великом княжестве Познанском возобновила политику германизации. Формально независимым «Вольным городом Краковом» фактически управляла «Организационная комиссия» из резидентов Пруссии, Австрии и России. По уровню экономического развития в XIX веке Царство Польское относилось к передовым районам Российской империи: внутри Царства выделялись передовые северо-западные губернии и отсталые юго-восточные. Польские земли в Пруссии (кроме Верхней Силезии) были аграрной периферией, австрийская Галиция была одной из самых отсталых провинций государства.

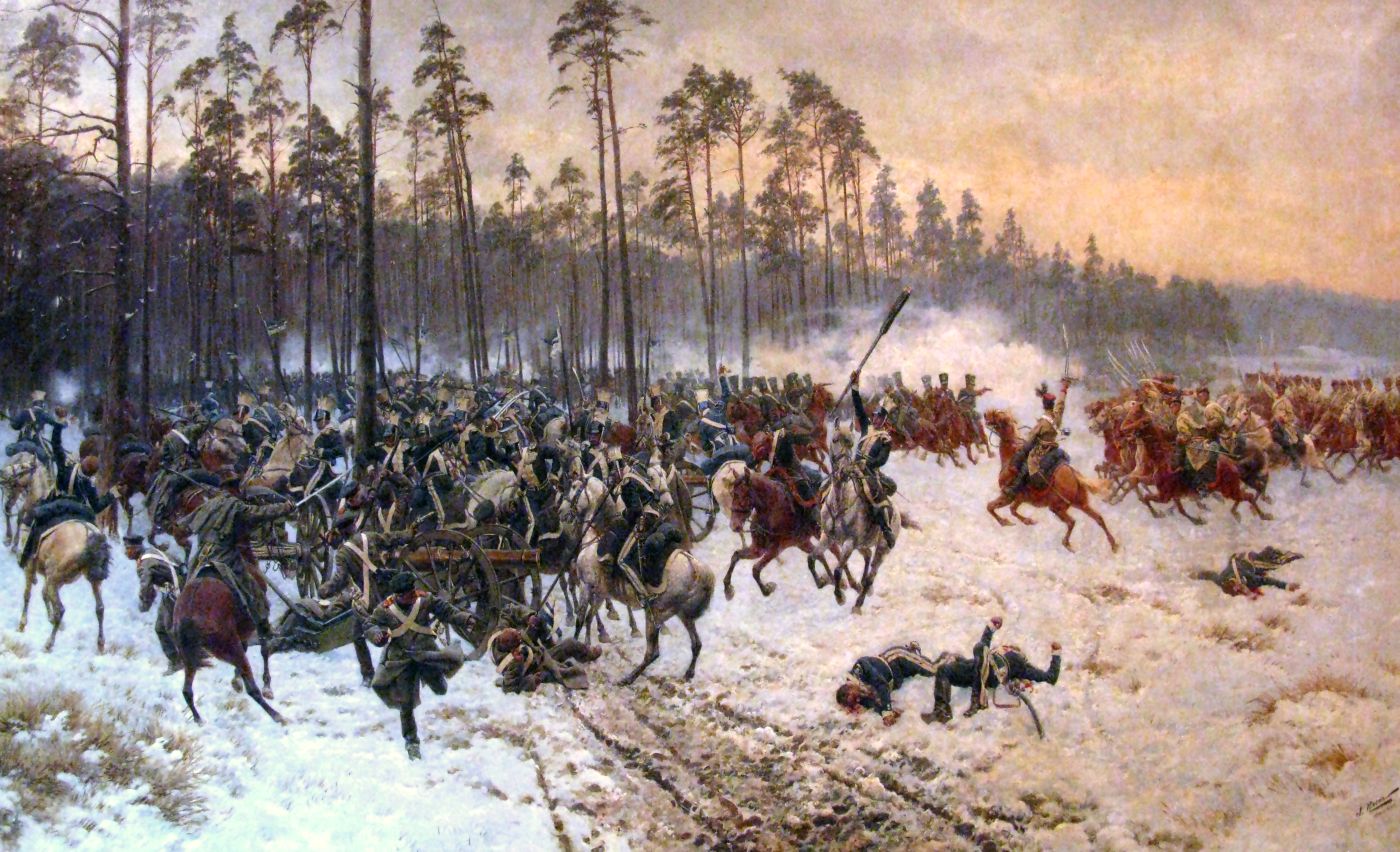
Битва под Сточеком (1831).
Худ. Я. Б. Розен

После арестов 1822—1823 годов тайные студенческие организации в большинстве своём исчезли. В 1833 году Россия, Австрия и Пруссия подписали Мюнхенгрецкую конвенцию о выдаче друг другу политических преступников. Члены тайного общества договорились поднять восстание 29 ноября 1830 года. Восстание возглавлялось выходцами из богатых и знатных родов, которые хотели восстановить Речь Посполитую в прежних границах. Один из руководителей повстанцев К. Любецкий отправился на переговоры с Николаем I. Однако царь отказался идти на уступки. В январе 1831 года сейм низложил царя с польского трона, назначив главой сформированного Национального правительства А. Чарторыского. В феврале в Царство Польское была введена 115-тысячная русская армия. 25 февраля между поляками и русскими состоялось сражение под Гроховом. 26 мая главные силы поляков потерпели поражение в сражении под Остроленкой. После сдачи Варшавы польское правительство 5 октября перешло границу с Пруссией. После подавления восстания (1831—1832) были упразднены Государственный совет, сейм и высшие судебные учреждения Царства. Вместо ликвидированных воеводств было создано пять губерний. В 1834 году было введено военное положение, при котором военные власти могли арестовать любое подозрительное лицо. Со введением строгой цензуры было запрещено печатать литературные произведения А. Мицкевича, И. Лелевеля и Ю. Словацкого. Были закрыты университеты в Вильно и Варшаве. На Украине и в Беларуси была упразднена униатская церковь.
После неудачной экспедиции Ю. Заливского (1833) наступил почти тридцатилетний период относительно спокойного развития польского национально-освободительного движения. В 1830—1840-х годах существовали конспиративные организации, в том числе такие крупные, как Содружество польского народа, действовавшее в основном в Варшаве (1836—1838), Организация 1848 года, которая охватывала значительную территорию Царства. Самой крупной организацией в эмиграции было Польское демократическое общество (1832—1863), насчитывавшее свыше четырёх тысяч членов. В 1847 году Николай I и римская курия договорились на назначение епископов во всех епархиях по согласованию друг с другом. В Пруссии участники восстания 1831—1832 годов были отданы под суд с конфискацией имений; усилилась германизация. В Кракове в 1833 году была принята новая конституция, по которой внутренняя жизнь вольного города была поставлена под полный контроль резидентов трёх государств. После подавления Краковского восстания 1846 года город вскоре вошёл в состав Австрии, превратившись в Великое княжество Краковское. В том же году в Западной Галиции произошло восстание крестьян. Революция в Европе 1848—1849 годов вызвала вооружённые выступления поляков в Австрии и Пруссии. В Австрии реформа 1849 года предоставила всем категориям крестьян Галиции личную свободу и собственные наделы. Как и прежде, верхний слой польского общества в XIX веке занимали можновладцы-магнаты, наибольшее могущество которых проявлялось в Галиции.

##### Культура

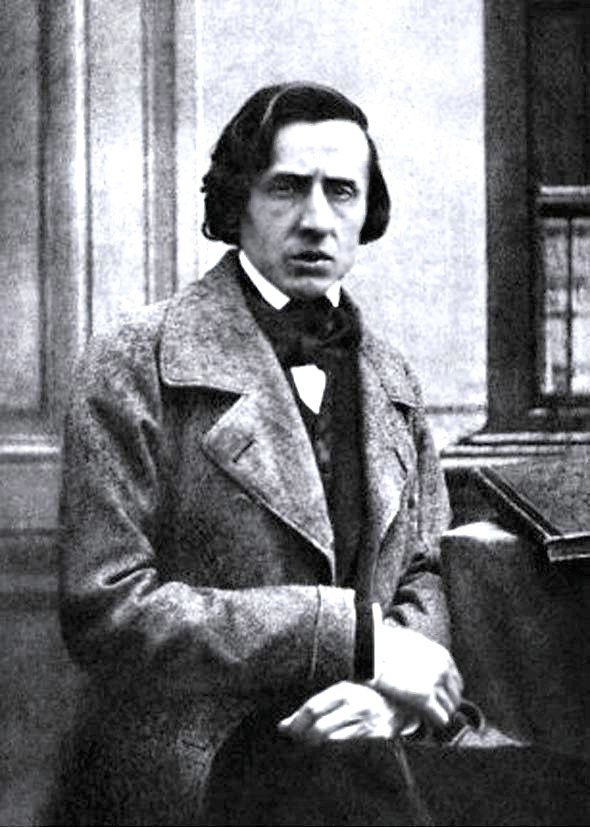
Ф. Шопен,
ок. 1849 года

Роль главных культурных центров с середины XVIII до середины XIX века играли различные города. Так, в литературном движении в XVIII веке выделялась Варшава, с 1784 по 1812 год — резиденция рода Чарторыских в Пулавах, с 1815 по 1830 год — Варшава и Виленский университет, в 1830-х — 1840-х годах — Краковская республика и Галиция, позднее — Царство Польское и Галиция. В 1802 году Академия в Вильно превратилась в университет. В 1818 году был основан Варшавский университет, преподавание в котором велось на польском языке. В Краковской Академии преподавание было переведено австрийскими властями на немецкий язык. В Львовском университете преподавание осуществлялось на латыни, а с 1824 года — на немецком языке. На польских землях в Пруссии высших и средних специальных учебных заведений не существовало.
На первую половину XIX века пришлось творчество поэтов А. Мицкевича, Ю. Словацкого и З. Красиньского. В 1832 году появился публицистический труд А. Мицкевича «Книги польского народа и польского пилигримства». В нём поляки провозглашались избранной нацией, которая должна заплатить за свободу и братство всех народов своими страданиями. Среди видных художников этого периода были М. Баччиарелли, Я. П. Норблин, Ф. Смуглевич, А. Бродовский. Художественные центры польских мастеров существовали в Варшаве, Кракове, Львове и Вильно. На 1830-е — 1840-е годы пришёлся расцвет творчества композитора Ф. Шопена.

#### Вторая половина XIX века

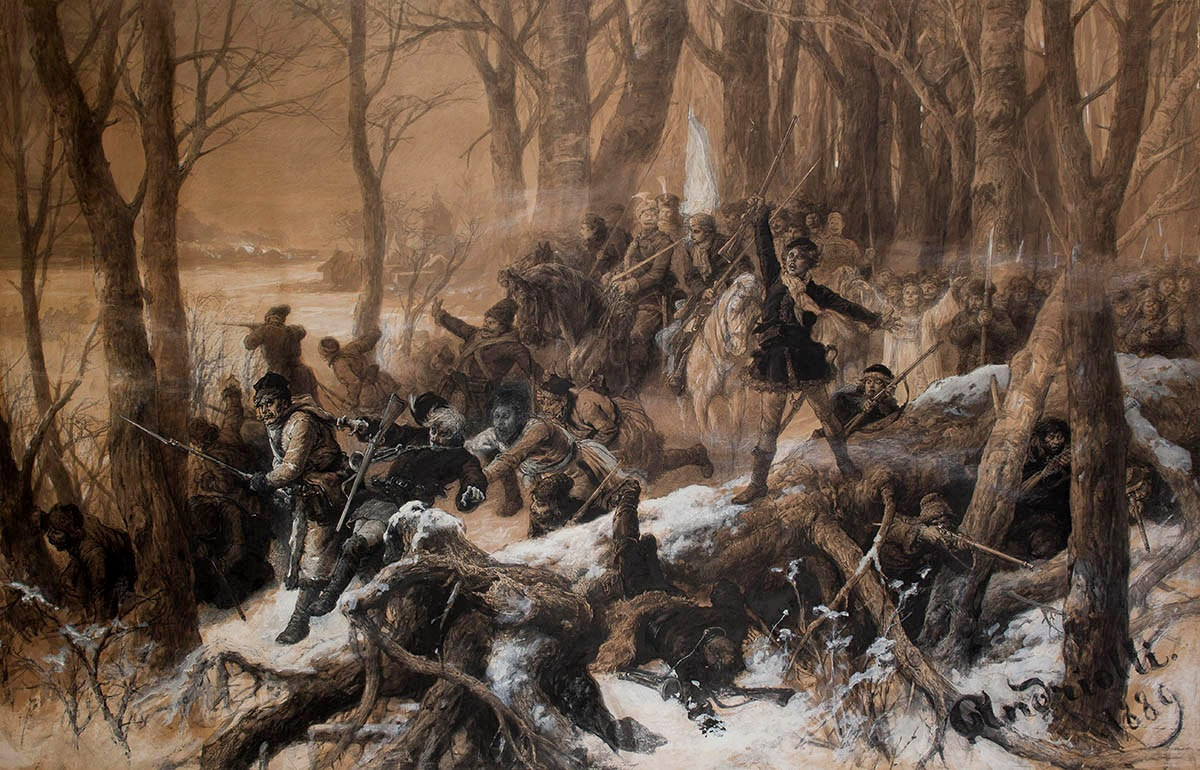
«Атака повстанцев» (1863).
Худ. М. Э. Андриолли

Интеллигенция Царства Польского в середине XIX века в значительной мере была настроена оппозиционно к российским властям. Высшие слои католического духовенства поддерживали имущую шляхту, однако большинство ксендзов не были настроены революционно. 8 апреля 1861 года через два дня после роспуска варшавской Делегации и Земледельческого общества перед варшавским дворцом состоялась манифестация, по которой был открыт огонь, в результате чего несколько сотен человек были убиты и ранены. 14 октября в Царстве было введено военное положение. К концу 1861 года в обществе возникло две основных партии: «белые», выступавшие за автономию Царства и присоединение к нему белорусских, украинских и литовских земель, но занявшие тактику пассивной оппозиции, и «красные», выступавшие за восстановление независимости путём вооружённого восстания. В 1862 году царь пошёл на уступки, по которым Царство Польское фактически получило широкую автономию. Польскому гражданскому управлению во главе с Велёпольским удалось добиться признания равноправия евреев. 22 января 1863 года Центральный национальный комитет объявил России войну. Кроме Царства Польского восстание, в котором приняло участие свыше 200 тысяч человек, охватило также Литву и католические районы Беларуси. Началось восстание, которое при содействии Пруссии было практически подавлено к маю 1864 года. Сотни повстанцев были преданы казни, тысячи — сосланы во внутренние губернии, Сибирь или отправлены на каторгу в Забайкалье.

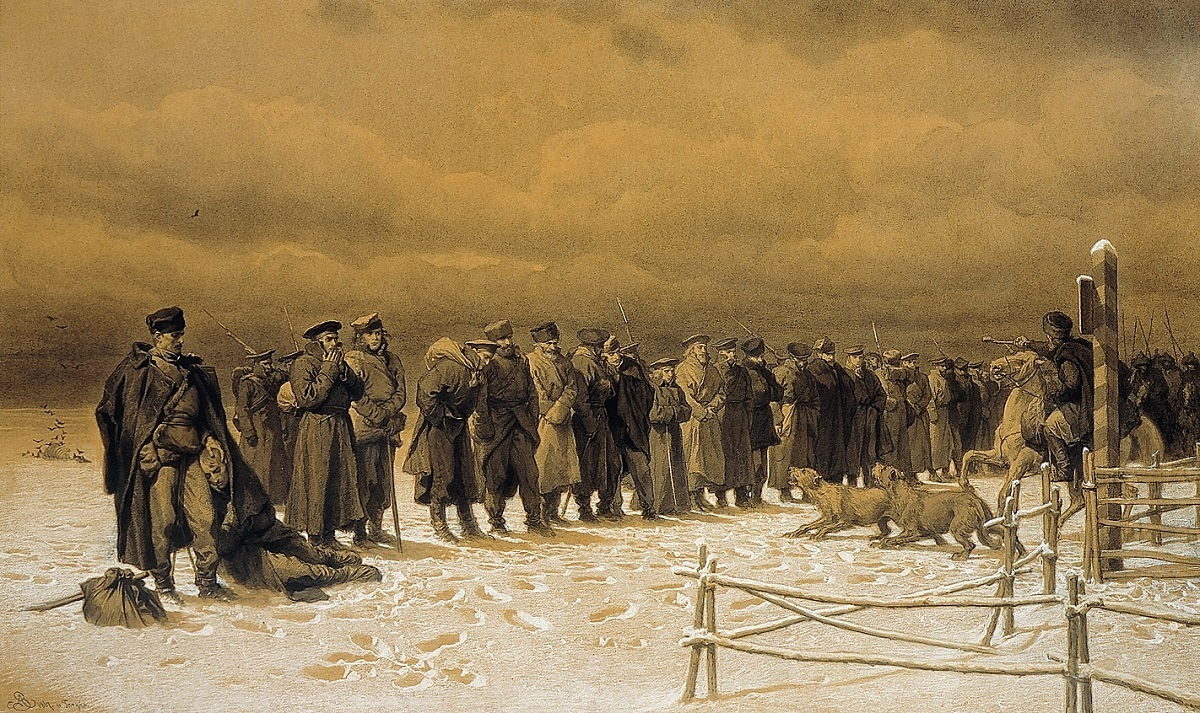
«Поход в Сибирь».
Худ. А. Гротгер (1867)

После подавления восстания были ликвидированы Государственный и Административный советы, должность наместника, а само Царство Польское переименовано в Привислинский край. Развернулась политика русификации в области образования. Униаты насильственно обращались в православие. В Пруссии в начале 1870-х годов преподавание на немецком языке было введено в начальных школах Силезии, а затем Великой Польши и Поморья; польский язык изучался как иностранный. В Германской империи политика германизации в 1880-х годах продолжала усиливаться. Польский язык искоренялся в школах, администрации и суде. Польские географические названия и имена заменялись на немецкие. Поляки вытеснялись из государственных и муниципальных учреждений. В 1886 году для приобретения немцами польских земель была учреждена Колонизационная комиссия, капитал которой в 1913 году составлял 990 млн марок. С 1890-х годов борьбу за онемечивание польских земель вели «Гаката» и Всегерманский союз. В другой ситуации оказались польские земли в Австрии, где Габсбурги нуждались в поддержке, и поэтому в 1860-е — 1870-е годы на основе «милости» монарха Галиции были предоставлены автономные права. Евреи на польских землях оставались в бесправном положении. К середине 1860-х годов евреи составляли около половины всего населения городов Царства Польского. Будучи отделены от польского населения правовыми и культурно-бытовыми перегородками, они объединялись в кагалы. Весомая роль евреев была в сфере кредитных операций, торговли и ремёслах. Среди многонационального пролетариата Верхней Силезии преобладали поляки, а Нижней Силезии — немцы.

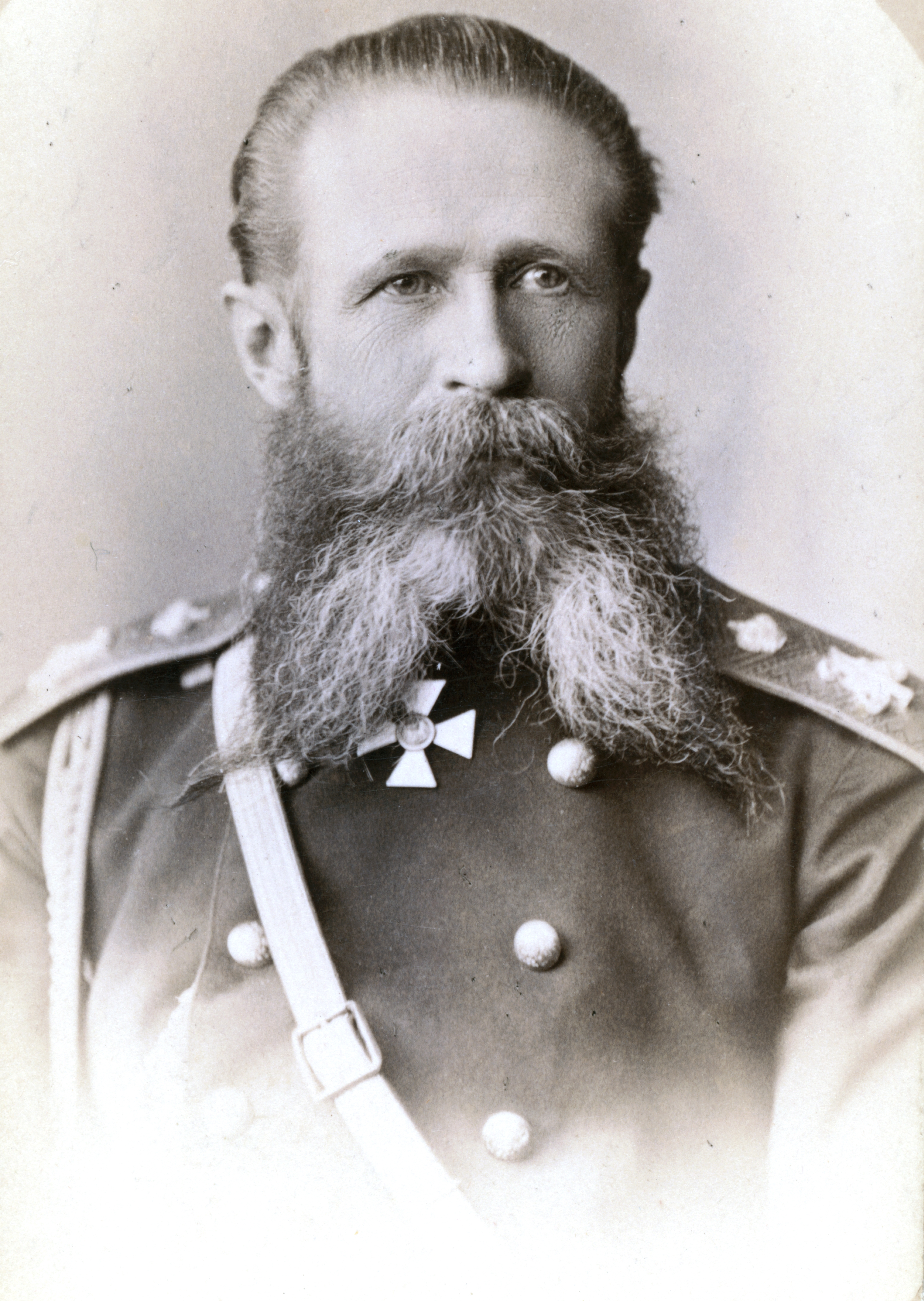
Варшавский генерал-губернатор Гурко (1883—1894)

2 марта 1864 года вышел царский указ о полном наделении крестьян землёй. В течение 40 лет после проведения аграрной реформы 1864 года общая площадь фольварков на польских землях в России сократилась на 14 %, во владении помещиков находилось 61,4 % всей земли. Помещики оставались собственниками пастбищ и лесов, которыми крестьяне пользовались на основании сервитута. В прусской части польских земель в 1880 году проживало около четырёх миллионов поляков, численность населения в российской части польских земель в конце XIX века составляла 9,4 млн человек, в Галиции в 1910 году проживало 8,1 млн человек. Средоточием польской политической эмиграции в первой половине XIX века являлась Франция. В 1860—1870-е годы одни эмигранты вернулись в Галицию, другие переехали в Швейцарию или за океан. Во второй половине XIX века широкий размах получила трудовая эмиграция из всех частей польских земель, особенно из бедной галицийской деревни, в США и Бразилию. В 1900—1914 годах из российской части выехало 1 млн человек, из Галиции в 1890—1910 годах — 800 тысяч. До 1914 года с польских земель свыше двух миллионов человек эмигрировали в США, свыше 100 тысяч — в Бразилию, по несколько десятков тысяч человек — в Аргентину и Канаду. В промышленности Силезии развивалась металлургия, в Гданьском Поморье — судостроение.
В российской части широкое развитие получила лёгкая промышленность, особенно текстильная. В Лодзинском промышленном районе в конце XIX века трудилось 95 тысяч рабочих. Здесь был силён русский, немецкий, французский и бельгийский капитал. Галиция в промышленном отношении оставалась отсталой провинцией Австро-Венгрии. Здесь производилась добыча угля и нефти, развивались химическая, перерабатывающая и пищевая отрасли. В Тешинской Силезии, где преобладал немецкий капитал, развивалась угольная, металлургическая и другие виды промышленности. В 1882 году Л. Варынским была основана первая социалистическая партия «Пролетариат», участники которой вскоре были арестованы. В 1893 году была создана Польская социалистическая партия. В 1897 году членами «Национальной Лиги» в Царстве Польском была основана Национально-демократическая партия. В конце XIX века евреи стали главным объектом нападок со стороны националистов. Многие рабочие и крестьяне относились к еврейским купцам и фабрикантам как к эксплуататорам.

##### Культура

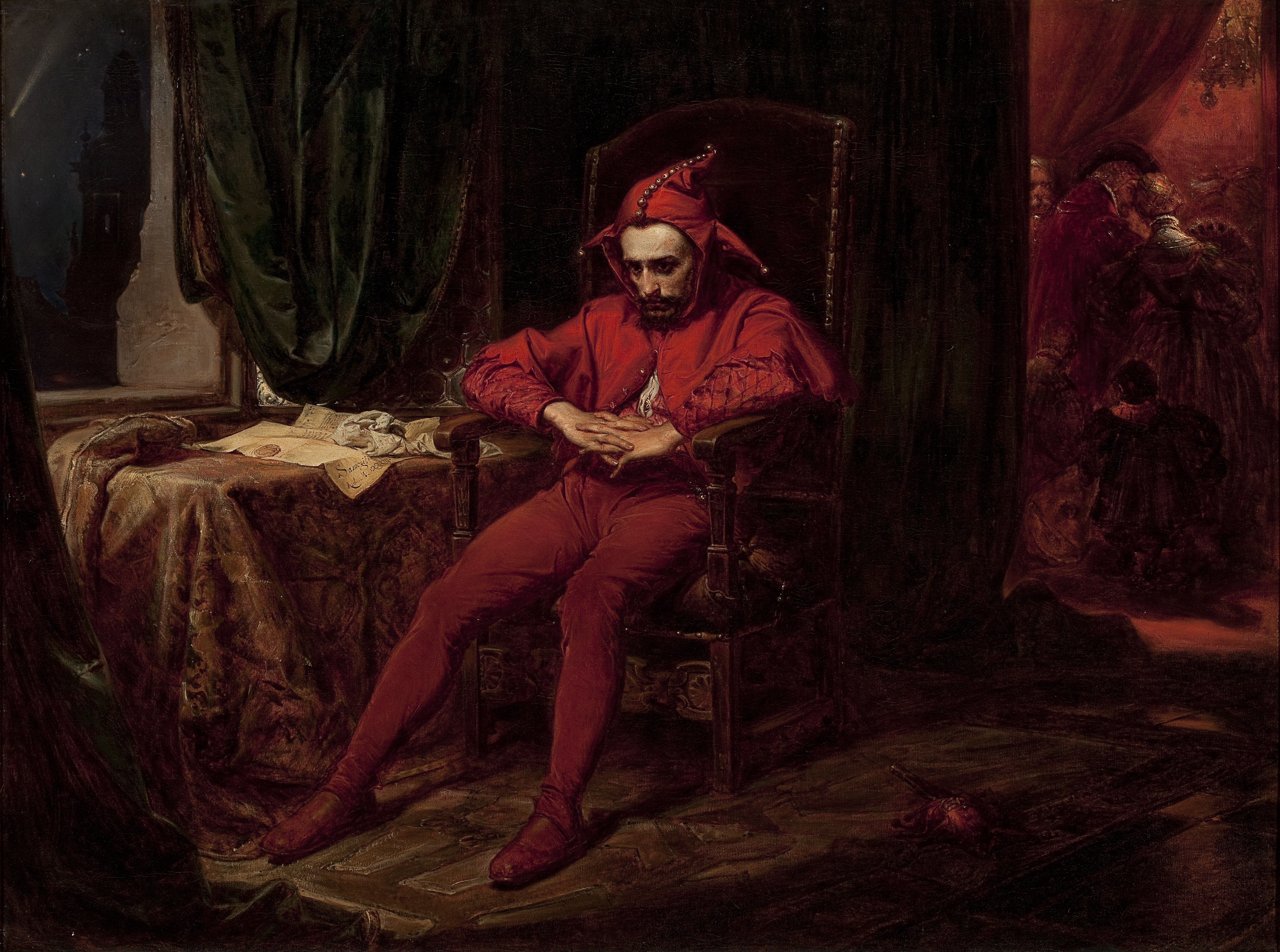
«Станчик». Худ. Матейко (1862)

В Галиции обучалась молодёжь со всех польских земель: здесь существовали университеты во Львове и Кракове, Сельскохозяйственная академия в Дублянах, Львовский политехник, Академия изящных искусств и Торговая академия в Кракове. Многие польские учёные по политическим мотивам эмигрировали на Запад. Так, М. Склодовская-Кюри в эмиграции открыла полоний и радий. Центрами польской научной мысли в этот период были Академия знаний в Кракове, Фонд имени Мяновского в Варшаве, Общество верхнесилезских поляков во Вроцлаве, Общество друзей науки в Познани.
Большу роль в формировании национального самосознания поляков сыграли произведения Г. Сенкевича на историческую тему — роман «Крестоносцы» и трилогия («Огнём и мечом», «Потоп», «Пан Володыёвский»). Художественный анализ истории Польши в начале XX века раскрылся в творчестве писателей К. Тетмайера и С. Жеромского. В изобразительном искусстве теме национально-освободительной борьбы было посвящено творчество М. Герымского, А. Гроттгера, Я. Мальчевского. На историческую тему создавал свои картины Я. Матейко. За границей работал польский художник Г. Семирадский. Мастером жанровой и пейзажной живописи был Ю. Хелмоньский.

### Начало XX века
В январе 1905 года в Царстве Польском проходила всеобщая забастовка. Рабочие Лодзи подняли вооружённое восстание, которое закончилось гибелью от 150 до 200 человек. После объявления манифеста 17 октября 1905 года в Варшаве, Люблине и Лодзи прошли демонстрации. 10 ноября в Царстве Польском было введено военное положение. Революционная активность сохранялась до конца 1905 года. В 1905—1906 годах в Царстве Польском было убито 790 представителей власти. Ведущую роль среди депутатов группы Польское коло в Государственной думе всех созывов играли члены Польской национально-демократической партии.

#### Первая мировая война

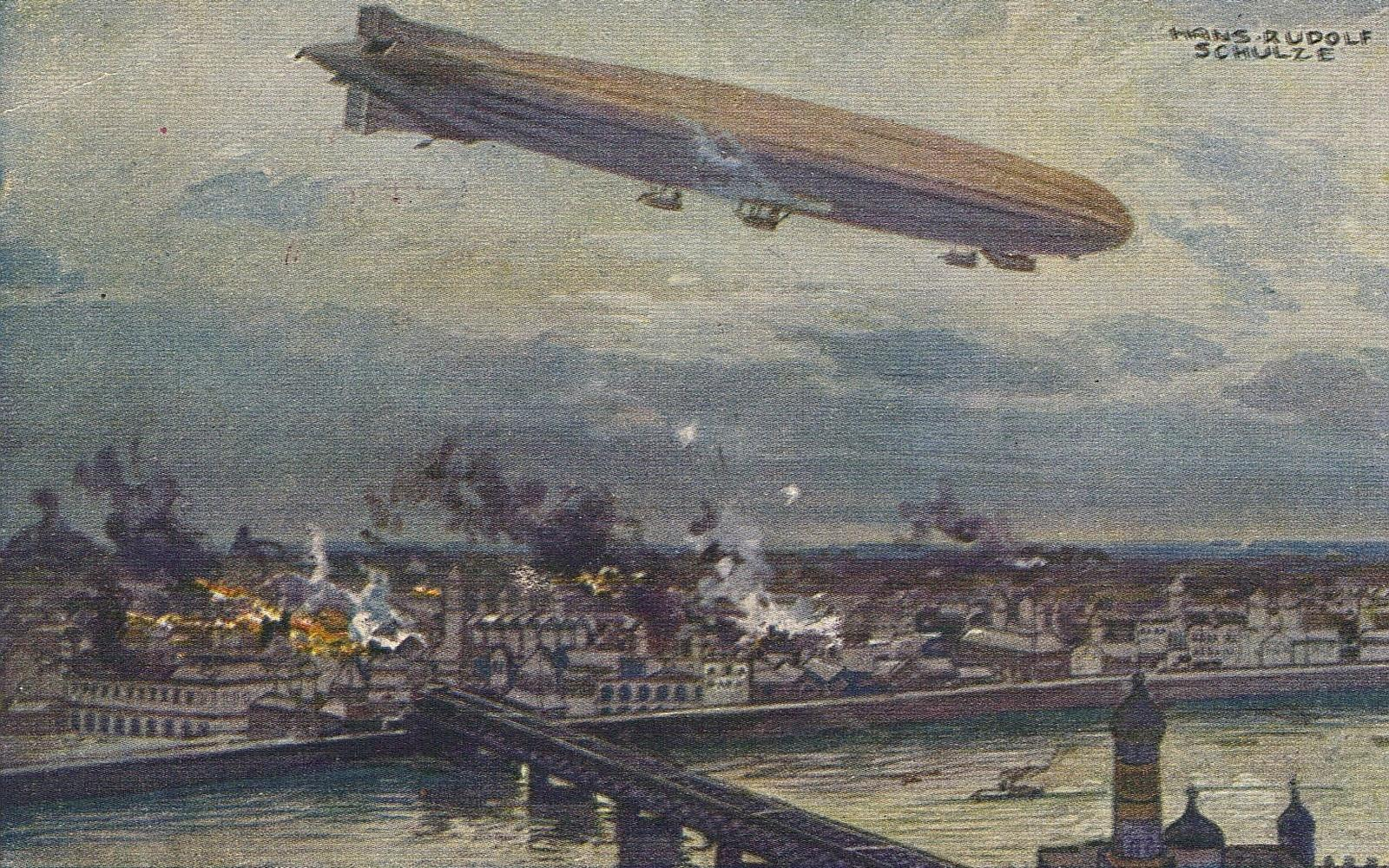
Бомбардировка Варшавы немецким дирижаблем (1914)

Основная статья: Польша в Первой мировой войне
В армии, воюющие в Первой мировой войне, с польских земель было мобилизовано до двух миллионов человек. Наиболее активная фаза боёв на польских землях пришлась на август—ноябрь 1914 года. В августе 1914 года русский главнокомандующий великий князь Николай Николаевич выступил с обращением к полякам, в котором утверждалось, что польские земли нуждаются в объединении под властью царя и о предоставлении им самоуправления. В 1914 году русская армия заняла Галицию, а в 1915 году отступила к востоку на линию Луцк—Дубно—Каменец-Подольский—Черновцы. После поражения северного крыла русской армии к осени 1915 года всё Царство Польское было оккупировано войсками Германии. После Брусиловского прорыва и наступления в 1916 году к югу от Луцка русские заняли Галич, Делятин и Станиславов. За время войны в польских землях было разрушено около 18 % строений, 63 % железнодорожных вокзалов, 41 % мостов длиной более 20 метров; при этом около двух миллионов человек, а также скот, предприятия, архивы, культурные ценности, были эвакуированы с территории Царства во внутренние области России. На оккупированных территориях немцами был установлен режим военной диктатуры. Польские рабочие насильственно отправлялись в Германию.

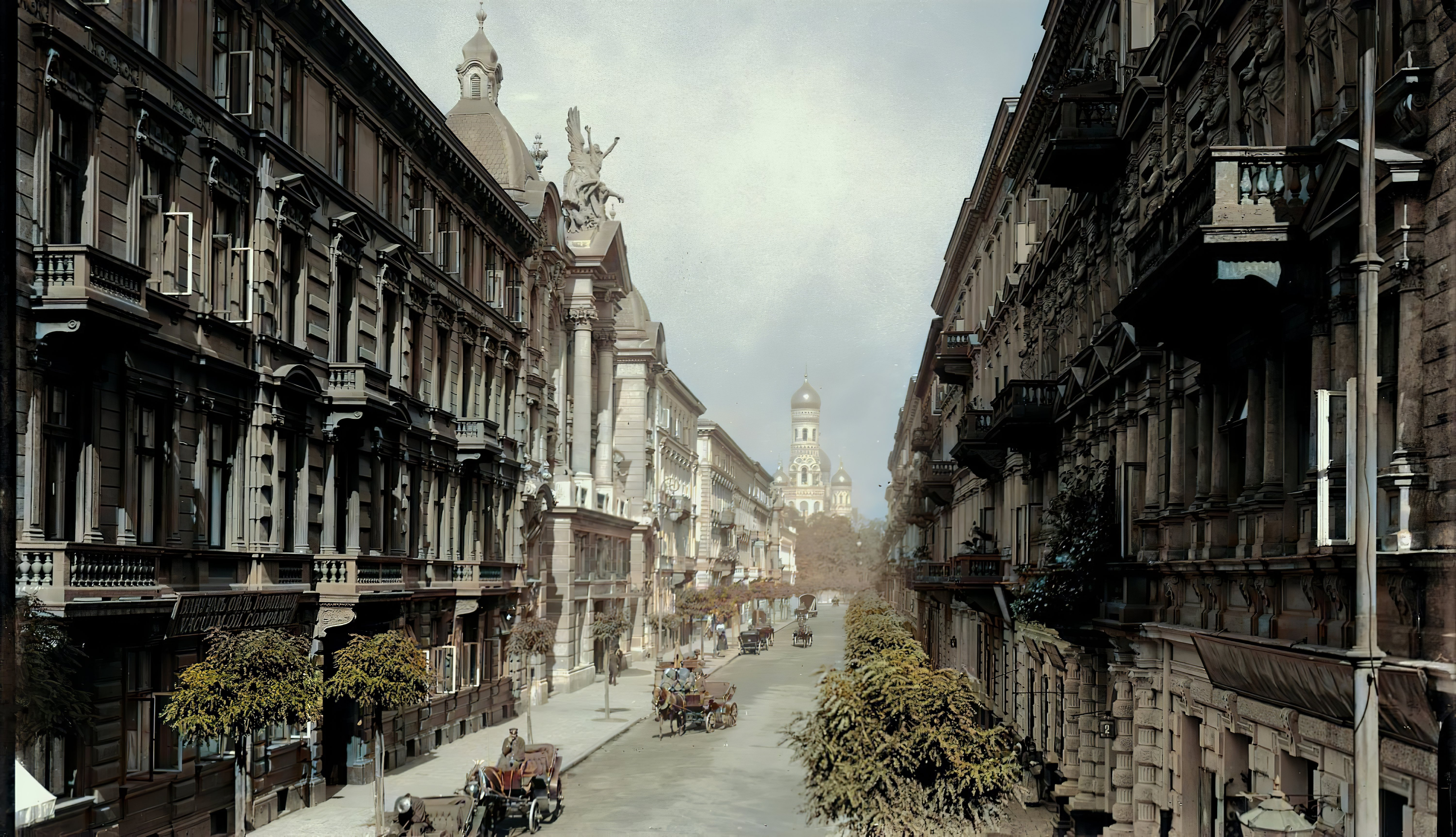
Мазовецкая улица с видом на Александро-Невский собор

В ноябре 1916 года власти Германии и Австро-Венгрии провозгласили образование монархического государства «из оторванных от русского господства польских областей». В приказе царя по армии и флоту от 25 декабря 1916 года одной из целей войны было названо присоединение к России на правах широкой автономии польских земель, находившихся под властью Германии и Австро-Венгрии. 29 марта 1917 года российское Временное правительство выступило с обращением «Народу польскому», в котором признавало право поляков на независимость при условии проведения восточной границы по этнографическому принципу и заключения с Россией «свободного военного союза». Для подготовки почвы по созданию независимой Польши в августе 1917 года в Лозанне был создан Польский национальный комитет, штаб-квартира которого вскоре переехала в Париж. Возглавил ПНК Р. Дмовский. 6 октября 1918 года Совет Регентства Польши провозгласил независимое польское государство. Согласно мирным переговорам в Брест-Литовске советское руководство обязывалось аннулировать все соглашения конца XVIII века о разделах Речи Посполитой. 13 ноября 1918 года советская власть денонсировала Брестский договор.

## Новейшее время

### Межвоенный период

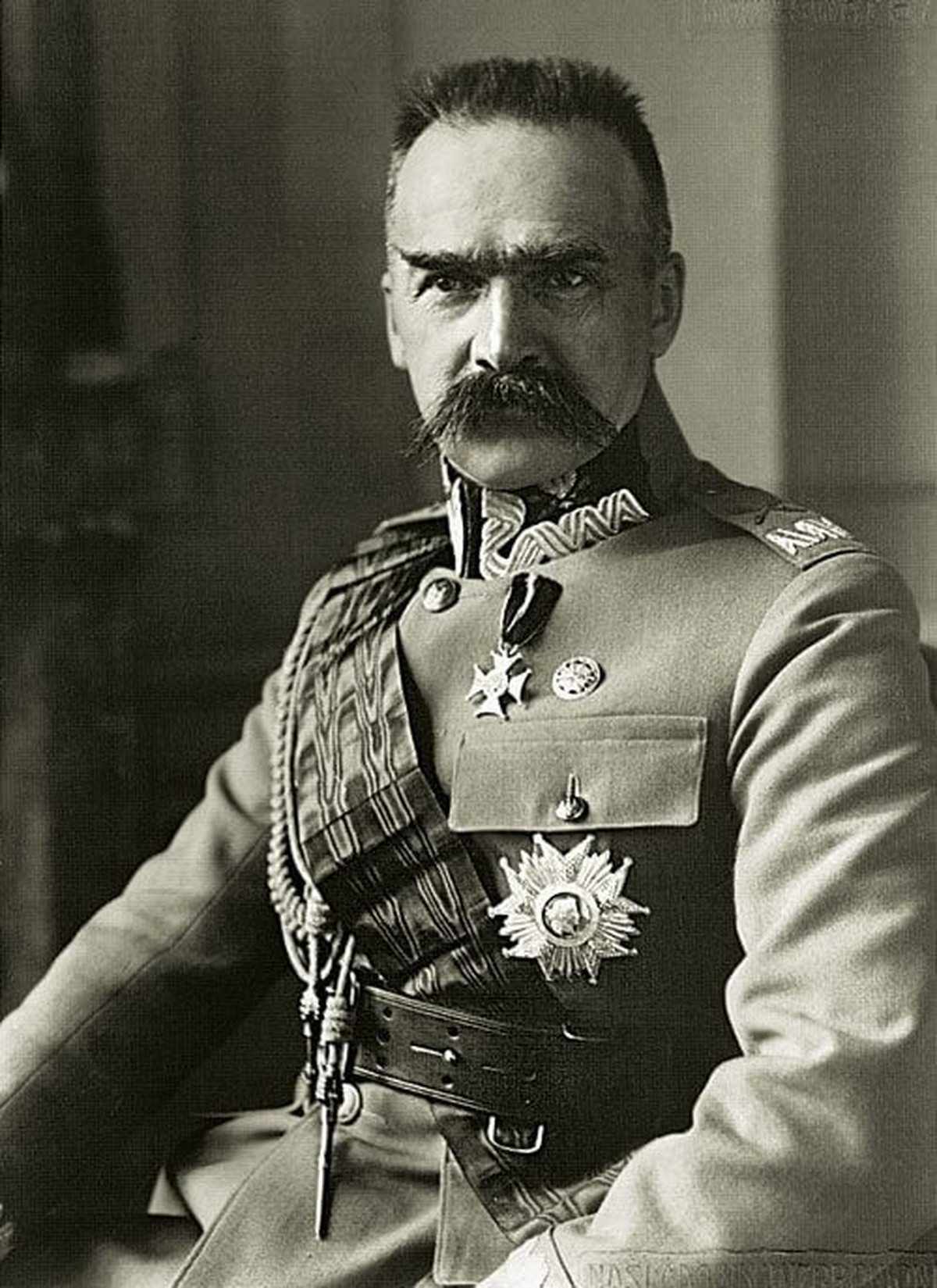
Ю. Пилсудский

11 ноября 1918 года в Германии произошло свержение монархии и власть в Польше перешла к Ю. Пилсудскому. Пилсудский обратился к Антанте с просьбой направить в Польшу войска «для защиты страны от большевизма». 16 ноября между польским правительством и германским командованием было достигнуто соглашение об эвакуации войск Германии с территории Польши, западная граница которой соответствовала довоенной границе между Россией и Германией. 13 ноября 1918 года была провозглашена Западно-Украинская народная республика, против которой Польша начала войну, закончившуюся в июле 1919 года оккупацией польской армией Западной Украины. 15 декабря 1918 года Польша разорвала дипломатические отношения с Германией. 27 декабря 1918 года в германской провинции Позен (польское название — Великая Польша) вспыхнуло Великопольское восстание, которое было направлено против немецкой власти. В результате выборов в польский сейм в январе 1919 года относительное большинство мест досталось Народно-национальному союзу.
Воссоздание польского государства было оформлено Парижской мирной конференцией 1919 года. На ней было принято решение об образовании Вольного города Данцига. По Версальскому договору (1919) Польша получила Познань, ряд районов Померании и Пруссии: эти территории образовали «Польский коридор». По отношению к советской России Польша заняла враждебную позицию. Среди прочих западных государств, агрессивной политике Польши содействовала и Германия. В марте 1919 года польские войска заняли Слоним, Пинск, Лиду и Вильнюс. 22 апреля Ю. Пилсудский призвал народы, жившие на территории бывшего Великого княжества Литовского, объединиться с Польшей. В апреле Польша перебросила 70-тысячные силы на западноукраинский фронт. 24 апреля 1920 года Польша подписала договор с украинской Директорией под руководством С. В. Петлюры, которая соглашалась на присоединение к Польше части Полесья, западной части Волыни и Восточной Галиции. Позднее Польша заключила договор с белорусской Наивысшей радой, согласно которому Беларусь должна была войти в состав Польши в границах 1772 года. 25 апреля 1920 года с наступления польской армии на Киев началась необъявленная советско-польская война. Она велась в основном на землях, которые не были ни русскими, ни польскими. 26 мая советские войска перешли в контрнаступление, и в середине августа вышли к Львову и Варшаве. В битве под Варшавой в августе 1920 года Красная Армия потерпела поражение, в результате чего советское правительство вынуждено было пойти на территориальные уступки. Всего за войну в польский плен попали до 200 тысяч красноармейцев, из которых по различным оценкам до 80 тысяч человек были намеренно уничтожены, погибли от голода, издевательств охраны и болезней. По Рижскому договору (1921) Западная Беларусь и Западная Украина оставались в составе Польши. Вильнюс был присоединён к Польше после войны, начатой поляками против Литвы в 1920 году. На конференции послов 28 июля 1920 Тешинская область была разделена между Польшей и Чехословакией.

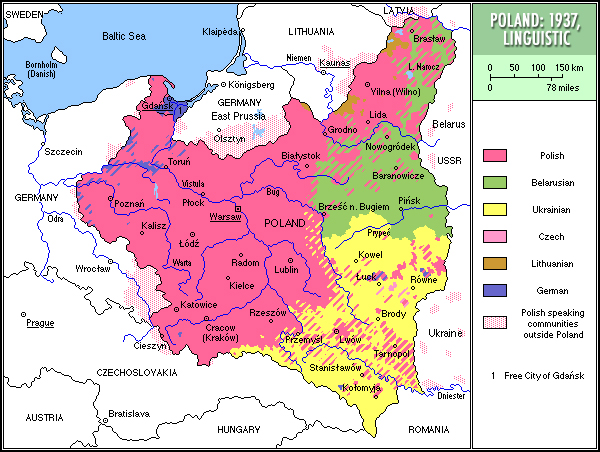
Этническая карта Польши (1937):
поляки
украинцы
белорусы

17 марта 1921 года сейм принял конституцию Польской Республики, по которой президент страны избирался двухпалатным парламентом. В Силезии в 1919, 1920 и 1921 годах произошли национально-освободительные восстания. 20 марта 1921 года в Верхней Силезии проводился плебисцит, на котором большинство голосовавших высказались за сохранение области в составе Германии. По решению Совета Лиги Наций 12 октября 1921 года часть Верхней Силезии была передана Польше. В образованном Силезском воеводстве было учреждено самоуправление. Из-за претензий Польши на всю Тешинскую Силезию отношения с Чехословакией и в дальнейшем оставались напряжёнными.
Политика правительства В. Витоса в ноябре 1923 года привела к всеобщей забастовке железнодорожников, сопровождавшейся в Кракове вооружёнными столкновениями с войсками.
12 мая 1926 года в результате военного переворота в стране установился «санационный» режим во главе с Ю. Пилсудским, который до самой смерти (1935) контролировал всю власть в Польше. Деятельность коммунистической партии была запрещена, в 1934 был создан концентрационный лагерь в Берёзе Картузской. Новая конституция 1935 года предусматривала широкие полномочия для президента. В 1932 году Польша заключила с СССР договор о ненападении, позднее продлённый до 1945 года. В 1933 году польское правительство поручило послу Польши в Германии сообщить Гитлеру, что с приходом последнего к власти произошло улучшение польско-германских отношений. 26 января 1934 года Польша и Германия подписали пакт о ненападении сроком на 10 лет.
После заявления Германией претензий на территории Чехословакии Польша отказала в возможности переброски войск и авиации Советского Союза через её пространство для оказания советской помощи Чехословакии. После решения Мюнхенского соглашения 30 сентября 1938 года о передаче Судетской области Германии, правительство Польши под угрозой применения военной силы поставило перед Чехословакией ультиматум с требованием передать ей Тешинскую Силезию. После чего 1 октября 1938 года был произведён захват у Чехословакии Тешинской Силезии, которую населяло 227 тысяч человек (из них не более 80 000 поляков), предварительно организовав там диверсии и беспорядки для видимости «борьбе за воссоединения с родиной». В апреле 1939 года при разделе Чехословакии Польша при поддержке Германии, Венгрии, Британской империи захватила перевалы в Закарпатской Руси. 24 октября Германия запросила у Польши согласие на присоединение к Германии Вольного города Данцига. В мае 1939 года Польша заручилась поддержкой Франции и Англии на случай нападения на неё Германии. Отношение правящих кругов Польши к СССР оставалось враждебным. Летом 1939 года Польша помешала Великобритании, Франции и СССР создать альянс. Поляки отказывались пропускать Красную Армию через свою территорию, несмотря на давление со стороны Франции. 23 августа 1939 года между СССР и Германией был подписан договор о ненападении, в секретном приложении к которому стороны приняли решение о совместном разделе территории Польши. В ночь на 31 августа 1939 года Германия предъявила ультиматум, потребовав от поляков передать Гданьск и согласиться на строительство немецкой автомобильной и железной дороги через Польшу.

### Вторая мировая война

Сентябрьская кампания 1939 года

1 сентября 1939 года нацистская Германия напала на Польшу. В 4 часа 45 минут немецкий корабль «Шлезвиг-Гольштейн» в Данцигской бухте открыл огонь по польским позициям на полуострове Вестерплятте. В это же время немецкая армия начала наступление на Польшу вдоль всей границы от Балтики до Карпат. Поляки отказались от капитуляции. 3 сентября Англия и Франция объявили Германии войну. На вооружении брошенных на Польшу немецких войск численностью 1,8 млн человек находилось 2,5 тысячи танков и две тысячи самолётов. Польские войска численностью 1 млн человек располагали 700 танками и 400 самолётами. Немцы в течение первых шести дней захватили «польский коридор», Поморье и Силезию. К 15 сентября немецкие войска вышли к Бресту и Львову.17 сентября польское правительство бежало в Румынию. Ночью 17 сентября вызванный в советский НКИД польский посол в Москве получил ноту, в котором говорилось, что СССР не может безразлично относиться к тому, что «единокровные украинцы и белорусы… брошенные на произвол судьбы, останутся беззащитными». После этого советские войска, в нарушение международных обязательств, вторглись на территорию Польши. Продвигаясь к демаркационной линии с Германией (по рекам Писса—Нарев—Буг—Висла—Сан) Красная Армия в ряде мест вступала в бои с польскими частями. 29 сентября капитулировала Варшава, которая подверглась бомбардировкам авиации и артиллерии. 5 октября под Коцком немцы подавили последний очаг польского сопротивления. В результате сопротивления, оказанного польской армией, поляки потеряли около 70 тысяч, а немцы — 16 тысяч погибших. 28 сентября в Бресте прошёл совместный парад немецких и советский войск. В тот же день был подписан советско-германский договор «О дружбе и границе».

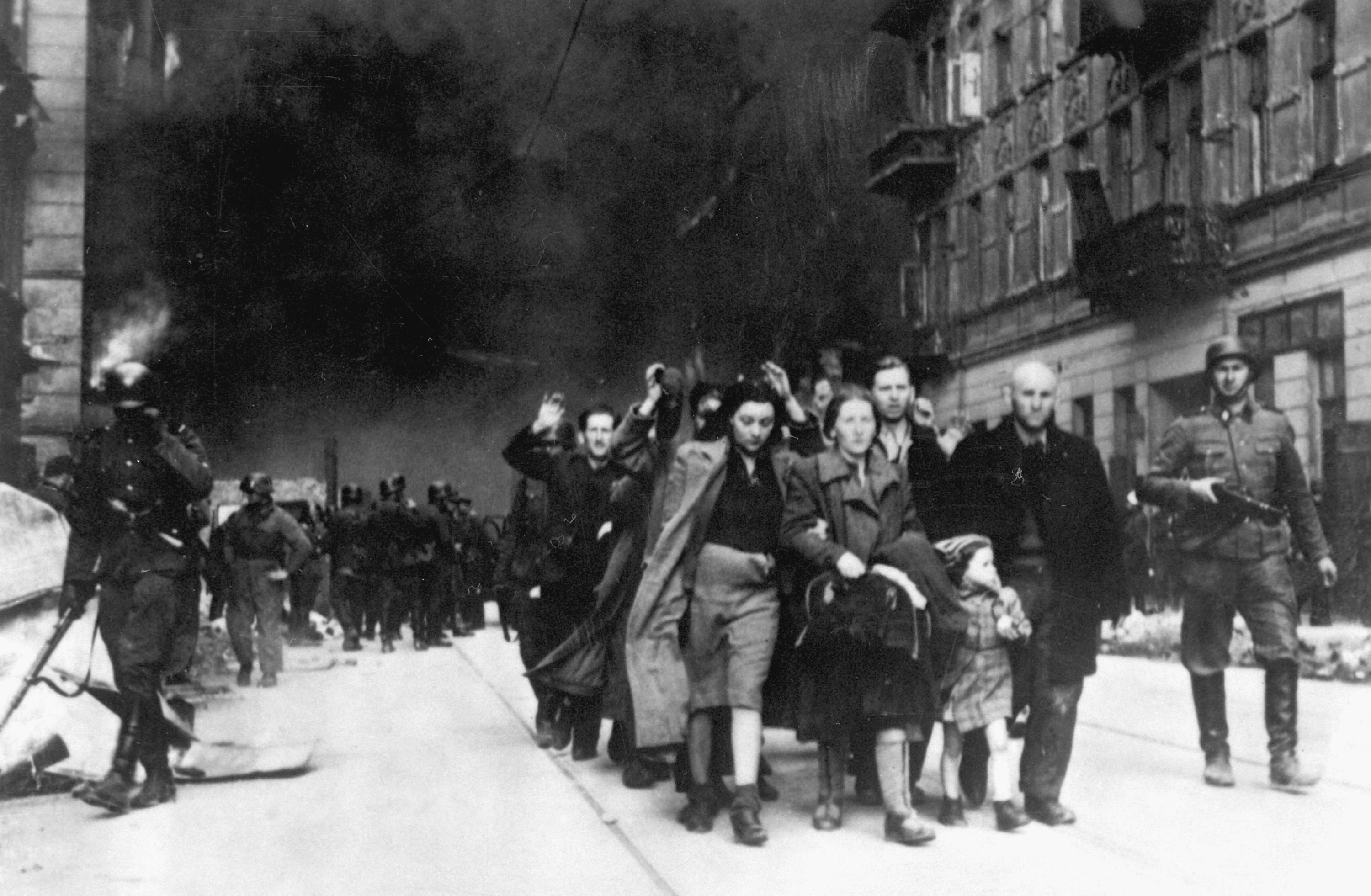
Депортация евреев во время восстания в Варшавском гетто (1943)

Согласно декретам Гитлера от 8 и 12 октября Западное Поморье, часть Верхней Силезии, Великая Польша и Сувалкское воеводство (общей площадью 91 774 км²) были присоединены к Германии, остальные земли вошли в «Генерал-губернаторство для оккупированных польских провинций» (площадью 94 тысячи км²). Генеральный план «Ост» (текст не сохранился) предполагал полную германизацию поляков. До конца 1944 года в немецкую армию было призвано около 450 тысяч граждан довоенной Польши , ситуации, когда кто-то бежал от мобилизации, случались крайне редко. В общем можно считать, через немецкую армию во время войны прошло около полумиллиона поляков из Верхней Силезии и Поморья, в вермахте (по неполным данным, только советскими войсками было взято в плен 60272 военнослужащих вермахта — поляков по национальности, среди военнослужащих вермахта, которых британские войска взяли в плен в северо-западной Европе, 68 693 являлись поляками). Государственное и частное имущество поляков и евреев подлежало конфискации. С присоединённых земель поляки выселялись в Генерал-губернаторство или отправлялись на принудительные работы в Германию. Славяне как «неполноценная раса» подлежали «вытеснению» из Европы до Волги и Урала. Варшаву по «плану Пабста» предполагалось уничтожить. Для уничтожения поляков и евреев были открыты концлагеря. С 1939 года в генерал-губернаторстве началось создание еврейских гетто, крупнейшие из которых были образованы в Варшаве, Кракове, Лодзи, Белостоке. Миллионы евреев были уничтожены в концлагерях Освенцима, Треблинки, Штутгофа, Белжеца, Собибура и других (всего действовало 18 концлагерей). Жители Польши массово угонялись на принудительные работы в Германию. Деятельность всех учреждений культуры и науки была запрещены. Польские названия населённых пунктов заменялись на немецкие. Польское правительство в эмиграции в 1939 году получило официальное признание со стороны Франции, Великобритании и США. 17 и 27 октября до сведения СССР было доведено, что Великобритания хочет видеть этнографическую Польшу скромных размеров и британское правительство не ставит вопрос о возврате Польше Западной Украины и Западной Белоруссии. Развернувшееся в польских землях движение Сопротивления действовало посредством осуществления саботажей, диверсий, замедления темпов работы. С весны 1940 года началось массовое истребление интеллигенции. 1 марта 1940 года премьер-министр генерал Сикорский  объявил, что Польша находится в состоянии войны с СССР. . С 1940 по 1941 год из западных областей УССР, БССР и других районов СССР, по эшелонным данным, было депортировано в глубь СССР 309—321 тысяча польских граждан. 30 июля 1941 года польское эмигрантское правительство заключило соглашение с СССР, по которому стороны должны были оказывать друг другу помощь и поддержку в войне против Германии.

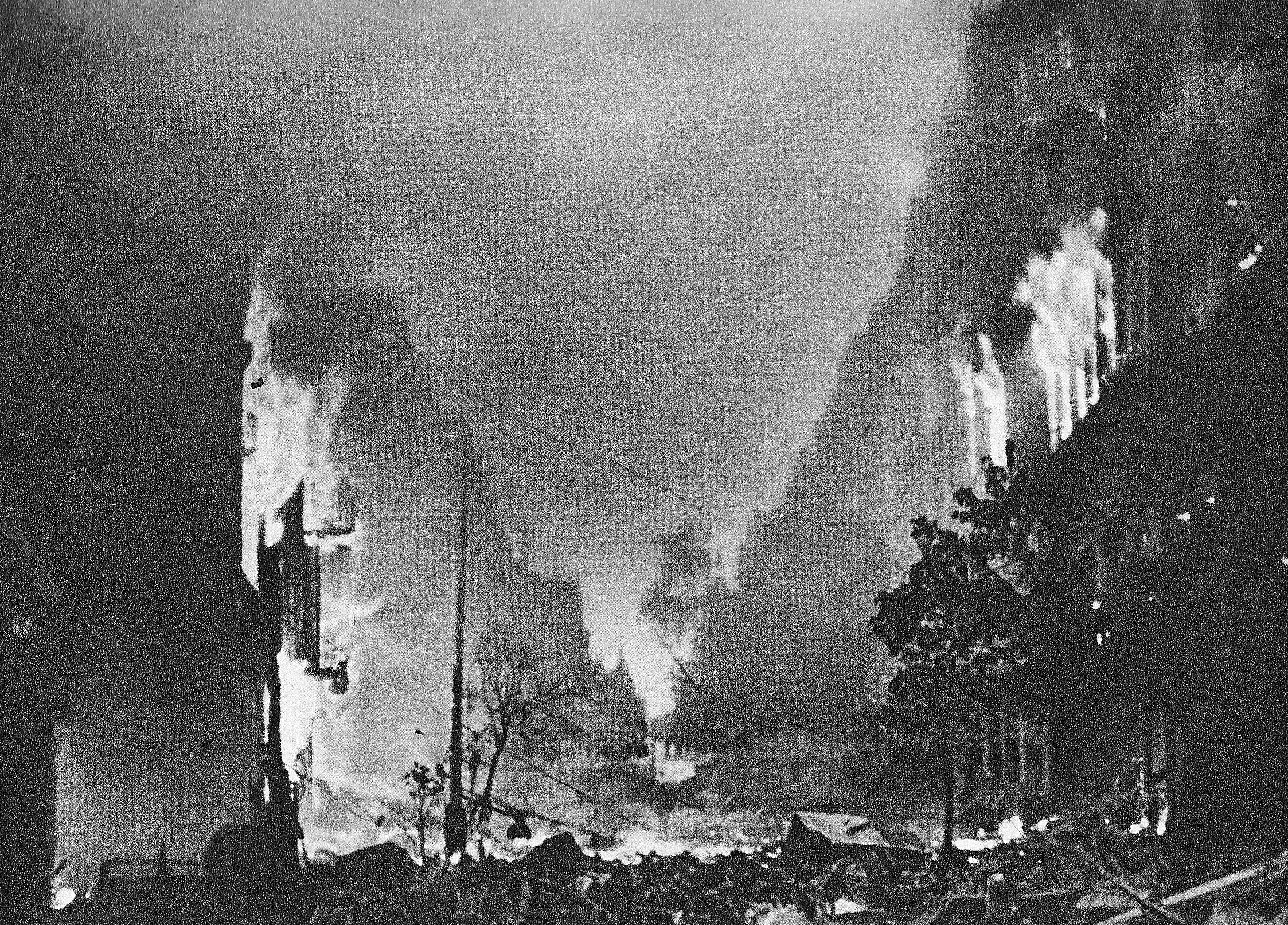
Дома, объятые огнём, во время Варшавского восстания (1944)

Главной военной организацией сопротивления был Союз вооружённой борьбы (с 1942 года — Армия Крайова, созданная эмигрантским правительством). Кроме него действовали Национальная военная организация, людовские Крестьянские батальоны, Национальные вооружённые силы, сформированная коммунистами в 1942 году Гвардия Людова (с 1 января 1944 года — Армия людова). В различных гетто возникло еврейское движение Сопротивления, которое было связано с польскими военными организациями. 19 апреля 1943 года началось восстание в Варшавском гетто, длившееся несколько недель.
25 апреля 1943 года СССР прервал отношения с польским правительством. На конференции в Тегеране союзники по антигитлеровской коалиции договорились установить западную границу СССР по линии Керзона, установленной после Первой мировой войны и нарушенной Польшей по итогам нападения на Советскую Россию. 20 июля 1944 года советская армия вступила в пределы Польши. Ошибочность геополитической концепции лондонского правительства Польши, построенной на антисоветизме, породила убеждённость в возможности если не военного, то геополитического поражения СССР во Второй мировой войне.. 24 июля 1944 года Польское правительство в изгнании направило Великобритании протест против нарушения польского суверенитета «под советской оккупацией». В августе 1944 года Армия Крайова, руководимая лондонским правительством Польши в изгнании, до прибытия наступающих частей Красной Армии организовала Варшавское восстание с целью освободить Польшу собственными силами и не допустить насаждения советской властью Польского комитета национального освобождения, которое длилось 63 дня и закончилось поражением повстанцев.
В ходе Висло-Одерской операции частями 1-го Украинского фронта 17 января 1945 года была освобождена Варшава. К весне польские земли до Одры и Нысы-Лужицкой на западе были освобождены. Красная Армия во время освобождения Польши потеряла свыше двух миллионов человек. В составе 1-го Украинского и 1-го Белорусского фронтов принимали участие польские вооружённые силы. Польские войска общей численностью 200 тысяч человек участвовали в сражениях с немцами и итальянцами в Африке и Западной Европе. По численности войск антифашистской коалиции поляки уступали только СССР, США и Великобритании. На различных фронтах погибли около 300 тысяч польских военнослужащих. За годы немецкой оккупации было уничтожено около 6 млн польских граждан. Страна потеряла около 2 млн человек, не являвшихся военнослужащими, включая 45 % врачей, 57 % юристов, 40 % профессорско-преподавательского состава вузов, 30 % инженеров, 18 % священников, почти всех журналистов. 1,7 млн польских евреев погибли в гетто, «трудовых» и концентрационных лагерях. Всего через тюрьмы и лагеря прошли пять миллионов граждан Польши, из которых выжили около 900 тысяч человек.

#### Послевоенные границы и обмен населением

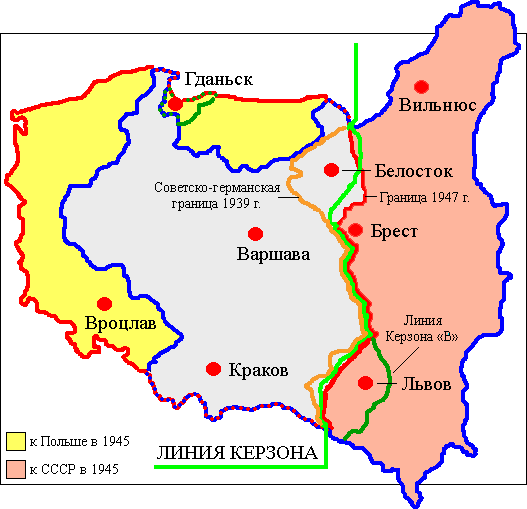
Изменение границ Польши после Второй мировой войны

На Потсдамской конференции было достигнуто соглашение о передаче под управление Польши территории Германии к востоку от рек Одер и Нейсе, а также южной части Восточной Пруссии. После окончания войны из Польши в Германию было депортировано 3,5 млн немцев. Соглашение, подписанное между СССР и Польшей 16 августа 1945 года, окончательно установила советско-польскую границу по «линии Керзона» с отступлением от неё в пользу Польши на 17—30 км. Площадь Польши уменьшилась по сравнению с довоенными границами на 77,2 тысячи км². Поляки и евреи, имевшие польское гражданство до 1939 года, репатриировались из СССР. Белорусы, украинцы и литовцы переселялись из восточных районов Польши в СССР.
Польша согласилась на восстановление границы с Чехословакией в Тешинской Силезии, какой она была до октября 1938 года. В 1958 году этот участок границы был окончательно закреплён договором. 6 июля 1945 года между Временным правительством национального единства и правительством СССР было заключено соглашение об обмене населением между Польшей и СССР: поляки и лица еврейской национальности, бывшие гражданами довоенной Польши и проживающие в СССР получили право на выезд в Польшу, а лица русской, украинской, белорусской, русинской и литовской национальностей, проживающие на территории Польши, должны были переселиться в СССР. По состоянию на 31 октября 1946 года из Польши в СССР переселилось около 518 тысяч человек, а из СССР в Польшу — около 1,09 млн человек (по другим данным, 1526 тысяч человек). В результате осуществления переселенческой политики по решению национального вопроса в 1944—1947 годах Польша превратилась практически в моноэтническое государство. В 1947—1949 годах в рамках операции «Висла» проводилось принудительное переселение украинцев в северные и западные районы Польши. В 1951 году состоялся обмен небольших пограничных участков территорий между СССР (район Дрогобычской области УССР) и Польшей (район Люблинского воеводства).

### Эпоха социализма

Манифест ПКНО

21 июля 1944 года в Москве завершились переговоры о создании временного органа власти Польши, получившего название Польского комитета национального освобождения (ПКНО). 22 июля 1944 года в освобождённом советской армией Хелме был издан Манифест ПКНО, который объявлял эмигрантское правительство нелегальным. При этом «единственным легальным источником» власти признавалась Крайова Рада Народова. Манифест ознаменовал вступление Польши на путь социализма. 22 июля стал днём образования народной Польши (Польской Народной Республики) и национальным праздником — Днём возрождения Польши. 26 июля 1944 года в Москве было подписано соглашение с ПКНО о советско-польской границе на основе «линии Керзона» с передачей Польше части Беловежской пущи и Белостока. ПКНО были подчинены Войско Польское, органы безопасности RBP, гражданская милиция. 31 декабря 1944 года был принят декрет о преобразовании ПКНО во Временное правительство. В тот же день Крайова Рада Народова провозгласила ПКНО Временным правительством Польской республики, на этом же заседании пост председателя КРН был преобразован в пост президента республики.
19 января 1945 года была распущена Армия Крайова. На Ялтинской конференции в феврале 1945 года было принято решение об образовании нового правительства Польши. Недоговороспособность польского эмиграционного правительства, так надоела Рузвельту, что на Ялтинской конференции Президент США Франклин Рузвельт предоставил СССР полное право на подавление всякого вооружённого сопротивления в тылах Красной Армии. 6 июля 1945 года США и Великобритания официально отказались от признания польского правительства в изгнании, на Потсдамской конференции в августе 1945 года участниками было заявлено, что его «больше не существует» . Это означало политическое банкротство польского эмигрантского правительства и его подпольных структур в Польше. Весной 1945 года наибольшего размаха достигла деятельность подпольных вооружённых организаций («Делегатура вооружённых сил», «Гражданская Армия крайова» и другие), направленная против установленной власти: в мае в них участвовало около 32—33 тысяч человек, в основном в восточных воеводствах. Кроме того, в восточных воеводствах были активны отряды Украинской повстанческой армии, которая противодействовала взаимной репатриации населения по соглашению между ПКНО и УССР от 9 сентября 1944 года. В результате амнистии 2 августа 1945 года вышли из подполья и сложили оружие около 42 тысяч участников подпольной борьбы. В сентябре возникла новая подпольная организация «Свобода и независимость», действовавшая наряду с другими вооружёнными формированиями. На Потсдамской конференции (1945) польскому правительству в эмиграции было отказано в признании всеми странами антигитлеровской коалиции.
3 января 1946 года был принят законопроект о национализации предприятий. 4 июля 1946 года произошёл Келецкий погром, в котором погибло около 40 польских евреев.
19 января 1947 года состоялись выборы в сейм, на которых 80,1 % голосов (по официальным данным, так как были массовые фальсификации) было отдано за «демократический» блок, 10,3 % — за ПСЛ, 4,7 — за СП, 3,5 % — за ПСЛ-«Нове вызвлене». На пост президента страны был избран Б. Берут, главой правительства — Генеральный секретарь ЦИК ППС Ю. Циранкевич. В апреле—июне 1947 года в юго-восточных районах была проведена операция «Висла», в результате которой были уничтожены основные силы УПА. 9 июля 1947 года правительство Польши отказалось от участия в конференции по вопросу о «плане Маршалла» для европейских государств. В октябре 1947 года из Польши бежал один из лидеров оппозиции С. Миколайчик. В 1949 году правительство взяло курс на ускоренное развитие промышленности. Появились новые отрасли промышленности: тракторостроение, судостроение и другие. На исходе аграрной реформы в 1949 году 6070 тысяч га земли перешли в собственность крестьян. К апрелю 1949 года были окончательно объединены организации ППС и ППР в организационно единую партию — ПОРП. В 1950 году сложилась трёхпартийная система, в которой кроме ПОРП действовали также Объединённая крестьянская партия и СД, не игравшие значительной роли. Насаждался культ личности Сталина — «великого друга польского народа». Кроме того, утверждался культ личности Б. Берута. Около трети взрослого населения находилось под надзором органов государственной безопасности — RBP, MBP, KdsBP. Массовые репрессии затронули все группы польского общества, включая армию.

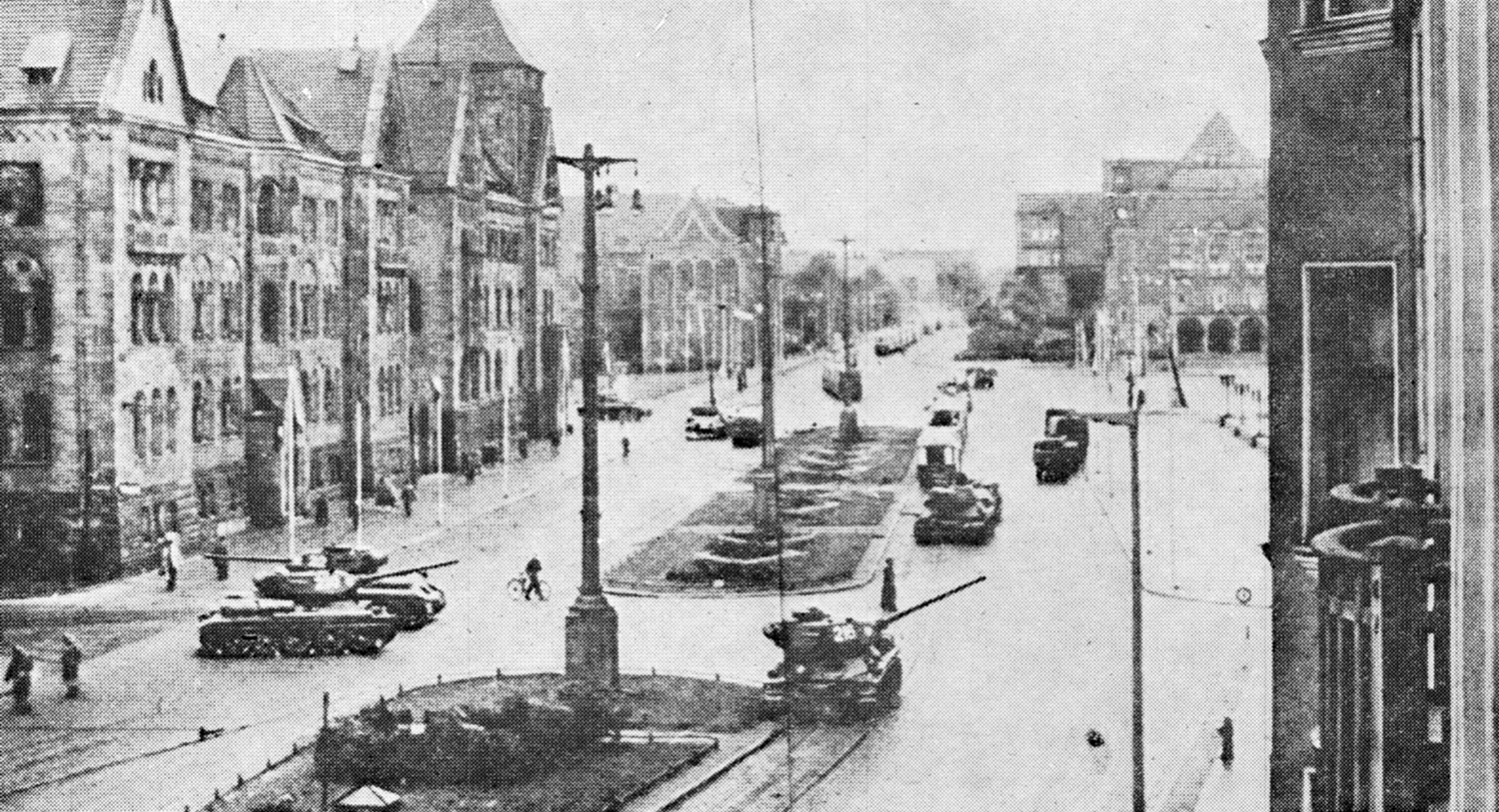
Танки на площади Иосифа Сталина в Познани (1956)

14 апреля 1950 года между правительством и католическим епископатом было заключено соглашение, гарантировавшее свободу исполнения католического культа. 22 июля 1952 года сейм принял конституцию Польской Народной Республики, по которой власть в государстве принадлежала трудящимся. Должность президента была заменена Государственным советом. После смерти Сталина город Катовице был переименован в Сталиногруд, новым законом об амнистии воспользовались 9 тысяч политических заключённых.
В марте 1956 года Б. Берут, который был болен, умер в Москве. Первым секретарём ЦК ПОРП был назначен Эдвард Охаб. 28 июня Познань охватила массовая забастовка рабочих. В ответ в город были введены войска. Власти вынуждены были освободить арестованных священников, епископов и интернированного примаса С. Вышинского. В октябре 1956 года началось развитие политического кризиса. В том же месяце в вузах страны прошли многочисленные митинги с требованиями смены руководства и возвращения к власти В. Гомулки.

#### Период Гомулки (1956—1970)

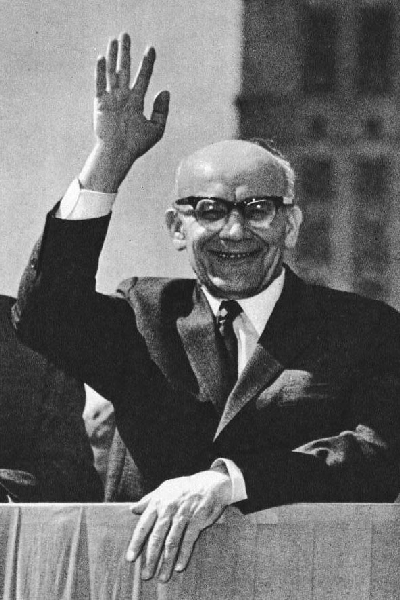
В. Гомулка

21 октября 1956 года освобождённый из заключения В. Гомулка был избран первым секретарём ЦК ПОРП. В 1957 году было подписано соглашение о репатриации из СССР поляков, ранее имевших польское гражданство, по которому до марта 1959 года в Польшу вернулось 224 тысячи человек. В 1968 году проходила борьба с «сионистскими элементами»: многие люди были изгнаны из средств массовой информации, вузов, учреждений науки и культуры. Это привело к эмиграции 15—20 тысяч евреев. В стране возникали подпольные организации, крупнейшим из которых явилось антикоммунистическая группа Рух. Во время «пражской весны» 1968 года Гомулка выступал за ввод войск Варшавского договора в Чехословакию. В 1960-е годы существенное развитие получили разработка сырья (добыча угля, серы, меди), химическая промышленность и энергетика. Прирост национального дохода за десятилетие составил 80 %. В 1964 году был введён в эксплуатацию нефтепровод «Дружба». Был проложен из СССР газопровод. Развитие польской промышленности основывалось на советских технологиях и кредитах. Было начато производство ракет, танков Т-55 и вертолётов Ми-4. Среди потребительских товаров производились телевизоры, видеомагнитофоны, холодильники и стиральные машины. Завод легковых автомобилей в Варшаве начал выпускать автомобили «Фиат». Во второй половине 1960-х годов особенно замедлился рост жизненного уровня населения.
В 1966 году польская Церковь праздновала тысячелетие крещения Польши, в пику ей официальные власти проводили в 1960—1966 годах празднование Тысячелетия польского государства.
В марте 1968 года почти во всей стране проходили студенческие волнения, начавшиеся с выступления против методов осуществления власти. В них приняли участие также учащиеся школ и молодые рабочие. В связи с этими событиями 2732 человека были задержаны милицией, 1,5 тысячи студентов отчислены из вузов.
В военной интервенции в Чехословакии принимала участие 2-я армия Войска Польского. Польский контингент состоял из 24 341 военнослужащих, 566 транспортёров, 647 танков.
По отношению к Советскому Союзу команда В. Гомулки считала необходимым укреплять экономические связи двух стран, сохраняя самостоятельность в политической сфере. Самым большим международным успехом Гомулки было подписание договора между ПНР и ФРГ 7 декабря 1970 года о нормализации двухсторонних отношений и западной границе Польши. 14 декабря Гомулка заявил: «Договор является формально-правовым признанием Федеративной Республикой Германией границы на Одре и Нысе Лужицкой».
12 декабря 1970 года были повышены цены на продукты питания, что вызвало среди населения волну недовольства: 14 декабря в Гданьске начались забастовки и уличные беспорядки, впоследствии перекинувшиеся на другие города Балтийского побережья. Для восстановления общественного порядка на Побережье была задействована армия. В столкновения с милицией погибли десятки демонстрантов. Ухудшение состояния здоровья Гомулки ускорило его отставку.

#### Период Герека (1971—1980)
20 декабря 1970 года новым руководителем был избран Э. Герек. В конце 1960-х годов технологический разрыв между Польшей и Чехословакией составлял 10 лет. Вступление в эксплуатацию построенных в 1960-х годах промышленных объектов, западные кредиты и рост капитальных вложений вели к ускорению экономического роста в начале 1970-х годов. Внутри партии Герек стремился восстановить демократию.
В 1973 году поведение Герека начало меняться, его стали восхвалять в обществе. Общественно-политическая жизнь получила театрализованно-парадный характер. Доходы населения в первой половине 1970-х годов выросли на 46 %. Подоходный налог на граждан был отменён. Были открыты границы с ГДР и Чехословакией. Общество жило на кредиты Запада. Внешние кредиты в 1970-е годы привели страну в «долговую яму». В общественной жизни 1970-х годов ширился алкоголизм.
В начале 1970-х годов улучшились отношения между властью и церковью. В 1971 году в собственность церкви было передано свыше четырёх тысяч костёлов и часовен.
24 июня 1976 года на сейме было объявлено о существенном повышении цен (например, на масло и молоко — на 50 %, на колбасные изделия — на 100 %). 25 июня 80 тысяч человек приняли участие в массовых митингах и забастовках, подавленных подразделениями ЗОМО. Активизировалось диссидентское движение, возникли оппозиционные организации Комитет защиты рабочих, Движение защиты прав человека и гражданина, Конфедерация независимой Польши, Свободные профсоюзы Побережья. Оппозиционных активистов жёстко преследовала Служба безопасности ПНР.
Во внешней политике Герек считал, что его страна «обречена» на хорошие отношения с СССР, но при этом был сторонником большей экономической самостоятельности от Советского Союза. Во второй половине 1970-х годов политическая и социально-экономическая ситуация ухудшились. Внешний государственный долг в 1980 году вырос до 23 млн долларов.
16 октября 1978 года польский кардинал К. Войтыла был избран папой римским и принял новое имя — Иоанн Павел II.

#### Период Каня (1980—1981)

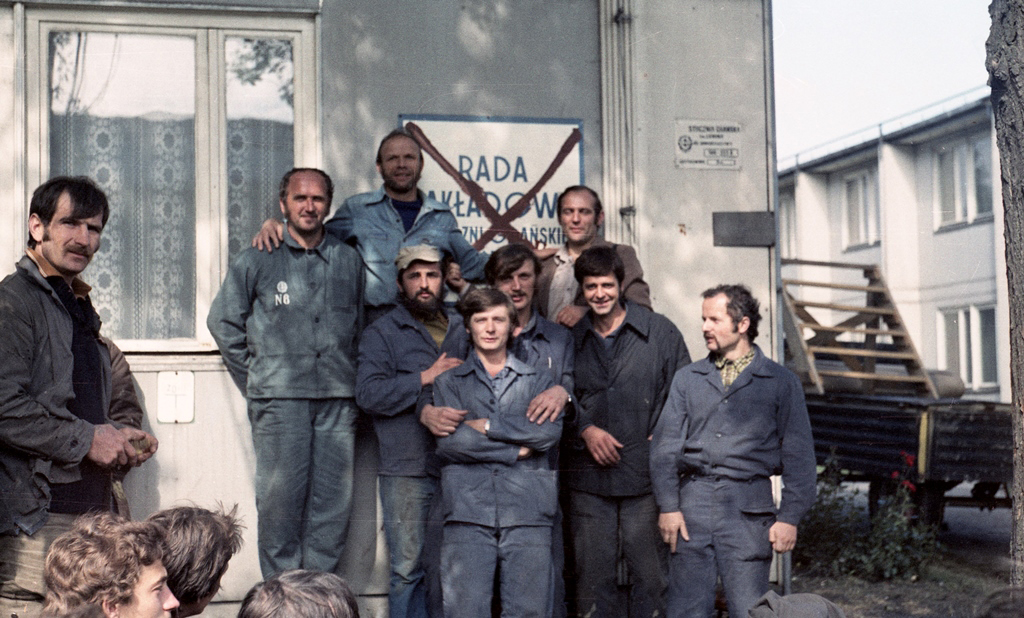
Бастующие рабочие судоверфи им. Ленина, август 1980 года. Табличка с названием официального профсоюза перечёркнута.

В августе 1980 года против командно-административной системы выступило массовое забастовочное движение. Власти вынуждены были заключить Августовские соглашения с межзаводскими забастовочными комитетами и легализовать независимый профсоюз «Солидарность». В январе 1981 года «Солидарностью» были организованы массовые забастовки и акции протеста при участии около 1,7 млн человек. В марте 1981 года Быдгощский кризис обернулся всепольской забастовкой с участием 13 млн человек.

#### Период Ярузельского (1981—1990)

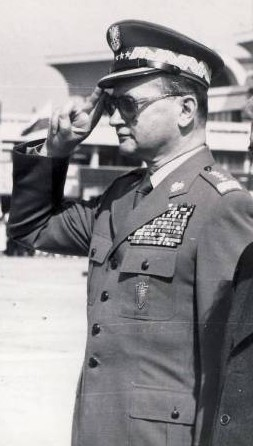
В. Ярузельский

Осенью 1981 года первым секретарём ЦК ПОРП стал В. Ярузельский. 13 декабря 1981 года в стране было введено военное положение (отменено в июле 1983 года). После этого США и Западная Европа ввели санкции против Польши.
В рядах ПОРП происходил раскол на ортодоксальный ортодоксальный бетон и партийных реформаторов. Экономика страны уже агонизировала и Польша оказалась на грани голода. Лидер «Солидарности» Лех Валенса потребовал от правительства провести референдум о смене власти и всеобщих выборов в Сейм. 12 декабря лидеры «Солидарности» большинством голосов приняли резолюцию об открытой конфронтации с режимом[уточнить].
12—13 декабря 1981 года Ярузельский ввёл военное положение, действовавшее до июля 1983 года. Власть сосредоточилась в руках Военного совета национального спасения и неформальной правящей группы Ярузельского, которая в обиходе именовалась «Директорией». В первые же дни военного положения более 3 тысяч ведущих активистов оппозиции были задержаны и направлены в центры интернирования. К концу 1981 количество интернированных составило 5128 человек. Всего за период военного положения интернированию подверглись 9736 человек (396 человек не удалось обнаружить). Немногие из лидеров «Солидарности» успели перейти на нелегальное положение. Среди них — Збигнев Буяк, Владислав Фрасынюк, Богдан Лис. Также были интернированы бывший первый секретарь Центрального комитета ПОРП, два бывших председателя Совета министров, ещё три десятка бывших высокопоставленных руководителей. Распущен Фронт единства нации, его функции перешли к гражданским комитетам национального спасения. За период военного положения 1981—1983 годов погибли более 100 активистов польской оппозиции (чаще всего говорится о 115 документально подтверждённых случаях). В 88 эпизодах причастность силовых структур ПНР признана доказанной. Наиболее известно похищение и убийство капеллана «Солидарности» Ежи Попелушко спецгруппой капитана Пиотровского. В период военного положения дважды — в мае и в августе 1982 — по стране прокатывались массовые протесты.
Политика перестройки, проводимая Горбачёвым, ослабила влияние СССР на Польшу, что привело к переменам в стране. 15 сентября 1986 года было амнистировано 225 осуждённых и арестованных по политическим мотивам (кроме осуждённых за шпионаж, саботаж, теракты и выдачу государственных тайн). Амнистия коснулась, прежде всего, активистов и лидеров «Солидарности».
22 ноября прошёл референдум по двум вопросам — программе 2-3-летних перемен при радикальном оздоровлении экономики и глубокой демократизации политической жизни через повышение роли самоуправления, прав и участия трудящихся в управлении страной. Явка составила 68 %, из них 66 % одобрило первый вопрос и 69 — второй. Так как в сумме вопросы были одобрены 44 и 46 % населения соответственно, программы не были приняты.
Весной—осенью 1988 года новая забастовочная волна вынудила руководство ПОРП пойти на конфиденциальные переговоры в Магдаленке, а с февраля по апрель 1989 — на публичный диалог «Круглого стола» при участии представителей правительства, «Солидарности» и церкви. Результатом которых стало согласие властей на легализацию «Солидарности» и проведение «полусвободных» выборов в парламент.
На состоявшихся 4 июня выборах «Солидарность» добилась успехов, получив 99 мест в Сенате и 161 — в Сейме. 65 % мандатов досталось коммунистам только в силу предварительного резервирования мест по условиям «Круглого стола». При этом не были избраны 8 членов политбюро ЦК ПОРП, и руководители Объединённой крестьянской и Демократической партий (явка составила 62 % в 1-м туре и 25 % во 2-м, в то время как в выборах 1985 года приняли участие 79 % избирателей). Президентом страны стал В. Ярузельский (также по предварительной договорённости), но новое правительство возглавил представитель «Солидарности» Т. Мазовецкий.

### Республика Польша

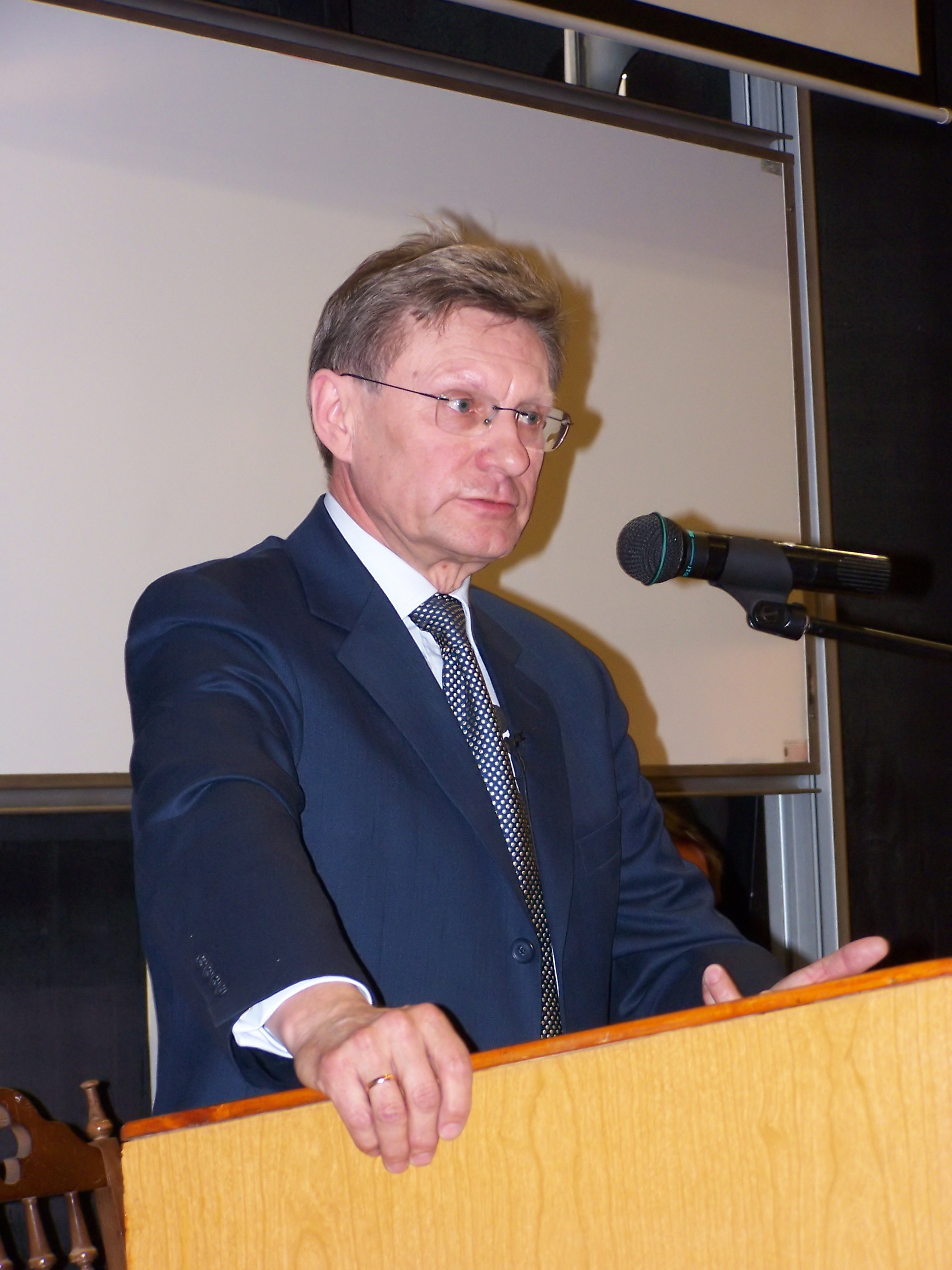
Л. Бальцерович

31 декабря 1989 года в силу вступили принятые тремя днями ранее поправки к конституции, которые ввели новое название государства — Республика Польша. Одновременно из текста конституции исключалось понятие «социалистического государства». Летом 1989 года была разработана программа экономических реформ, получившая название по имени министра финансов — «программа Бальцеровича». В прессе финансовые меры были названы «шоковой терапией». Была проведена либерализация цен, внешней торговли, с 1996 года — массовая приватизация государственной собственности. В 1990—1991 годах происходил спад ВВП. В 1992 году началось оживление экономики. В 2001 году объём ВВП почти на треть превзошёл уровень 1989 года.
На президентских выборах осенью 1990 года победу одержал руководитель «Солидарности» Л. Валенса. 27 октября 1991 года прошли выборы в парламент. При прохождении в сейм Демократический союза набрал 12 %, Союз демократических сил — 12 %, ПСЛ — 9 %, Избирательная католическая акция — 9 %, Конфедерация независимой Польши — 9 %, Гражданское Соглашение Центрум — 9 %, ЛДК — 7 %, «Солидарность» — 5 %. В сентябре 1993 года последние советские военные части покинули Польшу.
1990—1995 годы — период президентства Валенсы. Польские коммунисты приняли имя социал-демократов. После парламентских выборов 1993 года было сформировано коалиционное правительство Союза демократических левых сил, Польской крестьянской партии и др. Начиная с 1992 года стал быстро расти ВНП, были созданы основные рыночные институты. 1995—2005 годы — период президентства Квасьневского. 25 мая 1997 года на референдуме была принята новая конституция. В марте 1999 года Польша стала членом НАТО.

#### XXI век
Польша поддержала вторжение НАТО в Афганистан (2001) и Ирак (2003). В мае 2004 года страна вступила в Европейский союз, который профинансировал реновацию дорог и другой инфраструктуры.
С 2005 по 2010 год президентом Польши был избран Лех Качиньский.
В апреле 2010 года Качиньский, в сопровождении представителей польской политической, церковной и военной элиты, вылетевших на поминальные события Катынской трагедии, погибли в авиакатастрофе под Смоленском. Исполняющим обязанности президента стал маршал сейма (председатель нижней палаты Польского парламента) Б. Коморовский. В июле 2010 года Б. Коморовский был избран президентом страны. В 2015 году президентом был избран А. Дуда.